# Hypermodernism (schack)
Den här artikeln använder algebraisk schacknotation för att beskriva schackdragen.
Hypermodernism är en skola inom schack som växte fram på 1920-talet. En viktig idé var att fälten i centrum inte behövde besättas med bönder utan i stället kunde kontrolleras på avstånd med springare och löpare.   
Detta bröt mot de klassiska, mer dogmatiska, principer som förespråkades av bland andra Siegbert Tarrasch och byggde på Wilhelm Steinitz idéer från slutet av 1800-talet.

## Hypermoderna öppningar
|   | a | b | c | d | e | f | g | h |   |
| 8 | a8 svart torn · b8 svart springare · d8 svart drottning · e8 svart kung · h8 svart torn · a7 svart bonde · b7 svart löpare · c7 svart bonde · d7 svart bonde · f7 svart bonde · g7 svart bonde · h7 svart bonde · b6 svart bonde · e6 svart bonde · f6 svart springare · b4 svart löpare · c4 vit bonde · d4 vit bonde · c3 vit springare · d3 vit löpare · e3 vit bonde · f3 vit springare · a2 vit bonde · b2 vit bonde · f2 vit bonde · g2 vit bonde · h2 vit bonde · a1 vit torn · c1 vit löpare · d1 vit drottning · e1 vit kung · h1 vit torn | a8 svart torn · b8 svart springare · d8 svart drottning · e8 svart kung · h8 svart torn · a7 svart bonde · b7 svart löpare · c7 svart bonde · d7 svart bonde · f7 svart bonde · g7 svart bonde · h7 svart bonde · b6 svart bonde · e6 svart bonde · f6 svart springare · b4 svart löpare · c4 vit bonde · d4 vit bonde · c3 vit springare · d3 vit löpare · e3 vit bonde · f3 vit springare · a2 vit bonde · b2 vit bonde · f2 vit bonde · g2 vit bonde · h2 vit bonde · a1 vit torn · c1 vit löpare · d1 vit drottning · e1 vit kung · h1 vit torn | a8 svart torn · b8 svart springare · d8 svart drottning · e8 svart kung · h8 svart torn · a7 svart bonde · b7 svart löpare · c7 svart bonde · d7 svart bonde · f7 svart bonde · g7 svart bonde · h7 svart bonde · b6 svart bonde · e6 svart bonde · f6 svart springare · b4 svart löpare · c4 vit bonde · d4 vit bonde · c3 vit springare · d3 vit löpare · e3 vit bonde · f3 vit springare · a2 vit bonde · b2 vit bonde · f2 vit bonde · g2 vit bonde · h2 vit bonde · a1 vit torn · c1 vit löpare · d1 vit drottning · e1 vit kung · h1 vit torn | a8 svart torn · b8 svart springare · d8 svart drottning · e8 svart kung · h8 svart torn · a7 svart bonde · b7 svart löpare · c7 svart bonde · d7 svart bonde · f7 svart bonde · g7 svart bonde · h7 svart bonde · b6 svart bonde · e6 svart bonde · f6 svart springare · b4 svart löpare · c4 vit bonde · d4 vit bonde · c3 vit springare · d3 vit löpare · e3 vit bonde · f3 vit springare · a2 vit bonde · b2 vit bonde · f2 vit bonde · g2 vit bonde · h2 vit bonde · a1 vit torn · c1 vit löpare · d1 vit drottning · e1 vit kung · h1 vit torn | a8 svart torn · b8 svart springare · d8 svart drottning · e8 svart kung · h8 svart torn · a7 svart bonde · b7 svart löpare · c7 svart bonde · d7 svart bonde · f7 svart bonde · g7 svart bonde · h7 svart bonde · b6 svart bonde · e6 svart bonde · f6 svart springare · b4 svart löpare · c4 vit bonde · d4 vit bonde · c3 vit springare · d3 vit löpare · e3 vit bonde · f3 vit springare · a2 vit bonde · b2 vit bonde · f2 vit bonde · g2 vit bonde · h2 vit bonde · a1 vit torn · c1 vit löpare · d1 vit drottning · e1 vit kung · h1 vit torn | a8 svart torn · b8 svart springare · d8 svart drottning · e8 svart kung · h8 svart torn · a7 svart bonde · b7 svart löpare · c7 svart bonde · d7 svart bonde · f7 svart bonde · g7 svart bonde · h7 svart bonde · b6 svart bonde · e6 svart bonde · f6 svart springare · b4 svart löpare · c4 vit bonde · d4 vit bonde · c3 vit springare · d3 vit löpare · e3 vit bonde · f3 vit springare · a2 vit bonde · b2 vit bonde · f2 vit bonde · g2 vit bonde · h2 vit bonde · a1 vit torn · c1 vit löpare · d1 vit drottning · e1 vit kung · h1 vit torn | a8 svart torn · b8 svart springare · d8 svart drottning · e8 svart kung · h8 svart torn · a7 svart bonde · b7 svart löpare · c7 svart bonde · d7 svart bonde · f7 svart bonde · g7 svart bonde · h7 svart bonde · b6 svart bonde · e6 svart bonde · f6 svart springare · b4 svart löpare · c4 vit bonde · d4 vit bonde · c3 vit springare · d3 vit löpare · e3 vit bonde · f3 vit springare · a2 vit bonde · b2 vit bonde · f2 vit bonde · g2 vit bonde · h2 vit bonde · a1 vit torn · c1 vit löpare · d1 vit drottning · e1 vit kung · h1 vit torn | a8 svart torn · b8 svart springare · d8 svart drottning · e8 svart kung · h8 svart torn · a7 svart bonde · b7 svart löpare · c7 svart bonde · d7 svart bonde · f7 svart bonde · g7 svart bonde · h7 svart bonde · b6 svart bonde · e6 svart bonde · f6 svart springare · b4 svart löpare · c4 vit bonde · d4 vit bonde · c3 vit springare · d3 vit löpare · e3 vit bonde · f3 vit springare · a2 vit bonde · b2 vit bonde · f2 vit bonde · g2 vit bonde · h2 vit bonde · a1 vit torn · c1 vit löpare · d1 vit drottning · e1 vit kung · h1 vit torn | 8 |
| 7 | a8 svart torn · b8 svart springare · d8 svart drottning · e8 svart kung · h8 svart torn · a7 svart bonde · b7 svart löpare · c7 svart bonde · d7 svart bonde · f7 svart bonde · g7 svart bonde · h7 svart bonde · b6 svart bonde · e6 svart bonde · f6 svart springare · b4 svart löpare · c4 vit bonde · d4 vit bonde · c3 vit springare · d3 vit löpare · e3 vit bonde · f3 vit springare · a2 vit bonde · b2 vit bonde · f2 vit bonde · g2 vit bonde · h2 vit bonde · a1 vit torn · c1 vit löpare · d1 vit drottning · e1 vit kung · h1 vit torn | a8 svart torn · b8 svart springare · d8 svart drottning · e8 svart kung · h8 svart torn · a7 svart bonde · b7 svart löpare · c7 svart bonde · d7 svart bonde · f7 svart bonde · g7 svart bonde · h7 svart bonde · b6 svart bonde · e6 svart bonde · f6 svart springare · b4 svart löpare · c4 vit bonde · d4 vit bonde · c3 vit springare · d3 vit löpare · e3 vit bonde · f3 vit springare · a2 vit bonde · b2 vit bonde · f2 vit bonde · g2 vit bonde · h2 vit bonde · a1 vit torn · c1 vit löpare · d1 vit drottning · e1 vit kung · h1 vit torn | a8 svart torn · b8 svart springare · d8 svart drottning · e8 svart kung · h8 svart torn · a7 svart bonde · b7 svart löpare · c7 svart bonde · d7 svart bonde · f7 svart bonde · g7 svart bonde · h7 svart bonde · b6 svart bonde · e6 svart bonde · f6 svart springare · b4 svart löpare · c4 vit bonde · d4 vit bonde · c3 vit springare · d3 vit löpare · e3 vit bonde · f3 vit springare · a2 vit bonde · b2 vit bonde · f2 vit bonde · g2 vit bonde · h2 vit bonde · a1 vit torn · c1 vit löpare · d1 vit drottning · e1 vit kung · h1 vit torn | a8 svart torn · b8 svart springare · d8 svart drottning · e8 svart kung · h8 svart torn · a7 svart bonde · b7 svart löpare · c7 svart bonde · d7 svart bonde · f7 svart bonde · g7 svart bonde · h7 svart bonde · b6 svart bonde · e6 svart bonde · f6 svart springare · b4 svart löpare · c4 vit bonde · d4 vit bonde · c3 vit springare · d3 vit löpare · e3 vit bonde · f3 vit springare · a2 vit bonde · b2 vit bonde · f2 vit bonde · g2 vit bonde · h2 vit bonde · a1 vit torn · c1 vit löpare · d1 vit drottning · e1 vit kung · h1 vit torn | a8 svart torn · b8 svart springare · d8 svart drottning · e8 svart kung · h8 svart torn · a7 svart bonde · b7 svart löpare · c7 svart bonde · d7 svart bonde · f7 svart bonde · g7 svart bonde · h7 svart bonde · b6 svart bonde · e6 svart bonde · f6 svart springare · b4 svart löpare · c4 vit bonde · d4 vit bonde · c3 vit springare · d3 vit löpare · e3 vit bonde · f3 vit springare · a2 vit bonde · b2 vit bonde · f2 vit bonde · g2 vit bonde · h2 vit bonde · a1 vit torn · c1 vit löpare · d1 vit drottning · e1 vit kung · h1 vit torn | a8 svart torn · b8 svart springare · d8 svart drottning · e8 svart kung · h8 svart torn · a7 svart bonde · b7 svart löpare · c7 svart bonde · d7 svart bonde · f7 svart bonde · g7 svart bonde · h7 svart bonde · b6 svart bonde · e6 svart bonde · f6 svart springare · b4 svart löpare · c4 vit bonde · d4 vit bonde · c3 vit springare · d3 vit löpare · e3 vit bonde · f3 vit springare · a2 vit bonde · b2 vit bonde · f2 vit bonde · g2 vit bonde · h2 vit bonde · a1 vit torn · c1 vit löpare · d1 vit drottning · e1 vit kung · h1 vit torn | a8 svart torn · b8 svart springare · d8 svart drottning · e8 svart kung · h8 svart torn · a7 svart bonde · b7 svart löpare · c7 svart bonde · d7 svart bonde · f7 svart bonde · g7 svart bonde · h7 svart bonde · b6 svart bonde · e6 svart bonde · f6 svart springare · b4 svart löpare · c4 vit bonde · d4 vit bonde · c3 vit springare · d3 vit löpare · e3 vit bonde · f3 vit springare · a2 vit bonde · b2 vit bonde · f2 vit bonde · g2 vit bonde · h2 vit bonde · a1 vit torn · c1 vit löpare · d1 vit drottning · e1 vit kung · h1 vit torn | a8 svart torn · b8 svart springare · d8 svart drottning · e8 svart kung · h8 svart torn · a7 svart bonde · b7 svart löpare · c7 svart bonde · d7 svart bonde · f7 svart bonde · g7 svart bonde · h7 svart bonde · b6 svart bonde · e6 svart bonde · f6 svart springare · b4 svart löpare · c4 vit bonde · d4 vit bonde · c3 vit springare · d3 vit löpare · e3 vit bonde · f3 vit springare · a2 vit bonde · b2 vit bonde · f2 vit bonde · g2 vit bonde · h2 vit bonde · a1 vit torn · c1 vit löpare · d1 vit drottning · e1 vit kung · h1 vit torn | 7 |
| 6 | a8 svart torn · b8 svart springare · d8 svart drottning · e8 svart kung · h8 svart torn · a7 svart bonde · b7 svart löpare · c7 svart bonde · d7 svart bonde · f7 svart bonde · g7 svart bonde · h7 svart bonde · b6 svart bonde · e6 svart bonde · f6 svart springare · b4 svart löpare · c4 vit bonde · d4 vit bonde · c3 vit springare · d3 vit löpare · e3 vit bonde · f3 vit springare · a2 vit bonde · b2 vit bonde · f2 vit bonde · g2 vit bonde · h2 vit bonde · a1 vit torn · c1 vit löpare · d1 vit drottning · e1 vit kung · h1 vit torn | a8 svart torn · b8 svart springare · d8 svart drottning · e8 svart kung · h8 svart torn · a7 svart bonde · b7 svart löpare · c7 svart bonde · d7 svart bonde · f7 svart bonde · g7 svart bonde · h7 svart bonde · b6 svart bonde · e6 svart bonde · f6 svart springare · b4 svart löpare · c4 vit bonde · d4 vit bonde · c3 vit springare · d3 vit löpare · e3 vit bonde · f3 vit springare · a2 vit bonde · b2 vit bonde · f2 vit bonde · g2 vit bonde · h2 vit bonde · a1 vit torn · c1 vit löpare · d1 vit drottning · e1 vit kung · h1 vit torn | a8 svart torn · b8 svart springare · d8 svart drottning · e8 svart kung · h8 svart torn · a7 svart bonde · b7 svart löpare · c7 svart bonde · d7 svart bonde · f7 svart bonde · g7 svart bonde · h7 svart bonde · b6 svart bonde · e6 svart bonde · f6 svart springare · b4 svart löpare · c4 vit bonde · d4 vit bonde · c3 vit springare · d3 vit löpare · e3 vit bonde · f3 vit springare · a2 vit bonde · b2 vit bonde · f2 vit bonde · g2 vit bonde · h2 vit bonde · a1 vit torn · c1 vit löpare · d1 vit drottning · e1 vit kung · h1 vit torn | a8 svart torn · b8 svart springare · d8 svart drottning · e8 svart kung · h8 svart torn · a7 svart bonde · b7 svart löpare · c7 svart bonde · d7 svart bonde · f7 svart bonde · g7 svart bonde · h7 svart bonde · b6 svart bonde · e6 svart bonde · f6 svart springare · b4 svart löpare · c4 vit bonde · d4 vit bonde · c3 vit springare · d3 vit löpare · e3 vit bonde · f3 vit springare · a2 vit bonde · b2 vit bonde · f2 vit bonde · g2 vit bonde · h2 vit bonde · a1 vit torn · c1 vit löpare · d1 vit drottning · e1 vit kung · h1 vit torn | a8 svart torn · b8 svart springare · d8 svart drottning · e8 svart kung · h8 svart torn · a7 svart bonde · b7 svart löpare · c7 svart bonde · d7 svart bonde · f7 svart bonde · g7 svart bonde · h7 svart bonde · b6 svart bonde · e6 svart bonde · f6 svart springare · b4 svart löpare · c4 vit bonde · d4 vit bonde · c3 vit springare · d3 vit löpare · e3 vit bonde · f3 vit springare · a2 vit bonde · b2 vit bonde · f2 vit bonde · g2 vit bonde · h2 vit bonde · a1 vit torn · c1 vit löpare · d1 vit drottning · e1 vit kung · h1 vit torn | a8 svart torn · b8 svart springare · d8 svart drottning · e8 svart kung · h8 svart torn · a7 svart bonde · b7 svart löpare · c7 svart bonde · d7 svart bonde · f7 svart bonde · g7 svart bonde · h7 svart bonde · b6 svart bonde · e6 svart bonde · f6 svart springare · b4 svart löpare · c4 vit bonde · d4 vit bonde · c3 vit springare · d3 vit löpare · e3 vit bonde · f3 vit springare · a2 vit bonde · b2 vit bonde · f2 vit bonde · g2 vit bonde · h2 vit bonde · a1 vit torn · c1 vit löpare · d1 vit drottning · e1 vit kung · h1 vit torn | a8 svart torn · b8 svart springare · d8 svart drottning · e8 svart kung · h8 svart torn · a7 svart bonde · b7 svart löpare · c7 svart bonde · d7 svart bonde · f7 svart bonde · g7 svart bonde · h7 svart bonde · b6 svart bonde · e6 svart bonde · f6 svart springare · b4 svart löpare · c4 vit bonde · d4 vit bonde · c3 vit springare · d3 vit löpare · e3 vit bonde · f3 vit springare · a2 vit bonde · b2 vit bonde · f2 vit bonde · g2 vit bonde · h2 vit bonde · a1 vit torn · c1 vit löpare · d1 vit drottning · e1 vit kung · h1 vit torn | a8 svart torn · b8 svart springare · d8 svart drottning · e8 svart kung · h8 svart torn · a7 svart bonde · b7 svart löpare · c7 svart bonde · d7 svart bonde · f7 svart bonde · g7 svart bonde · h7 svart bonde · b6 svart bonde · e6 svart bonde · f6 svart springare · b4 svart löpare · c4 vit bonde · d4 vit bonde · c3 vit springare · d3 vit löpare · e3 vit bonde · f3 vit springare · a2 vit bonde · b2 vit bonde · f2 vit bonde · g2 vit bonde · h2 vit bonde · a1 vit torn · c1 vit löpare · d1 vit drottning · e1 vit kung · h1 vit torn | 6 |
| 5 | a8 svart torn · b8 svart springare · d8 svart drottning · e8 svart kung · h8 svart torn · a7 svart bonde · b7 svart löpare · c7 svart bonde · d7 svart bonde · f7 svart bonde · g7 svart bonde · h7 svart bonde · b6 svart bonde · e6 svart bonde · f6 svart springare · b4 svart löpare · c4 vit bonde · d4 vit bonde · c3 vit springare · d3 vit löpare · e3 vit bonde · f3 vit springare · a2 vit bonde · b2 vit bonde · f2 vit bonde · g2 vit bonde · h2 vit bonde · a1 vit torn · c1 vit löpare · d1 vit drottning · e1 vit kung · h1 vit torn | a8 svart torn · b8 svart springare · d8 svart drottning · e8 svart kung · h8 svart torn · a7 svart bonde · b7 svart löpare · c7 svart bonde · d7 svart bonde · f7 svart bonde · g7 svart bonde · h7 svart bonde · b6 svart bonde · e6 svart bonde · f6 svart springare · b4 svart löpare · c4 vit bonde · d4 vit bonde · c3 vit springare · d3 vit löpare · e3 vit bonde · f3 vit springare · a2 vit bonde · b2 vit bonde · f2 vit bonde · g2 vit bonde · h2 vit bonde · a1 vit torn · c1 vit löpare · d1 vit drottning · e1 vit kung · h1 vit torn | a8 svart torn · b8 svart springare · d8 svart drottning · e8 svart kung · h8 svart torn · a7 svart bonde · b7 svart löpare · c7 svart bonde · d7 svart bonde · f7 svart bonde · g7 svart bonde · h7 svart bonde · b6 svart bonde · e6 svart bonde · f6 svart springare · b4 svart löpare · c4 vit bonde · d4 vit bonde · c3 vit springare · d3 vit löpare · e3 vit bonde · f3 vit springare · a2 vit bonde · b2 vit bonde · f2 vit bonde · g2 vit bonde · h2 vit bonde · a1 vit torn · c1 vit löpare · d1 vit drottning · e1 vit kung · h1 vit torn | a8 svart torn · b8 svart springare · d8 svart drottning · e8 svart kung · h8 svart torn · a7 svart bonde · b7 svart löpare · c7 svart bonde · d7 svart bonde · f7 svart bonde · g7 svart bonde · h7 svart bonde · b6 svart bonde · e6 svart bonde · f6 svart springare · b4 svart löpare · c4 vit bonde · d4 vit bonde · c3 vit springare · d3 vit löpare · e3 vit bonde · f3 vit springare · a2 vit bonde · b2 vit bonde · f2 vit bonde · g2 vit bonde · h2 vit bonde · a1 vit torn · c1 vit löpare · d1 vit drottning · e1 vit kung · h1 vit torn | a8 svart torn · b8 svart springare · d8 svart drottning · e8 svart kung · h8 svart torn · a7 svart bonde · b7 svart löpare · c7 svart bonde · d7 svart bonde · f7 svart bonde · g7 svart bonde · h7 svart bonde · b6 svart bonde · e6 svart bonde · f6 svart springare · b4 svart löpare · c4 vit bonde · d4 vit bonde · c3 vit springare · d3 vit löpare · e3 vit bonde · f3 vit springare · a2 vit bonde · b2 vit bonde · f2 vit bonde · g2 vit bonde · h2 vit bonde · a1 vit torn · c1 vit löpare · d1 vit drottning · e1 vit kung · h1 vit torn | a8 svart torn · b8 svart springare · d8 svart drottning · e8 svart kung · h8 svart torn · a7 svart bonde · b7 svart löpare · c7 svart bonde · d7 svart bonde · f7 svart bonde · g7 svart bonde · h7 svart bonde · b6 svart bonde · e6 svart bonde · f6 svart springare · b4 svart löpare · c4 vit bonde · d4 vit bonde · c3 vit springare · d3 vit löpare · e3 vit bonde · f3 vit springare · a2 vit bonde · b2 vit bonde · f2 vit bonde · g2 vit bonde · h2 vit bonde · a1 vit torn · c1 vit löpare · d1 vit drottning · e1 vit kung · h1 vit torn | a8 svart torn · b8 svart springare · d8 svart drottning · e8 svart kung · h8 svart torn · a7 svart bonde · b7 svart löpare · c7 svart bonde · d7 svart bonde · f7 svart bonde · g7 svart bonde · h7 svart bonde · b6 svart bonde · e6 svart bonde · f6 svart springare · b4 svart löpare · c4 vit bonde · d4 vit bonde · c3 vit springare · d3 vit löpare · e3 vit bonde · f3 vit springare · a2 vit bonde · b2 vit bonde · f2 vit bonde · g2 vit bonde · h2 vit bonde · a1 vit torn · c1 vit löpare · d1 vit drottning · e1 vit kung · h1 vit torn | a8 svart torn · b8 svart springare · d8 svart drottning · e8 svart kung · h8 svart torn · a7 svart bonde · b7 svart löpare · c7 svart bonde · d7 svart bonde · f7 svart bonde · g7 svart bonde · h7 svart bonde · b6 svart bonde · e6 svart bonde · f6 svart springare · b4 svart löpare · c4 vit bonde · d4 vit bonde · c3 vit springare · d3 vit löpare · e3 vit bonde · f3 vit springare · a2 vit bonde · b2 vit bonde · f2 vit bonde · g2 vit bonde · h2 vit bonde · a1 vit torn · c1 vit löpare · d1 vit drottning · e1 vit kung · h1 vit torn | 5 |
| 4 | a8 svart torn · b8 svart springare · d8 svart drottning · e8 svart kung · h8 svart torn · a7 svart bonde · b7 svart löpare · c7 svart bonde · d7 svart bonde · f7 svart bonde · g7 svart bonde · h7 svart bonde · b6 svart bonde · e6 svart bonde · f6 svart springare · b4 svart löpare · c4 vit bonde · d4 vit bonde · c3 vit springare · d3 vit löpare · e3 vit bonde · f3 vit springare · a2 vit bonde · b2 vit bonde · f2 vit bonde · g2 vit bonde · h2 vit bonde · a1 vit torn · c1 vit löpare · d1 vit drottning · e1 vit kung · h1 vit torn | a8 svart torn · b8 svart springare · d8 svart drottning · e8 svart kung · h8 svart torn · a7 svart bonde · b7 svart löpare · c7 svart bonde · d7 svart bonde · f7 svart bonde · g7 svart bonde · h7 svart bonde · b6 svart bonde · e6 svart bonde · f6 svart springare · b4 svart löpare · c4 vit bonde · d4 vit bonde · c3 vit springare · d3 vit löpare · e3 vit bonde · f3 vit springare · a2 vit bonde · b2 vit bonde · f2 vit bonde · g2 vit bonde · h2 vit bonde · a1 vit torn · c1 vit löpare · d1 vit drottning · e1 vit kung · h1 vit torn | a8 svart torn · b8 svart springare · d8 svart drottning · e8 svart kung · h8 svart torn · a7 svart bonde · b7 svart löpare · c7 svart bonde · d7 svart bonde · f7 svart bonde · g7 svart bonde · h7 svart bonde · b6 svart bonde · e6 svart bonde · f6 svart springare · b4 svart löpare · c4 vit bonde · d4 vit bonde · c3 vit springare · d3 vit löpare · e3 vit bonde · f3 vit springare · a2 vit bonde · b2 vit bonde · f2 vit bonde · g2 vit bonde · h2 vit bonde · a1 vit torn · c1 vit löpare · d1 vit drottning · e1 vit kung · h1 vit torn | a8 svart torn · b8 svart springare · d8 svart drottning · e8 svart kung · h8 svart torn · a7 svart bonde · b7 svart löpare · c7 svart bonde · d7 svart bonde · f7 svart bonde · g7 svart bonde · h7 svart bonde · b6 svart bonde · e6 svart bonde · f6 svart springare · b4 svart löpare · c4 vit bonde · d4 vit bonde · c3 vit springare · d3 vit löpare · e3 vit bonde · f3 vit springare · a2 vit bonde · b2 vit bonde · f2 vit bonde · g2 vit bonde · h2 vit bonde · a1 vit torn · c1 vit löpare · d1 vit drottning · e1 vit kung · h1 vit torn | a8 svart torn · b8 svart springare · d8 svart drottning · e8 svart kung · h8 svart torn · a7 svart bonde · b7 svart löpare · c7 svart bonde · d7 svart bonde · f7 svart bonde · g7 svart bonde · h7 svart bonde · b6 svart bonde · e6 svart bonde · f6 svart springare · b4 svart löpare · c4 vit bonde · d4 vit bonde · c3 vit springare · d3 vit löpare · e3 vit bonde · f3 vit springare · a2 vit bonde · b2 vit bonde · f2 vit bonde · g2 vit bonde · h2 vit bonde · a1 vit torn · c1 vit löpare · d1 vit drottning · e1 vit kung · h1 vit torn | a8 svart torn · b8 svart springare · d8 svart drottning · e8 svart kung · h8 svart torn · a7 svart bonde · b7 svart löpare · c7 svart bonde · d7 svart bonde · f7 svart bonde · g7 svart bonde · h7 svart bonde · b6 svart bonde · e6 svart bonde · f6 svart springare · b4 svart löpare · c4 vit bonde · d4 vit bonde · c3 vit springare · d3 vit löpare · e3 vit bonde · f3 vit springare · a2 vit bonde · b2 vit bonde · f2 vit bonde · g2 vit bonde · h2 vit bonde · a1 vit torn · c1 vit löpare · d1 vit drottning · e1 vit kung · h1 vit torn | a8 svart torn · b8 svart springare · d8 svart drottning · e8 svart kung · h8 svart torn · a7 svart bonde · b7 svart löpare · c7 svart bonde · d7 svart bonde · f7 svart bonde · g7 svart bonde · h7 svart bonde · b6 svart bonde · e6 svart bonde · f6 svart springare · b4 svart löpare · c4 vit bonde · d4 vit bonde · c3 vit springare · d3 vit löpare · e3 vit bonde · f3 vit springare · a2 vit bonde · b2 vit bonde · f2 vit bonde · g2 vit bonde · h2 vit bonde · a1 vit torn · c1 vit löpare · d1 vit drottning · e1 vit kung · h1 vit torn | a8 svart torn · b8 svart springare · d8 svart drottning · e8 svart kung · h8 svart torn · a7 svart bonde · b7 svart löpare · c7 svart bonde · d7 svart bonde · f7 svart bonde · g7 svart bonde · h7 svart bonde · b6 svart bonde · e6 svart bonde · f6 svart springare · b4 svart löpare · c4 vit bonde · d4 vit bonde · c3 vit springare · d3 vit löpare · e3 vit bonde · f3 vit springare · a2 vit bonde · b2 vit bonde · f2 vit bonde · g2 vit bonde · h2 vit bonde · a1 vit torn · c1 vit löpare · d1 vit drottning · e1 vit kung · h1 vit torn | 4 |
| 3 | a8 svart torn · b8 svart springare · d8 svart drottning · e8 svart kung · h8 svart torn · a7 svart bonde · b7 svart löpare · c7 svart bonde · d7 svart bonde · f7 svart bonde · g7 svart bonde · h7 svart bonde · b6 svart bonde · e6 svart bonde · f6 svart springare · b4 svart löpare · c4 vit bonde · d4 vit bonde · c3 vit springare · d3 vit löpare · e3 vit bonde · f3 vit springare · a2 vit bonde · b2 vit bonde · f2 vit bonde · g2 vit bonde · h2 vit bonde · a1 vit torn · c1 vit löpare · d1 vit drottning · e1 vit kung · h1 vit torn | a8 svart torn · b8 svart springare · d8 svart drottning · e8 svart kung · h8 svart torn · a7 svart bonde · b7 svart löpare · c7 svart bonde · d7 svart bonde · f7 svart bonde · g7 svart bonde · h7 svart bonde · b6 svart bonde · e6 svart bonde · f6 svart springare · b4 svart löpare · c4 vit bonde · d4 vit bonde · c3 vit springare · d3 vit löpare · e3 vit bonde · f3 vit springare · a2 vit bonde · b2 vit bonde · f2 vit bonde · g2 vit bonde · h2 vit bonde · a1 vit torn · c1 vit löpare · d1 vit drottning · e1 vit kung · h1 vit torn | a8 svart torn · b8 svart springare · d8 svart drottning · e8 svart kung · h8 svart torn · a7 svart bonde · b7 svart löpare · c7 svart bonde · d7 svart bonde · f7 svart bonde · g7 svart bonde · h7 svart bonde · b6 svart bonde · e6 svart bonde · f6 svart springare · b4 svart löpare · c4 vit bonde · d4 vit bonde · c3 vit springare · d3 vit löpare · e3 vit bonde · f3 vit springare · a2 vit bonde · b2 vit bonde · f2 vit bonde · g2 vit bonde · h2 vit bonde · a1 vit torn · c1 vit löpare · d1 vit drottning · e1 vit kung · h1 vit torn | a8 svart torn · b8 svart springare · d8 svart drottning · e8 svart kung · h8 svart torn · a7 svart bonde · b7 svart löpare · c7 svart bonde · d7 svart bonde · f7 svart bonde · g7 svart bonde · h7 svart bonde · b6 svart bonde · e6 svart bonde · f6 svart springare · b4 svart löpare · c4 vit bonde · d4 vit bonde · c3 vit springare · d3 vit löpare · e3 vit bonde · f3 vit springare · a2 vit bonde · b2 vit bonde · f2 vit bonde · g2 vit bonde · h2 vit bonde · a1 vit torn · c1 vit löpare · d1 vit drottning · e1 vit kung · h1 vit torn | a8 svart torn · b8 svart springare · d8 svart drottning · e8 svart kung · h8 svart torn · a7 svart bonde · b7 svart löpare · c7 svart bonde · d7 svart bonde · f7 svart bonde · g7 svart bonde · h7 svart bonde · b6 svart bonde · e6 svart bonde · f6 svart springare · b4 svart löpare · c4 vit bonde · d4 vit bonde · c3 vit springare · d3 vit löpare · e3 vit bonde · f3 vit springare · a2 vit bonde · b2 vit bonde · f2 vit bonde · g2 vit bonde · h2 vit bonde · a1 vit torn · c1 vit löpare · d1 vit drottning · e1 vit kung · h1 vit torn | a8 svart torn · b8 svart springare · d8 svart drottning · e8 svart kung · h8 svart torn · a7 svart bonde · b7 svart löpare · c7 svart bonde · d7 svart bonde · f7 svart bonde · g7 svart bonde · h7 svart bonde · b6 svart bonde · e6 svart bonde · f6 svart springare · b4 svart löpare · c4 vit bonde · d4 vit bonde · c3 vit springare · d3 vit löpare · e3 vit bonde · f3 vit springare · a2 vit bonde · b2 vit bonde · f2 vit bonde · g2 vit bonde · h2 vit bonde · a1 vit torn · c1 vit löpare · d1 vit drottning · e1 vit kung · h1 vit torn | a8 svart torn · b8 svart springare · d8 svart drottning · e8 svart kung · h8 svart torn · a7 svart bonde · b7 svart löpare · c7 svart bonde · d7 svart bonde · f7 svart bonde · g7 svart bonde · h7 svart bonde · b6 svart bonde · e6 svart bonde · f6 svart springare · b4 svart löpare · c4 vit bonde · d4 vit bonde · c3 vit springare · d3 vit löpare · e3 vit bonde · f3 vit springare · a2 vit bonde · b2 vit bonde · f2 vit bonde · g2 vit bonde · h2 vit bonde · a1 vit torn · c1 vit löpare · d1 vit drottning · e1 vit kung · h1 vit torn | a8 svart torn · b8 svart springare · d8 svart drottning · e8 svart kung · h8 svart torn · a7 svart bonde · b7 svart löpare · c7 svart bonde · d7 svart bonde · f7 svart bonde · g7 svart bonde · h7 svart bonde · b6 svart bonde · e6 svart bonde · f6 svart springare · b4 svart löpare · c4 vit bonde · d4 vit bonde · c3 vit springare · d3 vit löpare · e3 vit bonde · f3 vit springare · a2 vit bonde · b2 vit bonde · f2 vit bonde · g2 vit bonde · h2 vit bonde · a1 vit torn · c1 vit löpare · d1 vit drottning · e1 vit kung · h1 vit torn | 3 |
| 2 | a8 svart torn · b8 svart springare · d8 svart drottning · e8 svart kung · h8 svart torn · a7 svart bonde · b7 svart löpare · c7 svart bonde · d7 svart bonde · f7 svart bonde · g7 svart bonde · h7 svart bonde · b6 svart bonde · e6 svart bonde · f6 svart springare · b4 svart löpare · c4 vit bonde · d4 vit bonde · c3 vit springare · d3 vit löpare · e3 vit bonde · f3 vit springare · a2 vit bonde · b2 vit bonde · f2 vit bonde · g2 vit bonde · h2 vit bonde · a1 vit torn · c1 vit löpare · d1 vit drottning · e1 vit kung · h1 vit torn | a8 svart torn · b8 svart springare · d8 svart drottning · e8 svart kung · h8 svart torn · a7 svart bonde · b7 svart löpare · c7 svart bonde · d7 svart bonde · f7 svart bonde · g7 svart bonde · h7 svart bonde · b6 svart bonde · e6 svart bonde · f6 svart springare · b4 svart löpare · c4 vit bonde · d4 vit bonde · c3 vit springare · d3 vit löpare · e3 vit bonde · f3 vit springare · a2 vit bonde · b2 vit bonde · f2 vit bonde · g2 vit bonde · h2 vit bonde · a1 vit torn · c1 vit löpare · d1 vit drottning · e1 vit kung · h1 vit torn | a8 svart torn · b8 svart springare · d8 svart drottning · e8 svart kung · h8 svart torn · a7 svart bonde · b7 svart löpare · c7 svart bonde · d7 svart bonde · f7 svart bonde · g7 svart bonde · h7 svart bonde · b6 svart bonde · e6 svart bonde · f6 svart springare · b4 svart löpare · c4 vit bonde · d4 vit bonde · c3 vit springare · d3 vit löpare · e3 vit bonde · f3 vit springare · a2 vit bonde · b2 vit bonde · f2 vit bonde · g2 vit bonde · h2 vit bonde · a1 vit torn · c1 vit löpare · d1 vit drottning · e1 vit kung · h1 vit torn | a8 svart torn · b8 svart springare · d8 svart drottning · e8 svart kung · h8 svart torn · a7 svart bonde · b7 svart löpare · c7 svart bonde · d7 svart bonde · f7 svart bonde · g7 svart bonde · h7 svart bonde · b6 svart bonde · e6 svart bonde · f6 svart springare · b4 svart löpare · c4 vit bonde · d4 vit bonde · c3 vit springare · d3 vit löpare · e3 vit bonde · f3 vit springare · a2 vit bonde · b2 vit bonde · f2 vit bonde · g2 vit bonde · h2 vit bonde · a1 vit torn · c1 vit löpare · d1 vit drottning · e1 vit kung · h1 vit torn | a8 svart torn · b8 svart springare · d8 svart drottning · e8 svart kung · h8 svart torn · a7 svart bonde · b7 svart löpare · c7 svart bonde · d7 svart bonde · f7 svart bonde · g7 svart bonde · h7 svart bonde · b6 svart bonde · e6 svart bonde · f6 svart springare · b4 svart löpare · c4 vit bonde · d4 vit bonde · c3 vit springare · d3 vit löpare · e3 vit bonde · f3 vit springare · a2 vit bonde · b2 vit bonde · f2 vit bonde · g2 vit bonde · h2 vit bonde · a1 vit torn · c1 vit löpare · d1 vit drottning · e1 vit kung · h1 vit torn | a8 svart torn · b8 svart springare · d8 svart drottning · e8 svart kung · h8 svart torn · a7 svart bonde · b7 svart löpare · c7 svart bonde · d7 svart bonde · f7 svart bonde · g7 svart bonde · h7 svart bonde · b6 svart bonde · e6 svart bonde · f6 svart springare · b4 svart löpare · c4 vit bonde · d4 vit bonde · c3 vit springare · d3 vit löpare · e3 vit bonde · f3 vit springare · a2 vit bonde · b2 vit bonde · f2 vit bonde · g2 vit bonde · h2 vit bonde · a1 vit torn · c1 vit löpare · d1 vit drottning · e1 vit kung · h1 vit torn | a8 svart torn · b8 svart springare · d8 svart drottning · e8 svart kung · h8 svart torn · a7 svart bonde · b7 svart löpare · c7 svart bonde · d7 svart bonde · f7 svart bonde · g7 svart bonde · h7 svart bonde · b6 svart bonde · e6 svart bonde · f6 svart springare · b4 svart löpare · c4 vit bonde · d4 vit bonde · c3 vit springare · d3 vit löpare · e3 vit bonde · f3 vit springare · a2 vit bonde · b2 vit bonde · f2 vit bonde · g2 vit bonde · h2 vit bonde · a1 vit torn · c1 vit löpare · d1 vit drottning · e1 vit kung · h1 vit torn | a8 svart torn · b8 svart springare · d8 svart drottning · e8 svart kung · h8 svart torn · a7 svart bonde · b7 svart löpare · c7 svart bonde · d7 svart bonde · f7 svart bonde · g7 svart bonde · h7 svart bonde · b6 svart bonde · e6 svart bonde · f6 svart springare · b4 svart löpare · c4 vit bonde · d4 vit bonde · c3 vit springare · d3 vit löpare · e3 vit bonde · f3 vit springare · a2 vit bonde · b2 vit bonde · f2 vit bonde · g2 vit bonde · h2 vit bonde · a1 vit torn · c1 vit löpare · d1 vit drottning · e1 vit kung · h1 vit torn | 2 |
| 1 | a8 svart torn · b8 svart springare · d8 svart drottning · e8 svart kung · h8 svart torn · a7 svart bonde · b7 svart löpare · c7 svart bonde · d7 svart bonde · f7 svart bonde · g7 svart bonde · h7 svart bonde · b6 svart bonde · e6 svart bonde · f6 svart springare · b4 svart löpare · c4 vit bonde · d4 vit bonde · c3 vit springare · d3 vit löpare · e3 vit bonde · f3 vit springare · a2 vit bonde · b2 vit bonde · f2 vit bonde · g2 vit bonde · h2 vit bonde · a1 vit torn · c1 vit löpare · d1 vit drottning · e1 vit kung · h1 vit torn | a8 svart torn · b8 svart springare · d8 svart drottning · e8 svart kung · h8 svart torn · a7 svart bonde · b7 svart löpare · c7 svart bonde · d7 svart bonde · f7 svart bonde · g7 svart bonde · h7 svart bonde · b6 svart bonde · e6 svart bonde · f6 svart springare · b4 svart löpare · c4 vit bonde · d4 vit bonde · c3 vit springare · d3 vit löpare · e3 vit bonde · f3 vit springare · a2 vit bonde · b2 vit bonde · f2 vit bonde · g2 vit bonde · h2 vit bonde · a1 vit torn · c1 vit löpare · d1 vit drottning · e1 vit kung · h1 vit torn | a8 svart torn · b8 svart springare · d8 svart drottning · e8 svart kung · h8 svart torn · a7 svart bonde · b7 svart löpare · c7 svart bonde · d7 svart bonde · f7 svart bonde · g7 svart bonde · h7 svart bonde · b6 svart bonde · e6 svart bonde · f6 svart springare · b4 svart löpare · c4 vit bonde · d4 vit bonde · c3 vit springare · d3 vit löpare · e3 vit bonde · f3 vit springare · a2 vit bonde · b2 vit bonde · f2 vit bonde · g2 vit bonde · h2 vit bonde · a1 vit torn · c1 vit löpare · d1 vit drottning · e1 vit kung · h1 vit torn | a8 svart torn · b8 svart springare · d8 svart drottning · e8 svart kung · h8 svart torn · a7 svart bonde · b7 svart löpare · c7 svart bonde · d7 svart bonde · f7 svart bonde · g7 svart bonde · h7 svart bonde · b6 svart bonde · e6 svart bonde · f6 svart springare · b4 svart löpare · c4 vit bonde · d4 vit bonde · c3 vit springare · d3 vit löpare · e3 vit bonde · f3 vit springare · a2 vit bonde · b2 vit bonde · f2 vit bonde · g2 vit bonde · h2 vit bonde · a1 vit torn · c1 vit löpare · d1 vit drottning · e1 vit kung · h1 vit torn | a8 svart torn · b8 svart springare · d8 svart drottning · e8 svart kung · h8 svart torn · a7 svart bonde · b7 svart löpare · c7 svart bonde · d7 svart bonde · f7 svart bonde · g7 svart bonde · h7 svart bonde · b6 svart bonde · e6 svart bonde · f6 svart springare · b4 svart löpare · c4 vit bonde · d4 vit bonde · c3 vit springare · d3 vit löpare · e3 vit bonde · f3 vit springare · a2 vit bonde · b2 vit bonde · f2 vit bonde · g2 vit bonde · h2 vit bonde · a1 vit torn · c1 vit löpare · d1 vit drottning · e1 vit kung · h1 vit torn | a8 svart torn · b8 svart springare · d8 svart drottning · e8 svart kung · h8 svart torn · a7 svart bonde · b7 svart löpare · c7 svart bonde · d7 svart bonde · f7 svart bonde · g7 svart bonde · h7 svart bonde · b6 svart bonde · e6 svart bonde · f6 svart springare · b4 svart löpare · c4 vit bonde · d4 vit bonde · c3 vit springare · d3 vit löpare · e3 vit bonde · f3 vit springare · a2 vit bonde · b2 vit bonde · f2 vit bonde · g2 vit bonde · h2 vit bonde · a1 vit torn · c1 vit löpare · d1 vit drottning · e1 vit kung · h1 vit torn | a8 svart torn · b8 svart springare · d8 svart drottning · e8 svart kung · h8 svart torn · a7 svart bonde · b7 svart löpare · c7 svart bonde · d7 svart bonde · f7 svart bonde · g7 svart bonde · h7 svart bonde · b6 svart bonde · e6 svart bonde · f6 svart springare · b4 svart löpare · c4 vit bonde · d4 vit bonde · c3 vit springare · d3 vit löpare · e3 vit bonde · f3 vit springare · a2 vit bonde · b2 vit bonde · f2 vit bonde · g2 vit bonde · h2 vit bonde · a1 vit torn · c1 vit löpare · d1 vit drottning · e1 vit kung · h1 vit torn | a8 svart torn · b8 svart springare · d8 svart drottning · e8 svart kung · h8 svart torn · a7 svart bonde · b7 svart löpare · c7 svart bonde · d7 svart bonde · f7 svart bonde · g7 svart bonde · h7 svart bonde · b6 svart bonde · e6 svart bonde · f6 svart springare · b4 svart löpare · c4 vit bonde · d4 vit bonde · c3 vit springare · d3 vit löpare · e3 vit bonde · f3 vit springare · a2 vit bonde · b2 vit bonde · f2 vit bonde · g2 vit bonde · h2 vit bonde · a1 vit torn · c1 vit löpare · d1 vit drottning · e1 vit kung · h1 vit torn | 1 |
|   | a | b | c | d | e | f | g | h |   |

Ställningen i diagrammet visar en typisk hypermodern variant. Här kretsar mycket kring fältet e4. Trots att han inte spelat ...d5 så har svart bra kontroll på det med sina lätta pjäser. Men även om svart avvaktar med att gå fram med centrumbönderna så kommer det ofta senare. I diagramställningen spelar svart snart ...d5 eller ...c5 (eller både och).
Till de hypermoderna öppningarna räknas bland andra de indiska försvaren (1.d4 Sf6), Aljechins försvar (1.e4 Sf6), jugoslaviskt parti (1.e4 d6), moderna försvaret (1.e4 g6), Rétis öppning (1.Sf3), och Larsens öppning (1.b3).
De hypermoderna öppningarna har visat sig vara mycket livskraftiga. De har inte ersatt andra öppningar men 1...Sf6 är i dag det vanligaste svaret på 1.d4. Ett skäl är att det leder till obalanserat, asymmetriskt spel som ger möjlighet att komplicera partiet och spela på vinst.

## Framstående företrädare
Till viktiga hypermodernister räknas:
- Aaron Nimzowitsch som har gett namn åt nimzoindiskt försvar och 1925 publicerade Mein System (Mitt system) som har haft ett stort inflytande på många spelare. Nimzowitsch introducerade positionella begrepp som profylax (drag som förhindrar eller avskräcker motståndaren från att genomföra sina planer), övergardering (att man försvarar ett strategiskt viktigt fält eller pjäs mer än vad som behövs för tillfället) och blockad (att man placerar en pjäs framför en bonde för att hindra den från att avancera).

- Richard Réti som har gett namn åt Rétis öppning som han introducerade på hög nivå i turneringen i New York 1924.[1] Réti gav 1922 ut Die neuen Ideen im Schachspiel som är en genomgång av utvecklingen av spelet från Paul Morphy fram till de nya hypermoderna idéerna.[2]

- Savielly Tartakower vars bok Die hypermoderne Schachpartie från 1924 har gett namn åt hypermodernismen.

- Gyula Breyer som trots att han dog ung var en pionjär inom hypermodernismen.

- Efim Bogoljubov som har gett namn åt bogoindiskt försvar.

- Ernst Grünfeld som har gett namn åt Grünfeldindiskt försvar.

## Bemötande
Siegbert Tarrasch var, inte oväntat, kritisk till de nya idéerna. I sin bok Das Schachspiel från 1931 tyckte han att det var en feg spelstil som ledde till tråkiga partier.
Ernst Grünfeld (som ju själv räknas till hypermodernisterna) var kritisk till Rétis drag 1.Sf3. Han tyckte att det som bäst kunde ge vit lika spel och att det var egendomligt att det kallades "framtidsspelöppningen".
Till en början bemötte ofta motståndaren de hypermoderna öppningarna med att ta så mycket plats som möjligt i centrum, till exempel fyrbondevarianten i kungsindiskt försvar eller motsvarande i Aljechins försvar.
Svart spelar i dessa varianter på att underminera vits centrum och angripa hans bönder som kan bli för långt framskjutna.
|   | a | b | c | d | e | f | g | h |   |
| 8 | a8 svart torn · b8 svart springare · c8 svart löpare · d8 svart drottning · e8 svart kung · h8 svart torn · a7 svart bonde · b7 svart bonde · c7 svart bonde · e7 svart bonde · f7 svart bonde · g7 svart löpare · h7 svart bonde · d6 svart bonde · f6 svart springare · g6 svart bonde · c4 vit bonde · d4 vit bonde · e4 vit bonde · f4 vit bonde · c3 vit springare · a2 vit bonde · b2 vit bonde · g2 vit bonde · h2 vit bonde · a1 vit torn · c1 vit löpare · d1 vit drottning · e1 vit kung · f1 vit löpare · g1 vit springare · h1 vit torn | a8 svart torn · b8 svart springare · c8 svart löpare · d8 svart drottning · e8 svart kung · h8 svart torn · a7 svart bonde · b7 svart bonde · c7 svart bonde · e7 svart bonde · f7 svart bonde · g7 svart löpare · h7 svart bonde · d6 svart bonde · f6 svart springare · g6 svart bonde · c4 vit bonde · d4 vit bonde · e4 vit bonde · f4 vit bonde · c3 vit springare · a2 vit bonde · b2 vit bonde · g2 vit bonde · h2 vit bonde · a1 vit torn · c1 vit löpare · d1 vit drottning · e1 vit kung · f1 vit löpare · g1 vit springare · h1 vit torn | a8 svart torn · b8 svart springare · c8 svart löpare · d8 svart drottning · e8 svart kung · h8 svart torn · a7 svart bonde · b7 svart bonde · c7 svart bonde · e7 svart bonde · f7 svart bonde · g7 svart löpare · h7 svart bonde · d6 svart bonde · f6 svart springare · g6 svart bonde · c4 vit bonde · d4 vit bonde · e4 vit bonde · f4 vit bonde · c3 vit springare · a2 vit bonde · b2 vit bonde · g2 vit bonde · h2 vit bonde · a1 vit torn · c1 vit löpare · d1 vit drottning · e1 vit kung · f1 vit löpare · g1 vit springare · h1 vit torn | a8 svart torn · b8 svart springare · c8 svart löpare · d8 svart drottning · e8 svart kung · h8 svart torn · a7 svart bonde · b7 svart bonde · c7 svart bonde · e7 svart bonde · f7 svart bonde · g7 svart löpare · h7 svart bonde · d6 svart bonde · f6 svart springare · g6 svart bonde · c4 vit bonde · d4 vit bonde · e4 vit bonde · f4 vit bonde · c3 vit springare · a2 vit bonde · b2 vit bonde · g2 vit bonde · h2 vit bonde · a1 vit torn · c1 vit löpare · d1 vit drottning · e1 vit kung · f1 vit löpare · g1 vit springare · h1 vit torn | a8 svart torn · b8 svart springare · c8 svart löpare · d8 svart drottning · e8 svart kung · h8 svart torn · a7 svart bonde · b7 svart bonde · c7 svart bonde · e7 svart bonde · f7 svart bonde · g7 svart löpare · h7 svart bonde · d6 svart bonde · f6 svart springare · g6 svart bonde · c4 vit bonde · d4 vit bonde · e4 vit bonde · f4 vit bonde · c3 vit springare · a2 vit bonde · b2 vit bonde · g2 vit bonde · h2 vit bonde · a1 vit torn · c1 vit löpare · d1 vit drottning · e1 vit kung · f1 vit löpare · g1 vit springare · h1 vit torn | a8 svart torn · b8 svart springare · c8 svart löpare · d8 svart drottning · e8 svart kung · h8 svart torn · a7 svart bonde · b7 svart bonde · c7 svart bonde · e7 svart bonde · f7 svart bonde · g7 svart löpare · h7 svart bonde · d6 svart bonde · f6 svart springare · g6 svart bonde · c4 vit bonde · d4 vit bonde · e4 vit bonde · f4 vit bonde · c3 vit springare · a2 vit bonde · b2 vit bonde · g2 vit bonde · h2 vit bonde · a1 vit torn · c1 vit löpare · d1 vit drottning · e1 vit kung · f1 vit löpare · g1 vit springare · h1 vit torn | a8 svart torn · b8 svart springare · c8 svart löpare · d8 svart drottning · e8 svart kung · h8 svart torn · a7 svart bonde · b7 svart bonde · c7 svart bonde · e7 svart bonde · f7 svart bonde · g7 svart löpare · h7 svart bonde · d6 svart bonde · f6 svart springare · g6 svart bonde · c4 vit bonde · d4 vit bonde · e4 vit bonde · f4 vit bonde · c3 vit springare · a2 vit bonde · b2 vit bonde · g2 vit bonde · h2 vit bonde · a1 vit torn · c1 vit löpare · d1 vit drottning · e1 vit kung · f1 vit löpare · g1 vit springare · h1 vit torn | a8 svart torn · b8 svart springare · c8 svart löpare · d8 svart drottning · e8 svart kung · h8 svart torn · a7 svart bonde · b7 svart bonde · c7 svart bonde · e7 svart bonde · f7 svart bonde · g7 svart löpare · h7 svart bonde · d6 svart bonde · f6 svart springare · g6 svart bonde · c4 vit bonde · d4 vit bonde · e4 vit bonde · f4 vit bonde · c3 vit springare · a2 vit bonde · b2 vit bonde · g2 vit bonde · h2 vit bonde · a1 vit torn · c1 vit löpare · d1 vit drottning · e1 vit kung · f1 vit löpare · g1 vit springare · h1 vit torn | 8 |
| 7 | a8 svart torn · b8 svart springare · c8 svart löpare · d8 svart drottning · e8 svart kung · h8 svart torn · a7 svart bonde · b7 svart bonde · c7 svart bonde · e7 svart bonde · f7 svart bonde · g7 svart löpare · h7 svart bonde · d6 svart bonde · f6 svart springare · g6 svart bonde · c4 vit bonde · d4 vit bonde · e4 vit bonde · f4 vit bonde · c3 vit springare · a2 vit bonde · b2 vit bonde · g2 vit bonde · h2 vit bonde · a1 vit torn · c1 vit löpare · d1 vit drottning · e1 vit kung · f1 vit löpare · g1 vit springare · h1 vit torn | a8 svart torn · b8 svart springare · c8 svart löpare · d8 svart drottning · e8 svart kung · h8 svart torn · a7 svart bonde · b7 svart bonde · c7 svart bonde · e7 svart bonde · f7 svart bonde · g7 svart löpare · h7 svart bonde · d6 svart bonde · f6 svart springare · g6 svart bonde · c4 vit bonde · d4 vit bonde · e4 vit bonde · f4 vit bonde · c3 vit springare · a2 vit bonde · b2 vit bonde · g2 vit bonde · h2 vit bonde · a1 vit torn · c1 vit löpare · d1 vit drottning · e1 vit kung · f1 vit löpare · g1 vit springare · h1 vit torn | a8 svart torn · b8 svart springare · c8 svart löpare · d8 svart drottning · e8 svart kung · h8 svart torn · a7 svart bonde · b7 svart bonde · c7 svart bonde · e7 svart bonde · f7 svart bonde · g7 svart löpare · h7 svart bonde · d6 svart bonde · f6 svart springare · g6 svart bonde · c4 vit bonde · d4 vit bonde · e4 vit bonde · f4 vit bonde · c3 vit springare · a2 vit bonde · b2 vit bonde · g2 vit bonde · h2 vit bonde · a1 vit torn · c1 vit löpare · d1 vit drottning · e1 vit kung · f1 vit löpare · g1 vit springare · h1 vit torn | a8 svart torn · b8 svart springare · c8 svart löpare · d8 svart drottning · e8 svart kung · h8 svart torn · a7 svart bonde · b7 svart bonde · c7 svart bonde · e7 svart bonde · f7 svart bonde · g7 svart löpare · h7 svart bonde · d6 svart bonde · f6 svart springare · g6 svart bonde · c4 vit bonde · d4 vit bonde · e4 vit bonde · f4 vit bonde · c3 vit springare · a2 vit bonde · b2 vit bonde · g2 vit bonde · h2 vit bonde · a1 vit torn · c1 vit löpare · d1 vit drottning · e1 vit kung · f1 vit löpare · g1 vit springare · h1 vit torn | a8 svart torn · b8 svart springare · c8 svart löpare · d8 svart drottning · e8 svart kung · h8 svart torn · a7 svart bonde · b7 svart bonde · c7 svart bonde · e7 svart bonde · f7 svart bonde · g7 svart löpare · h7 svart bonde · d6 svart bonde · f6 svart springare · g6 svart bonde · c4 vit bonde · d4 vit bonde · e4 vit bonde · f4 vit bonde · c3 vit springare · a2 vit bonde · b2 vit bonde · g2 vit bonde · h2 vit bonde · a1 vit torn · c1 vit löpare · d1 vit drottning · e1 vit kung · f1 vit löpare · g1 vit springare · h1 vit torn | a8 svart torn · b8 svart springare · c8 svart löpare · d8 svart drottning · e8 svart kung · h8 svart torn · a7 svart bonde · b7 svart bonde · c7 svart bonde · e7 svart bonde · f7 svart bonde · g7 svart löpare · h7 svart bonde · d6 svart bonde · f6 svart springare · g6 svart bonde · c4 vit bonde · d4 vit bonde · e4 vit bonde · f4 vit bonde · c3 vit springare · a2 vit bonde · b2 vit bonde · g2 vit bonde · h2 vit bonde · a1 vit torn · c1 vit löpare · d1 vit drottning · e1 vit kung · f1 vit löpare · g1 vit springare · h1 vit torn | a8 svart torn · b8 svart springare · c8 svart löpare · d8 svart drottning · e8 svart kung · h8 svart torn · a7 svart bonde · b7 svart bonde · c7 svart bonde · e7 svart bonde · f7 svart bonde · g7 svart löpare · h7 svart bonde · d6 svart bonde · f6 svart springare · g6 svart bonde · c4 vit bonde · d4 vit bonde · e4 vit bonde · f4 vit bonde · c3 vit springare · a2 vit bonde · b2 vit bonde · g2 vit bonde · h2 vit bonde · a1 vit torn · c1 vit löpare · d1 vit drottning · e1 vit kung · f1 vit löpare · g1 vit springare · h1 vit torn | a8 svart torn · b8 svart springare · c8 svart löpare · d8 svart drottning · e8 svart kung · h8 svart torn · a7 svart bonde · b7 svart bonde · c7 svart bonde · e7 svart bonde · f7 svart bonde · g7 svart löpare · h7 svart bonde · d6 svart bonde · f6 svart springare · g6 svart bonde · c4 vit bonde · d4 vit bonde · e4 vit bonde · f4 vit bonde · c3 vit springare · a2 vit bonde · b2 vit bonde · g2 vit bonde · h2 vit bonde · a1 vit torn · c1 vit löpare · d1 vit drottning · e1 vit kung · f1 vit löpare · g1 vit springare · h1 vit torn | 7 |
| 6 | a8 svart torn · b8 svart springare · c8 svart löpare · d8 svart drottning · e8 svart kung · h8 svart torn · a7 svart bonde · b7 svart bonde · c7 svart bonde · e7 svart bonde · f7 svart bonde · g7 svart löpare · h7 svart bonde · d6 svart bonde · f6 svart springare · g6 svart bonde · c4 vit bonde · d4 vit bonde · e4 vit bonde · f4 vit bonde · c3 vit springare · a2 vit bonde · b2 vit bonde · g2 vit bonde · h2 vit bonde · a1 vit torn · c1 vit löpare · d1 vit drottning · e1 vit kung · f1 vit löpare · g1 vit springare · h1 vit torn | a8 svart torn · b8 svart springare · c8 svart löpare · d8 svart drottning · e8 svart kung · h8 svart torn · a7 svart bonde · b7 svart bonde · c7 svart bonde · e7 svart bonde · f7 svart bonde · g7 svart löpare · h7 svart bonde · d6 svart bonde · f6 svart springare · g6 svart bonde · c4 vit bonde · d4 vit bonde · e4 vit bonde · f4 vit bonde · c3 vit springare · a2 vit bonde · b2 vit bonde · g2 vit bonde · h2 vit bonde · a1 vit torn · c1 vit löpare · d1 vit drottning · e1 vit kung · f1 vit löpare · g1 vit springare · h1 vit torn | a8 svart torn · b8 svart springare · c8 svart löpare · d8 svart drottning · e8 svart kung · h8 svart torn · a7 svart bonde · b7 svart bonde · c7 svart bonde · e7 svart bonde · f7 svart bonde · g7 svart löpare · h7 svart bonde · d6 svart bonde · f6 svart springare · g6 svart bonde · c4 vit bonde · d4 vit bonde · e4 vit bonde · f4 vit bonde · c3 vit springare · a2 vit bonde · b2 vit bonde · g2 vit bonde · h2 vit bonde · a1 vit torn · c1 vit löpare · d1 vit drottning · e1 vit kung · f1 vit löpare · g1 vit springare · h1 vit torn | a8 svart torn · b8 svart springare · c8 svart löpare · d8 svart drottning · e8 svart kung · h8 svart torn · a7 svart bonde · b7 svart bonde · c7 svart bonde · e7 svart bonde · f7 svart bonde · g7 svart löpare · h7 svart bonde · d6 svart bonde · f6 svart springare · g6 svart bonde · c4 vit bonde · d4 vit bonde · e4 vit bonde · f4 vit bonde · c3 vit springare · a2 vit bonde · b2 vit bonde · g2 vit bonde · h2 vit bonde · a1 vit torn · c1 vit löpare · d1 vit drottning · e1 vit kung · f1 vit löpare · g1 vit springare · h1 vit torn | a8 svart torn · b8 svart springare · c8 svart löpare · d8 svart drottning · e8 svart kung · h8 svart torn · a7 svart bonde · b7 svart bonde · c7 svart bonde · e7 svart bonde · f7 svart bonde · g7 svart löpare · h7 svart bonde · d6 svart bonde · f6 svart springare · g6 svart bonde · c4 vit bonde · d4 vit bonde · e4 vit bonde · f4 vit bonde · c3 vit springare · a2 vit bonde · b2 vit bonde · g2 vit bonde · h2 vit bonde · a1 vit torn · c1 vit löpare · d1 vit drottning · e1 vit kung · f1 vit löpare · g1 vit springare · h1 vit torn | a8 svart torn · b8 svart springare · c8 svart löpare · d8 svart drottning · e8 svart kung · h8 svart torn · a7 svart bonde · b7 svart bonde · c7 svart bonde · e7 svart bonde · f7 svart bonde · g7 svart löpare · h7 svart bonde · d6 svart bonde · f6 svart springare · g6 svart bonde · c4 vit bonde · d4 vit bonde · e4 vit bonde · f4 vit bonde · c3 vit springare · a2 vit bonde · b2 vit bonde · g2 vit bonde · h2 vit bonde · a1 vit torn · c1 vit löpare · d1 vit drottning · e1 vit kung · f1 vit löpare · g1 vit springare · h1 vit torn | a8 svart torn · b8 svart springare · c8 svart löpare · d8 svart drottning · e8 svart kung · h8 svart torn · a7 svart bonde · b7 svart bonde · c7 svart bonde · e7 svart bonde · f7 svart bonde · g7 svart löpare · h7 svart bonde · d6 svart bonde · f6 svart springare · g6 svart bonde · c4 vit bonde · d4 vit bonde · e4 vit bonde · f4 vit bonde · c3 vit springare · a2 vit bonde · b2 vit bonde · g2 vit bonde · h2 vit bonde · a1 vit torn · c1 vit löpare · d1 vit drottning · e1 vit kung · f1 vit löpare · g1 vit springare · h1 vit torn | a8 svart torn · b8 svart springare · c8 svart löpare · d8 svart drottning · e8 svart kung · h8 svart torn · a7 svart bonde · b7 svart bonde · c7 svart bonde · e7 svart bonde · f7 svart bonde · g7 svart löpare · h7 svart bonde · d6 svart bonde · f6 svart springare · g6 svart bonde · c4 vit bonde · d4 vit bonde · e4 vit bonde · f4 vit bonde · c3 vit springare · a2 vit bonde · b2 vit bonde · g2 vit bonde · h2 vit bonde · a1 vit torn · c1 vit löpare · d1 vit drottning · e1 vit kung · f1 vit löpare · g1 vit springare · h1 vit torn | 6 |
| 5 | a8 svart torn · b8 svart springare · c8 svart löpare · d8 svart drottning · e8 svart kung · h8 svart torn · a7 svart bonde · b7 svart bonde · c7 svart bonde · e7 svart bonde · f7 svart bonde · g7 svart löpare · h7 svart bonde · d6 svart bonde · f6 svart springare · g6 svart bonde · c4 vit bonde · d4 vit bonde · e4 vit bonde · f4 vit bonde · c3 vit springare · a2 vit bonde · b2 vit bonde · g2 vit bonde · h2 vit bonde · a1 vit torn · c1 vit löpare · d1 vit drottning · e1 vit kung · f1 vit löpare · g1 vit springare · h1 vit torn | a8 svart torn · b8 svart springare · c8 svart löpare · d8 svart drottning · e8 svart kung · h8 svart torn · a7 svart bonde · b7 svart bonde · c7 svart bonde · e7 svart bonde · f7 svart bonde · g7 svart löpare · h7 svart bonde · d6 svart bonde · f6 svart springare · g6 svart bonde · c4 vit bonde · d4 vit bonde · e4 vit bonde · f4 vit bonde · c3 vit springare · a2 vit bonde · b2 vit bonde · g2 vit bonde · h2 vit bonde · a1 vit torn · c1 vit löpare · d1 vit drottning · e1 vit kung · f1 vit löpare · g1 vit springare · h1 vit torn | a8 svart torn · b8 svart springare · c8 svart löpare · d8 svart drottning · e8 svart kung · h8 svart torn · a7 svart bonde · b7 svart bonde · c7 svart bonde · e7 svart bonde · f7 svart bonde · g7 svart löpare · h7 svart bonde · d6 svart bonde · f6 svart springare · g6 svart bonde · c4 vit bonde · d4 vit bonde · e4 vit bonde · f4 vit bonde · c3 vit springare · a2 vit bonde · b2 vit bonde · g2 vit bonde · h2 vit bonde · a1 vit torn · c1 vit löpare · d1 vit drottning · e1 vit kung · f1 vit löpare · g1 vit springare · h1 vit torn | a8 svart torn · b8 svart springare · c8 svart löpare · d8 svart drottning · e8 svart kung · h8 svart torn · a7 svart bonde · b7 svart bonde · c7 svart bonde · e7 svart bonde · f7 svart bonde · g7 svart löpare · h7 svart bonde · d6 svart bonde · f6 svart springare · g6 svart bonde · c4 vit bonde · d4 vit bonde · e4 vit bonde · f4 vit bonde · c3 vit springare · a2 vit bonde · b2 vit bonde · g2 vit bonde · h2 vit bonde · a1 vit torn · c1 vit löpare · d1 vit drottning · e1 vit kung · f1 vit löpare · g1 vit springare · h1 vit torn | a8 svart torn · b8 svart springare · c8 svart löpare · d8 svart drottning · e8 svart kung · h8 svart torn · a7 svart bonde · b7 svart bonde · c7 svart bonde · e7 svart bonde · f7 svart bonde · g7 svart löpare · h7 svart bonde · d6 svart bonde · f6 svart springare · g6 svart bonde · c4 vit bonde · d4 vit bonde · e4 vit bonde · f4 vit bonde · c3 vit springare · a2 vit bonde · b2 vit bonde · g2 vit bonde · h2 vit bonde · a1 vit torn · c1 vit löpare · d1 vit drottning · e1 vit kung · f1 vit löpare · g1 vit springare · h1 vit torn | a8 svart torn · b8 svart springare · c8 svart löpare · d8 svart drottning · e8 svart kung · h8 svart torn · a7 svart bonde · b7 svart bonde · c7 svart bonde · e7 svart bonde · f7 svart bonde · g7 svart löpare · h7 svart bonde · d6 svart bonde · f6 svart springare · g6 svart bonde · c4 vit bonde · d4 vit bonde · e4 vit bonde · f4 vit bonde · c3 vit springare · a2 vit bonde · b2 vit bonde · g2 vit bonde · h2 vit bonde · a1 vit torn · c1 vit löpare · d1 vit drottning · e1 vit kung · f1 vit löpare · g1 vit springare · h1 vit torn | a8 svart torn · b8 svart springare · c8 svart löpare · d8 svart drottning · e8 svart kung · h8 svart torn · a7 svart bonde · b7 svart bonde · c7 svart bonde · e7 svart bonde · f7 svart bonde · g7 svart löpare · h7 svart bonde · d6 svart bonde · f6 svart springare · g6 svart bonde · c4 vit bonde · d4 vit bonde · e4 vit bonde · f4 vit bonde · c3 vit springare · a2 vit bonde · b2 vit bonde · g2 vit bonde · h2 vit bonde · a1 vit torn · c1 vit löpare · d1 vit drottning · e1 vit kung · f1 vit löpare · g1 vit springare · h1 vit torn | a8 svart torn · b8 svart springare · c8 svart löpare · d8 svart drottning · e8 svart kung · h8 svart torn · a7 svart bonde · b7 svart bonde · c7 svart bonde · e7 svart bonde · f7 svart bonde · g7 svart löpare · h7 svart bonde · d6 svart bonde · f6 svart springare · g6 svart bonde · c4 vit bonde · d4 vit bonde · e4 vit bonde · f4 vit bonde · c3 vit springare · a2 vit bonde · b2 vit bonde · g2 vit bonde · h2 vit bonde · a1 vit torn · c1 vit löpare · d1 vit drottning · e1 vit kung · f1 vit löpare · g1 vit springare · h1 vit torn | 5 |
| 4 | a8 svart torn · b8 svart springare · c8 svart löpare · d8 svart drottning · e8 svart kung · h8 svart torn · a7 svart bonde · b7 svart bonde · c7 svart bonde · e7 svart bonde · f7 svart bonde · g7 svart löpare · h7 svart bonde · d6 svart bonde · f6 svart springare · g6 svart bonde · c4 vit bonde · d4 vit bonde · e4 vit bonde · f4 vit bonde · c3 vit springare · a2 vit bonde · b2 vit bonde · g2 vit bonde · h2 vit bonde · a1 vit torn · c1 vit löpare · d1 vit drottning · e1 vit kung · f1 vit löpare · g1 vit springare · h1 vit torn | a8 svart torn · b8 svart springare · c8 svart löpare · d8 svart drottning · e8 svart kung · h8 svart torn · a7 svart bonde · b7 svart bonde · c7 svart bonde · e7 svart bonde · f7 svart bonde · g7 svart löpare · h7 svart bonde · d6 svart bonde · f6 svart springare · g6 svart bonde · c4 vit bonde · d4 vit bonde · e4 vit bonde · f4 vit bonde · c3 vit springare · a2 vit bonde · b2 vit bonde · g2 vit bonde · h2 vit bonde · a1 vit torn · c1 vit löpare · d1 vit drottning · e1 vit kung · f1 vit löpare · g1 vit springare · h1 vit torn | a8 svart torn · b8 svart springare · c8 svart löpare · d8 svart drottning · e8 svart kung · h8 svart torn · a7 svart bonde · b7 svart bonde · c7 svart bonde · e7 svart bonde · f7 svart bonde · g7 svart löpare · h7 svart bonde · d6 svart bonde · f6 svart springare · g6 svart bonde · c4 vit bonde · d4 vit bonde · e4 vit bonde · f4 vit bonde · c3 vit springare · a2 vit bonde · b2 vit bonde · g2 vit bonde · h2 vit bonde · a1 vit torn · c1 vit löpare · d1 vit drottning · e1 vit kung · f1 vit löpare · g1 vit springare · h1 vit torn | a8 svart torn · b8 svart springare · c8 svart löpare · d8 svart drottning · e8 svart kung · h8 svart torn · a7 svart bonde · b7 svart bonde · c7 svart bonde · e7 svart bonde · f7 svart bonde · g7 svart löpare · h7 svart bonde · d6 svart bonde · f6 svart springare · g6 svart bonde · c4 vit bonde · d4 vit bonde · e4 vit bonde · f4 vit bonde · c3 vit springare · a2 vit bonde · b2 vit bonde · g2 vit bonde · h2 vit bonde · a1 vit torn · c1 vit löpare · d1 vit drottning · e1 vit kung · f1 vit löpare · g1 vit springare · h1 vit torn | a8 svart torn · b8 svart springare · c8 svart löpare · d8 svart drottning · e8 svart kung · h8 svart torn · a7 svart bonde · b7 svart bonde · c7 svart bonde · e7 svart bonde · f7 svart bonde · g7 svart löpare · h7 svart bonde · d6 svart bonde · f6 svart springare · g6 svart bonde · c4 vit bonde · d4 vit bonde · e4 vit bonde · f4 vit bonde · c3 vit springare · a2 vit bonde · b2 vit bonde · g2 vit bonde · h2 vit bonde · a1 vit torn · c1 vit löpare · d1 vit drottning · e1 vit kung · f1 vit löpare · g1 vit springare · h1 vit torn | a8 svart torn · b8 svart springare · c8 svart löpare · d8 svart drottning · e8 svart kung · h8 svart torn · a7 svart bonde · b7 svart bonde · c7 svart bonde · e7 svart bonde · f7 svart bonde · g7 svart löpare · h7 svart bonde · d6 svart bonde · f6 svart springare · g6 svart bonde · c4 vit bonde · d4 vit bonde · e4 vit bonde · f4 vit bonde · c3 vit springare · a2 vit bonde · b2 vit bonde · g2 vit bonde · h2 vit bonde · a1 vit torn · c1 vit löpare · d1 vit drottning · e1 vit kung · f1 vit löpare · g1 vit springare · h1 vit torn | a8 svart torn · b8 svart springare · c8 svart löpare · d8 svart drottning · e8 svart kung · h8 svart torn · a7 svart bonde · b7 svart bonde · c7 svart bonde · e7 svart bonde · f7 svart bonde · g7 svart löpare · h7 svart bonde · d6 svart bonde · f6 svart springare · g6 svart bonde · c4 vit bonde · d4 vit bonde · e4 vit bonde · f4 vit bonde · c3 vit springare · a2 vit bonde · b2 vit bonde · g2 vit bonde · h2 vit bonde · a1 vit torn · c1 vit löpare · d1 vit drottning · e1 vit kung · f1 vit löpare · g1 vit springare · h1 vit torn | a8 svart torn · b8 svart springare · c8 svart löpare · d8 svart drottning · e8 svart kung · h8 svart torn · a7 svart bonde · b7 svart bonde · c7 svart bonde · e7 svart bonde · f7 svart bonde · g7 svart löpare · h7 svart bonde · d6 svart bonde · f6 svart springare · g6 svart bonde · c4 vit bonde · d4 vit bonde · e4 vit bonde · f4 vit bonde · c3 vit springare · a2 vit bonde · b2 vit bonde · g2 vit bonde · h2 vit bonde · a1 vit torn · c1 vit löpare · d1 vit drottning · e1 vit kung · f1 vit löpare · g1 vit springare · h1 vit torn | 4 |
| 3 | a8 svart torn · b8 svart springare · c8 svart löpare · d8 svart drottning · e8 svart kung · h8 svart torn · a7 svart bonde · b7 svart bonde · c7 svart bonde · e7 svart bonde · f7 svart bonde · g7 svart löpare · h7 svart bonde · d6 svart bonde · f6 svart springare · g6 svart bonde · c4 vit bonde · d4 vit bonde · e4 vit bonde · f4 vit bonde · c3 vit springare · a2 vit bonde · b2 vit bonde · g2 vit bonde · h2 vit bonde · a1 vit torn · c1 vit löpare · d1 vit drottning · e1 vit kung · f1 vit löpare · g1 vit springare · h1 vit torn | a8 svart torn · b8 svart springare · c8 svart löpare · d8 svart drottning · e8 svart kung · h8 svart torn · a7 svart bonde · b7 svart bonde · c7 svart bonde · e7 svart bonde · f7 svart bonde · g7 svart löpare · h7 svart bonde · d6 svart bonde · f6 svart springare · g6 svart bonde · c4 vit bonde · d4 vit bonde · e4 vit bonde · f4 vit bonde · c3 vit springare · a2 vit bonde · b2 vit bonde · g2 vit bonde · h2 vit bonde · a1 vit torn · c1 vit löpare · d1 vit drottning · e1 vit kung · f1 vit löpare · g1 vit springare · h1 vit torn | a8 svart torn · b8 svart springare · c8 svart löpare · d8 svart drottning · e8 svart kung · h8 svart torn · a7 svart bonde · b7 svart bonde · c7 svart bonde · e7 svart bonde · f7 svart bonde · g7 svart löpare · h7 svart bonde · d6 svart bonde · f6 svart springare · g6 svart bonde · c4 vit bonde · d4 vit bonde · e4 vit bonde · f4 vit bonde · c3 vit springare · a2 vit bonde · b2 vit bonde · g2 vit bonde · h2 vit bonde · a1 vit torn · c1 vit löpare · d1 vit drottning · e1 vit kung · f1 vit löpare · g1 vit springare · h1 vit torn | a8 svart torn · b8 svart springare · c8 svart löpare · d8 svart drottning · e8 svart kung · h8 svart torn · a7 svart bonde · b7 svart bonde · c7 svart bonde · e7 svart bonde · f7 svart bonde · g7 svart löpare · h7 svart bonde · d6 svart bonde · f6 svart springare · g6 svart bonde · c4 vit bonde · d4 vit bonde · e4 vit bonde · f4 vit bonde · c3 vit springare · a2 vit bonde · b2 vit bonde · g2 vit bonde · h2 vit bonde · a1 vit torn · c1 vit löpare · d1 vit drottning · e1 vit kung · f1 vit löpare · g1 vit springare · h1 vit torn | a8 svart torn · b8 svart springare · c8 svart löpare · d8 svart drottning · e8 svart kung · h8 svart torn · a7 svart bonde · b7 svart bonde · c7 svart bonde · e7 svart bonde · f7 svart bonde · g7 svart löpare · h7 svart bonde · d6 svart bonde · f6 svart springare · g6 svart bonde · c4 vit bonde · d4 vit bonde · e4 vit bonde · f4 vit bonde · c3 vit springare · a2 vit bonde · b2 vit bonde · g2 vit bonde · h2 vit bonde · a1 vit torn · c1 vit löpare · d1 vit drottning · e1 vit kung · f1 vit löpare · g1 vit springare · h1 vit torn | a8 svart torn · b8 svart springare · c8 svart löpare · d8 svart drottning · e8 svart kung · h8 svart torn · a7 svart bonde · b7 svart bonde · c7 svart bonde · e7 svart bonde · f7 svart bonde · g7 svart löpare · h7 svart bonde · d6 svart bonde · f6 svart springare · g6 svart bonde · c4 vit bonde · d4 vit bonde · e4 vit bonde · f4 vit bonde · c3 vit springare · a2 vit bonde · b2 vit bonde · g2 vit bonde · h2 vit bonde · a1 vit torn · c1 vit löpare · d1 vit drottning · e1 vit kung · f1 vit löpare · g1 vit springare · h1 vit torn | a8 svart torn · b8 svart springare · c8 svart löpare · d8 svart drottning · e8 svart kung · h8 svart torn · a7 svart bonde · b7 svart bonde · c7 svart bonde · e7 svart bonde · f7 svart bonde · g7 svart löpare · h7 svart bonde · d6 svart bonde · f6 svart springare · g6 svart bonde · c4 vit bonde · d4 vit bonde · e4 vit bonde · f4 vit bonde · c3 vit springare · a2 vit bonde · b2 vit bonde · g2 vit bonde · h2 vit bonde · a1 vit torn · c1 vit löpare · d1 vit drottning · e1 vit kung · f1 vit löpare · g1 vit springare · h1 vit torn | a8 svart torn · b8 svart springare · c8 svart löpare · d8 svart drottning · e8 svart kung · h8 svart torn · a7 svart bonde · b7 svart bonde · c7 svart bonde · e7 svart bonde · f7 svart bonde · g7 svart löpare · h7 svart bonde · d6 svart bonde · f6 svart springare · g6 svart bonde · c4 vit bonde · d4 vit bonde · e4 vit bonde · f4 vit bonde · c3 vit springare · a2 vit bonde · b2 vit bonde · g2 vit bonde · h2 vit bonde · a1 vit torn · c1 vit löpare · d1 vit drottning · e1 vit kung · f1 vit löpare · g1 vit springare · h1 vit torn | 3 |
| 2 | a8 svart torn · b8 svart springare · c8 svart löpare · d8 svart drottning · e8 svart kung · h8 svart torn · a7 svart bonde · b7 svart bonde · c7 svart bonde · e7 svart bonde · f7 svart bonde · g7 svart löpare · h7 svart bonde · d6 svart bonde · f6 svart springare · g6 svart bonde · c4 vit bonde · d4 vit bonde · e4 vit bonde · f4 vit bonde · c3 vit springare · a2 vit bonde · b2 vit bonde · g2 vit bonde · h2 vit bonde · a1 vit torn · c1 vit löpare · d1 vit drottning · e1 vit kung · f1 vit löpare · g1 vit springare · h1 vit torn | a8 svart torn · b8 svart springare · c8 svart löpare · d8 svart drottning · e8 svart kung · h8 svart torn · a7 svart bonde · b7 svart bonde · c7 svart bonde · e7 svart bonde · f7 svart bonde · g7 svart löpare · h7 svart bonde · d6 svart bonde · f6 svart springare · g6 svart bonde · c4 vit bonde · d4 vit bonde · e4 vit bonde · f4 vit bonde · c3 vit springare · a2 vit bonde · b2 vit bonde · g2 vit bonde · h2 vit bonde · a1 vit torn · c1 vit löpare · d1 vit drottning · e1 vit kung · f1 vit löpare · g1 vit springare · h1 vit torn | a8 svart torn · b8 svart springare · c8 svart löpare · d8 svart drottning · e8 svart kung · h8 svart torn · a7 svart bonde · b7 svart bonde · c7 svart bonde · e7 svart bonde · f7 svart bonde · g7 svart löpare · h7 svart bonde · d6 svart bonde · f6 svart springare · g6 svart bonde · c4 vit bonde · d4 vit bonde · e4 vit bonde · f4 vit bonde · c3 vit springare · a2 vit bonde · b2 vit bonde · g2 vit bonde · h2 vit bonde · a1 vit torn · c1 vit löpare · d1 vit drottning · e1 vit kung · f1 vit löpare · g1 vit springare · h1 vit torn | a8 svart torn · b8 svart springare · c8 svart löpare · d8 svart drottning · e8 svart kung · h8 svart torn · a7 svart bonde · b7 svart bonde · c7 svart bonde · e7 svart bonde · f7 svart bonde · g7 svart löpare · h7 svart bonde · d6 svart bonde · f6 svart springare · g6 svart bonde · c4 vit bonde · d4 vit bonde · e4 vit bonde · f4 vit bonde · c3 vit springare · a2 vit bonde · b2 vit bonde · g2 vit bonde · h2 vit bonde · a1 vit torn · c1 vit löpare · d1 vit drottning · e1 vit kung · f1 vit löpare · g1 vit springare · h1 vit torn | a8 svart torn · b8 svart springare · c8 svart löpare · d8 svart drottning · e8 svart kung · h8 svart torn · a7 svart bonde · b7 svart bonde · c7 svart bonde · e7 svart bonde · f7 svart bonde · g7 svart löpare · h7 svart bonde · d6 svart bonde · f6 svart springare · g6 svart bonde · c4 vit bonde · d4 vit bonde · e4 vit bonde · f4 vit bonde · c3 vit springare · a2 vit bonde · b2 vit bonde · g2 vit bonde · h2 vit bonde · a1 vit torn · c1 vit löpare · d1 vit drottning · e1 vit kung · f1 vit löpare · g1 vit springare · h1 vit torn | a8 svart torn · b8 svart springare · c8 svart löpare · d8 svart drottning · e8 svart kung · h8 svart torn · a7 svart bonde · b7 svart bonde · c7 svart bonde · e7 svart bonde · f7 svart bonde · g7 svart löpare · h7 svart bonde · d6 svart bonde · f6 svart springare · g6 svart bonde · c4 vit bonde · d4 vit bonde · e4 vit bonde · f4 vit bonde · c3 vit springare · a2 vit bonde · b2 vit bonde · g2 vit bonde · h2 vit bonde · a1 vit torn · c1 vit löpare · d1 vit drottning · e1 vit kung · f1 vit löpare · g1 vit springare · h1 vit torn | a8 svart torn · b8 svart springare · c8 svart löpare · d8 svart drottning · e8 svart kung · h8 svart torn · a7 svart bonde · b7 svart bonde · c7 svart bonde · e7 svart bonde · f7 svart bonde · g7 svart löpare · h7 svart bonde · d6 svart bonde · f6 svart springare · g6 svart bonde · c4 vit bonde · d4 vit bonde · e4 vit bonde · f4 vit bonde · c3 vit springare · a2 vit bonde · b2 vit bonde · g2 vit bonde · h2 vit bonde · a1 vit torn · c1 vit löpare · d1 vit drottning · e1 vit kung · f1 vit löpare · g1 vit springare · h1 vit torn | a8 svart torn · b8 svart springare · c8 svart löpare · d8 svart drottning · e8 svart kung · h8 svart torn · a7 svart bonde · b7 svart bonde · c7 svart bonde · e7 svart bonde · f7 svart bonde · g7 svart löpare · h7 svart bonde · d6 svart bonde · f6 svart springare · g6 svart bonde · c4 vit bonde · d4 vit bonde · e4 vit bonde · f4 vit bonde · c3 vit springare · a2 vit bonde · b2 vit bonde · g2 vit bonde · h2 vit bonde · a1 vit torn · c1 vit löpare · d1 vit drottning · e1 vit kung · f1 vit löpare · g1 vit springare · h1 vit torn | 2 |
| 1 | a8 svart torn · b8 svart springare · c8 svart löpare · d8 svart drottning · e8 svart kung · h8 svart torn · a7 svart bonde · b7 svart bonde · c7 svart bonde · e7 svart bonde · f7 svart bonde · g7 svart löpare · h7 svart bonde · d6 svart bonde · f6 svart springare · g6 svart bonde · c4 vit bonde · d4 vit bonde · e4 vit bonde · f4 vit bonde · c3 vit springare · a2 vit bonde · b2 vit bonde · g2 vit bonde · h2 vit bonde · a1 vit torn · c1 vit löpare · d1 vit drottning · e1 vit kung · f1 vit löpare · g1 vit springare · h1 vit torn | a8 svart torn · b8 svart springare · c8 svart löpare · d8 svart drottning · e8 svart kung · h8 svart torn · a7 svart bonde · b7 svart bonde · c7 svart bonde · e7 svart bonde · f7 svart bonde · g7 svart löpare · h7 svart bonde · d6 svart bonde · f6 svart springare · g6 svart bonde · c4 vit bonde · d4 vit bonde · e4 vit bonde · f4 vit bonde · c3 vit springare · a2 vit bonde · b2 vit bonde · g2 vit bonde · h2 vit bonde · a1 vit torn · c1 vit löpare · d1 vit drottning · e1 vit kung · f1 vit löpare · g1 vit springare · h1 vit torn | a8 svart torn · b8 svart springare · c8 svart löpare · d8 svart drottning · e8 svart kung · h8 svart torn · a7 svart bonde · b7 svart bonde · c7 svart bonde · e7 svart bonde · f7 svart bonde · g7 svart löpare · h7 svart bonde · d6 svart bonde · f6 svart springare · g6 svart bonde · c4 vit bonde · d4 vit bonde · e4 vit bonde · f4 vit bonde · c3 vit springare · a2 vit bonde · b2 vit bonde · g2 vit bonde · h2 vit bonde · a1 vit torn · c1 vit löpare · d1 vit drottning · e1 vit kung · f1 vit löpare · g1 vit springare · h1 vit torn | a8 svart torn · b8 svart springare · c8 svart löpare · d8 svart drottning · e8 svart kung · h8 svart torn · a7 svart bonde · b7 svart bonde · c7 svart bonde · e7 svart bonde · f7 svart bonde · g7 svart löpare · h7 svart bonde · d6 svart bonde · f6 svart springare · g6 svart bonde · c4 vit bonde · d4 vit bonde · e4 vit bonde · f4 vit bonde · c3 vit springare · a2 vit bonde · b2 vit bonde · g2 vit bonde · h2 vit bonde · a1 vit torn · c1 vit löpare · d1 vit drottning · e1 vit kung · f1 vit löpare · g1 vit springare · h1 vit torn | a8 svart torn · b8 svart springare · c8 svart löpare · d8 svart drottning · e8 svart kung · h8 svart torn · a7 svart bonde · b7 svart bonde · c7 svart bonde · e7 svart bonde · f7 svart bonde · g7 svart löpare · h7 svart bonde · d6 svart bonde · f6 svart springare · g6 svart bonde · c4 vit bonde · d4 vit bonde · e4 vit bonde · f4 vit bonde · c3 vit springare · a2 vit bonde · b2 vit bonde · g2 vit bonde · h2 vit bonde · a1 vit torn · c1 vit löpare · d1 vit drottning · e1 vit kung · f1 vit löpare · g1 vit springare · h1 vit torn | a8 svart torn · b8 svart springare · c8 svart löpare · d8 svart drottning · e8 svart kung · h8 svart torn · a7 svart bonde · b7 svart bonde · c7 svart bonde · e7 svart bonde · f7 svart bonde · g7 svart löpare · h7 svart bonde · d6 svart bonde · f6 svart springare · g6 svart bonde · c4 vit bonde · d4 vit bonde · e4 vit bonde · f4 vit bonde · c3 vit springare · a2 vit bonde · b2 vit bonde · g2 vit bonde · h2 vit bonde · a1 vit torn · c1 vit löpare · d1 vit drottning · e1 vit kung · f1 vit löpare · g1 vit springare · h1 vit torn | a8 svart torn · b8 svart springare · c8 svart löpare · d8 svart drottning · e8 svart kung · h8 svart torn · a7 svart bonde · b7 svart bonde · c7 svart bonde · e7 svart bonde · f7 svart bonde · g7 svart löpare · h7 svart bonde · d6 svart bonde · f6 svart springare · g6 svart bonde · c4 vit bonde · d4 vit bonde · e4 vit bonde · f4 vit bonde · c3 vit springare · a2 vit bonde · b2 vit bonde · g2 vit bonde · h2 vit bonde · a1 vit torn · c1 vit löpare · d1 vit drottning · e1 vit kung · f1 vit löpare · g1 vit springare · h1 vit torn | a8 svart torn · b8 svart springare · c8 svart löpare · d8 svart drottning · e8 svart kung · h8 svart torn · a7 svart bonde · b7 svart bonde · c7 svart bonde · e7 svart bonde · f7 svart bonde · g7 svart löpare · h7 svart bonde · d6 svart bonde · f6 svart springare · g6 svart bonde · c4 vit bonde · d4 vit bonde · e4 vit bonde · f4 vit bonde · c3 vit springare · a2 vit bonde · b2 vit bonde · g2 vit bonde · h2 vit bonde · a1 vit torn · c1 vit löpare · d1 vit drottning · e1 vit kung · f1 vit löpare · g1 vit springare · h1 vit torn | 1 |
|   | a | b | c | d | e | f | g | h |   |

|   | a | b | c | d | e | f | g | h |   |
| 8 | a8 svart torn · b8 svart springare · c8 svart löpare · d8 svart drottning · e8 svart kung · f8 svart löpare · h8 svart torn · a7 svart bonde · b7 svart bonde · c7 svart bonde · e7 svart bonde · f7 svart bonde · g7 svart bonde · h7 svart bonde · b6 svart springare · d6 svart bonde · e5 vit bonde · c4 vit bonde · d4 vit bonde · f4 vit bonde · a2 vit bonde · b2 vit bonde · g2 vit bonde · h2 vit bonde · a1 vit torn · b1 vit springare · c1 vit löpare · d1 vit drottning · e1 vit kung · f1 vit löpare · g1 vit springare · h1 vit torn | a8 svart torn · b8 svart springare · c8 svart löpare · d8 svart drottning · e8 svart kung · f8 svart löpare · h8 svart torn · a7 svart bonde · b7 svart bonde · c7 svart bonde · e7 svart bonde · f7 svart bonde · g7 svart bonde · h7 svart bonde · b6 svart springare · d6 svart bonde · e5 vit bonde · c4 vit bonde · d4 vit bonde · f4 vit bonde · a2 vit bonde · b2 vit bonde · g2 vit bonde · h2 vit bonde · a1 vit torn · b1 vit springare · c1 vit löpare · d1 vit drottning · e1 vit kung · f1 vit löpare · g1 vit springare · h1 vit torn | a8 svart torn · b8 svart springare · c8 svart löpare · d8 svart drottning · e8 svart kung · f8 svart löpare · h8 svart torn · a7 svart bonde · b7 svart bonde · c7 svart bonde · e7 svart bonde · f7 svart bonde · g7 svart bonde · h7 svart bonde · b6 svart springare · d6 svart bonde · e5 vit bonde · c4 vit bonde · d4 vit bonde · f4 vit bonde · a2 vit bonde · b2 vit bonde · g2 vit bonde · h2 vit bonde · a1 vit torn · b1 vit springare · c1 vit löpare · d1 vit drottning · e1 vit kung · f1 vit löpare · g1 vit springare · h1 vit torn | a8 svart torn · b8 svart springare · c8 svart löpare · d8 svart drottning · e8 svart kung · f8 svart löpare · h8 svart torn · a7 svart bonde · b7 svart bonde · c7 svart bonde · e7 svart bonde · f7 svart bonde · g7 svart bonde · h7 svart bonde · b6 svart springare · d6 svart bonde · e5 vit bonde · c4 vit bonde · d4 vit bonde · f4 vit bonde · a2 vit bonde · b2 vit bonde · g2 vit bonde · h2 vit bonde · a1 vit torn · b1 vit springare · c1 vit löpare · d1 vit drottning · e1 vit kung · f1 vit löpare · g1 vit springare · h1 vit torn | a8 svart torn · b8 svart springare · c8 svart löpare · d8 svart drottning · e8 svart kung · f8 svart löpare · h8 svart torn · a7 svart bonde · b7 svart bonde · c7 svart bonde · e7 svart bonde · f7 svart bonde · g7 svart bonde · h7 svart bonde · b6 svart springare · d6 svart bonde · e5 vit bonde · c4 vit bonde · d4 vit bonde · f4 vit bonde · a2 vit bonde · b2 vit bonde · g2 vit bonde · h2 vit bonde · a1 vit torn · b1 vit springare · c1 vit löpare · d1 vit drottning · e1 vit kung · f1 vit löpare · g1 vit springare · h1 vit torn | a8 svart torn · b8 svart springare · c8 svart löpare · d8 svart drottning · e8 svart kung · f8 svart löpare · h8 svart torn · a7 svart bonde · b7 svart bonde · c7 svart bonde · e7 svart bonde · f7 svart bonde · g7 svart bonde · h7 svart bonde · b6 svart springare · d6 svart bonde · e5 vit bonde · c4 vit bonde · d4 vit bonde · f4 vit bonde · a2 vit bonde · b2 vit bonde · g2 vit bonde · h2 vit bonde · a1 vit torn · b1 vit springare · c1 vit löpare · d1 vit drottning · e1 vit kung · f1 vit löpare · g1 vit springare · h1 vit torn | a8 svart torn · b8 svart springare · c8 svart löpare · d8 svart drottning · e8 svart kung · f8 svart löpare · h8 svart torn · a7 svart bonde · b7 svart bonde · c7 svart bonde · e7 svart bonde · f7 svart bonde · g7 svart bonde · h7 svart bonde · b6 svart springare · d6 svart bonde · e5 vit bonde · c4 vit bonde · d4 vit bonde · f4 vit bonde · a2 vit bonde · b2 vit bonde · g2 vit bonde · h2 vit bonde · a1 vit torn · b1 vit springare · c1 vit löpare · d1 vit drottning · e1 vit kung · f1 vit löpare · g1 vit springare · h1 vit torn | a8 svart torn · b8 svart springare · c8 svart löpare · d8 svart drottning · e8 svart kung · f8 svart löpare · h8 svart torn · a7 svart bonde · b7 svart bonde · c7 svart bonde · e7 svart bonde · f7 svart bonde · g7 svart bonde · h7 svart bonde · b6 svart springare · d6 svart bonde · e5 vit bonde · c4 vit bonde · d4 vit bonde · f4 vit bonde · a2 vit bonde · b2 vit bonde · g2 vit bonde · h2 vit bonde · a1 vit torn · b1 vit springare · c1 vit löpare · d1 vit drottning · e1 vit kung · f1 vit löpare · g1 vit springare · h1 vit torn | 8 |
| 7 | a8 svart torn · b8 svart springare · c8 svart löpare · d8 svart drottning · e8 svart kung · f8 svart löpare · h8 svart torn · a7 svart bonde · b7 svart bonde · c7 svart bonde · e7 svart bonde · f7 svart bonde · g7 svart bonde · h7 svart bonde · b6 svart springare · d6 svart bonde · e5 vit bonde · c4 vit bonde · d4 vit bonde · f4 vit bonde · a2 vit bonde · b2 vit bonde · g2 vit bonde · h2 vit bonde · a1 vit torn · b1 vit springare · c1 vit löpare · d1 vit drottning · e1 vit kung · f1 vit löpare · g1 vit springare · h1 vit torn | a8 svart torn · b8 svart springare · c8 svart löpare · d8 svart drottning · e8 svart kung · f8 svart löpare · h8 svart torn · a7 svart bonde · b7 svart bonde · c7 svart bonde · e7 svart bonde · f7 svart bonde · g7 svart bonde · h7 svart bonde · b6 svart springare · d6 svart bonde · e5 vit bonde · c4 vit bonde · d4 vit bonde · f4 vit bonde · a2 vit bonde · b2 vit bonde · g2 vit bonde · h2 vit bonde · a1 vit torn · b1 vit springare · c1 vit löpare · d1 vit drottning · e1 vit kung · f1 vit löpare · g1 vit springare · h1 vit torn | a8 svart torn · b8 svart springare · c8 svart löpare · d8 svart drottning · e8 svart kung · f8 svart löpare · h8 svart torn · a7 svart bonde · b7 svart bonde · c7 svart bonde · e7 svart bonde · f7 svart bonde · g7 svart bonde · h7 svart bonde · b6 svart springare · d6 svart bonde · e5 vit bonde · c4 vit bonde · d4 vit bonde · f4 vit bonde · a2 vit bonde · b2 vit bonde · g2 vit bonde · h2 vit bonde · a1 vit torn · b1 vit springare · c1 vit löpare · d1 vit drottning · e1 vit kung · f1 vit löpare · g1 vit springare · h1 vit torn | a8 svart torn · b8 svart springare · c8 svart löpare · d8 svart drottning · e8 svart kung · f8 svart löpare · h8 svart torn · a7 svart bonde · b7 svart bonde · c7 svart bonde · e7 svart bonde · f7 svart bonde · g7 svart bonde · h7 svart bonde · b6 svart springare · d6 svart bonde · e5 vit bonde · c4 vit bonde · d4 vit bonde · f4 vit bonde · a2 vit bonde · b2 vit bonde · g2 vit bonde · h2 vit bonde · a1 vit torn · b1 vit springare · c1 vit löpare · d1 vit drottning · e1 vit kung · f1 vit löpare · g1 vit springare · h1 vit torn | a8 svart torn · b8 svart springare · c8 svart löpare · d8 svart drottning · e8 svart kung · f8 svart löpare · h8 svart torn · a7 svart bonde · b7 svart bonde · c7 svart bonde · e7 svart bonde · f7 svart bonde · g7 svart bonde · h7 svart bonde · b6 svart springare · d6 svart bonde · e5 vit bonde · c4 vit bonde · d4 vit bonde · f4 vit bonde · a2 vit bonde · b2 vit bonde · g2 vit bonde · h2 vit bonde · a1 vit torn · b1 vit springare · c1 vit löpare · d1 vit drottning · e1 vit kung · f1 vit löpare · g1 vit springare · h1 vit torn | a8 svart torn · b8 svart springare · c8 svart löpare · d8 svart drottning · e8 svart kung · f8 svart löpare · h8 svart torn · a7 svart bonde · b7 svart bonde · c7 svart bonde · e7 svart bonde · f7 svart bonde · g7 svart bonde · h7 svart bonde · b6 svart springare · d6 svart bonde · e5 vit bonde · c4 vit bonde · d4 vit bonde · f4 vit bonde · a2 vit bonde · b2 vit bonde · g2 vit bonde · h2 vit bonde · a1 vit torn · b1 vit springare · c1 vit löpare · d1 vit drottning · e1 vit kung · f1 vit löpare · g1 vit springare · h1 vit torn | a8 svart torn · b8 svart springare · c8 svart löpare · d8 svart drottning · e8 svart kung · f8 svart löpare · h8 svart torn · a7 svart bonde · b7 svart bonde · c7 svart bonde · e7 svart bonde · f7 svart bonde · g7 svart bonde · h7 svart bonde · b6 svart springare · d6 svart bonde · e5 vit bonde · c4 vit bonde · d4 vit bonde · f4 vit bonde · a2 vit bonde · b2 vit bonde · g2 vit bonde · h2 vit bonde · a1 vit torn · b1 vit springare · c1 vit löpare · d1 vit drottning · e1 vit kung · f1 vit löpare · g1 vit springare · h1 vit torn | a8 svart torn · b8 svart springare · c8 svart löpare · d8 svart drottning · e8 svart kung · f8 svart löpare · h8 svart torn · a7 svart bonde · b7 svart bonde · c7 svart bonde · e7 svart bonde · f7 svart bonde · g7 svart bonde · h7 svart bonde · b6 svart springare · d6 svart bonde · e5 vit bonde · c4 vit bonde · d4 vit bonde · f4 vit bonde · a2 vit bonde · b2 vit bonde · g2 vit bonde · h2 vit bonde · a1 vit torn · b1 vit springare · c1 vit löpare · d1 vit drottning · e1 vit kung · f1 vit löpare · g1 vit springare · h1 vit torn | 7 |
| 6 | a8 svart torn · b8 svart springare · c8 svart löpare · d8 svart drottning · e8 svart kung · f8 svart löpare · h8 svart torn · a7 svart bonde · b7 svart bonde · c7 svart bonde · e7 svart bonde · f7 svart bonde · g7 svart bonde · h7 svart bonde · b6 svart springare · d6 svart bonde · e5 vit bonde · c4 vit bonde · d4 vit bonde · f4 vit bonde · a2 vit bonde · b2 vit bonde · g2 vit bonde · h2 vit bonde · a1 vit torn · b1 vit springare · c1 vit löpare · d1 vit drottning · e1 vit kung · f1 vit löpare · g1 vit springare · h1 vit torn | a8 svart torn · b8 svart springare · c8 svart löpare · d8 svart drottning · e8 svart kung · f8 svart löpare · h8 svart torn · a7 svart bonde · b7 svart bonde · c7 svart bonde · e7 svart bonde · f7 svart bonde · g7 svart bonde · h7 svart bonde · b6 svart springare · d6 svart bonde · e5 vit bonde · c4 vit bonde · d4 vit bonde · f4 vit bonde · a2 vit bonde · b2 vit bonde · g2 vit bonde · h2 vit bonde · a1 vit torn · b1 vit springare · c1 vit löpare · d1 vit drottning · e1 vit kung · f1 vit löpare · g1 vit springare · h1 vit torn | a8 svart torn · b8 svart springare · c8 svart löpare · d8 svart drottning · e8 svart kung · f8 svart löpare · h8 svart torn · a7 svart bonde · b7 svart bonde · c7 svart bonde · e7 svart bonde · f7 svart bonde · g7 svart bonde · h7 svart bonde · b6 svart springare · d6 svart bonde · e5 vit bonde · c4 vit bonde · d4 vit bonde · f4 vit bonde · a2 vit bonde · b2 vit bonde · g2 vit bonde · h2 vit bonde · a1 vit torn · b1 vit springare · c1 vit löpare · d1 vit drottning · e1 vit kung · f1 vit löpare · g1 vit springare · h1 vit torn | a8 svart torn · b8 svart springare · c8 svart löpare · d8 svart drottning · e8 svart kung · f8 svart löpare · h8 svart torn · a7 svart bonde · b7 svart bonde · c7 svart bonde · e7 svart bonde · f7 svart bonde · g7 svart bonde · h7 svart bonde · b6 svart springare · d6 svart bonde · e5 vit bonde · c4 vit bonde · d4 vit bonde · f4 vit bonde · a2 vit bonde · b2 vit bonde · g2 vit bonde · h2 vit bonde · a1 vit torn · b1 vit springare · c1 vit löpare · d1 vit drottning · e1 vit kung · f1 vit löpare · g1 vit springare · h1 vit torn | a8 svart torn · b8 svart springare · c8 svart löpare · d8 svart drottning · e8 svart kung · f8 svart löpare · h8 svart torn · a7 svart bonde · b7 svart bonde · c7 svart bonde · e7 svart bonde · f7 svart bonde · g7 svart bonde · h7 svart bonde · b6 svart springare · d6 svart bonde · e5 vit bonde · c4 vit bonde · d4 vit bonde · f4 vit bonde · a2 vit bonde · b2 vit bonde · g2 vit bonde · h2 vit bonde · a1 vit torn · b1 vit springare · c1 vit löpare · d1 vit drottning · e1 vit kung · f1 vit löpare · g1 vit springare · h1 vit torn | a8 svart torn · b8 svart springare · c8 svart löpare · d8 svart drottning · e8 svart kung · f8 svart löpare · h8 svart torn · a7 svart bonde · b7 svart bonde · c7 svart bonde · e7 svart bonde · f7 svart bonde · g7 svart bonde · h7 svart bonde · b6 svart springare · d6 svart bonde · e5 vit bonde · c4 vit bonde · d4 vit bonde · f4 vit bonde · a2 vit bonde · b2 vit bonde · g2 vit bonde · h2 vit bonde · a1 vit torn · b1 vit springare · c1 vit löpare · d1 vit drottning · e1 vit kung · f1 vit löpare · g1 vit springare · h1 vit torn | a8 svart torn · b8 svart springare · c8 svart löpare · d8 svart drottning · e8 svart kung · f8 svart löpare · h8 svart torn · a7 svart bonde · b7 svart bonde · c7 svart bonde · e7 svart bonde · f7 svart bonde · g7 svart bonde · h7 svart bonde · b6 svart springare · d6 svart bonde · e5 vit bonde · c4 vit bonde · d4 vit bonde · f4 vit bonde · a2 vit bonde · b2 vit bonde · g2 vit bonde · h2 vit bonde · a1 vit torn · b1 vit springare · c1 vit löpare · d1 vit drottning · e1 vit kung · f1 vit löpare · g1 vit springare · h1 vit torn | a8 svart torn · b8 svart springare · c8 svart löpare · d8 svart drottning · e8 svart kung · f8 svart löpare · h8 svart torn · a7 svart bonde · b7 svart bonde · c7 svart bonde · e7 svart bonde · f7 svart bonde · g7 svart bonde · h7 svart bonde · b6 svart springare · d6 svart bonde · e5 vit bonde · c4 vit bonde · d4 vit bonde · f4 vit bonde · a2 vit bonde · b2 vit bonde · g2 vit bonde · h2 vit bonde · a1 vit torn · b1 vit springare · c1 vit löpare · d1 vit drottning · e1 vit kung · f1 vit löpare · g1 vit springare · h1 vit torn | 6 |
| 5 | a8 svart torn · b8 svart springare · c8 svart löpare · d8 svart drottning · e8 svart kung · f8 svart löpare · h8 svart torn · a7 svart bonde · b7 svart bonde · c7 svart bonde · e7 svart bonde · f7 svart bonde · g7 svart bonde · h7 svart bonde · b6 svart springare · d6 svart bonde · e5 vit bonde · c4 vit bonde · d4 vit bonde · f4 vit bonde · a2 vit bonde · b2 vit bonde · g2 vit bonde · h2 vit bonde · a1 vit torn · b1 vit springare · c1 vit löpare · d1 vit drottning · e1 vit kung · f1 vit löpare · g1 vit springare · h1 vit torn | a8 svart torn · b8 svart springare · c8 svart löpare · d8 svart drottning · e8 svart kung · f8 svart löpare · h8 svart torn · a7 svart bonde · b7 svart bonde · c7 svart bonde · e7 svart bonde · f7 svart bonde · g7 svart bonde · h7 svart bonde · b6 svart springare · d6 svart bonde · e5 vit bonde · c4 vit bonde · d4 vit bonde · f4 vit bonde · a2 vit bonde · b2 vit bonde · g2 vit bonde · h2 vit bonde · a1 vit torn · b1 vit springare · c1 vit löpare · d1 vit drottning · e1 vit kung · f1 vit löpare · g1 vit springare · h1 vit torn | a8 svart torn · b8 svart springare · c8 svart löpare · d8 svart drottning · e8 svart kung · f8 svart löpare · h8 svart torn · a7 svart bonde · b7 svart bonde · c7 svart bonde · e7 svart bonde · f7 svart bonde · g7 svart bonde · h7 svart bonde · b6 svart springare · d6 svart bonde · e5 vit bonde · c4 vit bonde · d4 vit bonde · f4 vit bonde · a2 vit bonde · b2 vit bonde · g2 vit bonde · h2 vit bonde · a1 vit torn · b1 vit springare · c1 vit löpare · d1 vit drottning · e1 vit kung · f1 vit löpare · g1 vit springare · h1 vit torn | a8 svart torn · b8 svart springare · c8 svart löpare · d8 svart drottning · e8 svart kung · f8 svart löpare · h8 svart torn · a7 svart bonde · b7 svart bonde · c7 svart bonde · e7 svart bonde · f7 svart bonde · g7 svart bonde · h7 svart bonde · b6 svart springare · d6 svart bonde · e5 vit bonde · c4 vit bonde · d4 vit bonde · f4 vit bonde · a2 vit bonde · b2 vit bonde · g2 vit bonde · h2 vit bonde · a1 vit torn · b1 vit springare · c1 vit löpare · d1 vit drottning · e1 vit kung · f1 vit löpare · g1 vit springare · h1 vit torn | a8 svart torn · b8 svart springare · c8 svart löpare · d8 svart drottning · e8 svart kung · f8 svart löpare · h8 svart torn · a7 svart bonde · b7 svart bonde · c7 svart bonde · e7 svart bonde · f7 svart bonde · g7 svart bonde · h7 svart bonde · b6 svart springare · d6 svart bonde · e5 vit bonde · c4 vit bonde · d4 vit bonde · f4 vit bonde · a2 vit bonde · b2 vit bonde · g2 vit bonde · h2 vit bonde · a1 vit torn · b1 vit springare · c1 vit löpare · d1 vit drottning · e1 vit kung · f1 vit löpare · g1 vit springare · h1 vit torn | a8 svart torn · b8 svart springare · c8 svart löpare · d8 svart drottning · e8 svart kung · f8 svart löpare · h8 svart torn · a7 svart bonde · b7 svart bonde · c7 svart bonde · e7 svart bonde · f7 svart bonde · g7 svart bonde · h7 svart bonde · b6 svart springare · d6 svart bonde · e5 vit bonde · c4 vit bonde · d4 vit bonde · f4 vit bonde · a2 vit bonde · b2 vit bonde · g2 vit bonde · h2 vit bonde · a1 vit torn · b1 vit springare · c1 vit löpare · d1 vit drottning · e1 vit kung · f1 vit löpare · g1 vit springare · h1 vit torn | a8 svart torn · b8 svart springare · c8 svart löpare · d8 svart drottning · e8 svart kung · f8 svart löpare · h8 svart torn · a7 svart bonde · b7 svart bonde · c7 svart bonde · e7 svart bonde · f7 svart bonde · g7 svart bonde · h7 svart bonde · b6 svart springare · d6 svart bonde · e5 vit bonde · c4 vit bonde · d4 vit bonde · f4 vit bonde · a2 vit bonde · b2 vit bonde · g2 vit bonde · h2 vit bonde · a1 vit torn · b1 vit springare · c1 vit löpare · d1 vit drottning · e1 vit kung · f1 vit löpare · g1 vit springare · h1 vit torn | a8 svart torn · b8 svart springare · c8 svart löpare · d8 svart drottning · e8 svart kung · f8 svart löpare · h8 svart torn · a7 svart bonde · b7 svart bonde · c7 svart bonde · e7 svart bonde · f7 svart bonde · g7 svart bonde · h7 svart bonde · b6 svart springare · d6 svart bonde · e5 vit bonde · c4 vit bonde · d4 vit bonde · f4 vit bonde · a2 vit bonde · b2 vit bonde · g2 vit bonde · h2 vit bonde · a1 vit torn · b1 vit springare · c1 vit löpare · d1 vit drottning · e1 vit kung · f1 vit löpare · g1 vit springare · h1 vit torn | 5 |
| 4 | a8 svart torn · b8 svart springare · c8 svart löpare · d8 svart drottning · e8 svart kung · f8 svart löpare · h8 svart torn · a7 svart bonde · b7 svart bonde · c7 svart bonde · e7 svart bonde · f7 svart bonde · g7 svart bonde · h7 svart bonde · b6 svart springare · d6 svart bonde · e5 vit bonde · c4 vit bonde · d4 vit bonde · f4 vit bonde · a2 vit bonde · b2 vit bonde · g2 vit bonde · h2 vit bonde · a1 vit torn · b1 vit springare · c1 vit löpare · d1 vit drottning · e1 vit kung · f1 vit löpare · g1 vit springare · h1 vit torn | a8 svart torn · b8 svart springare · c8 svart löpare · d8 svart drottning · e8 svart kung · f8 svart löpare · h8 svart torn · a7 svart bonde · b7 svart bonde · c7 svart bonde · e7 svart bonde · f7 svart bonde · g7 svart bonde · h7 svart bonde · b6 svart springare · d6 svart bonde · e5 vit bonde · c4 vit bonde · d4 vit bonde · f4 vit bonde · a2 vit bonde · b2 vit bonde · g2 vit bonde · h2 vit bonde · a1 vit torn · b1 vit springare · c1 vit löpare · d1 vit drottning · e1 vit kung · f1 vit löpare · g1 vit springare · h1 vit torn | a8 svart torn · b8 svart springare · c8 svart löpare · d8 svart drottning · e8 svart kung · f8 svart löpare · h8 svart torn · a7 svart bonde · b7 svart bonde · c7 svart bonde · e7 svart bonde · f7 svart bonde · g7 svart bonde · h7 svart bonde · b6 svart springare · d6 svart bonde · e5 vit bonde · c4 vit bonde · d4 vit bonde · f4 vit bonde · a2 vit bonde · b2 vit bonde · g2 vit bonde · h2 vit bonde · a1 vit torn · b1 vit springare · c1 vit löpare · d1 vit drottning · e1 vit kung · f1 vit löpare · g1 vit springare · h1 vit torn | a8 svart torn · b8 svart springare · c8 svart löpare · d8 svart drottning · e8 svart kung · f8 svart löpare · h8 svart torn · a7 svart bonde · b7 svart bonde · c7 svart bonde · e7 svart bonde · f7 svart bonde · g7 svart bonde · h7 svart bonde · b6 svart springare · d6 svart bonde · e5 vit bonde · c4 vit bonde · d4 vit bonde · f4 vit bonde · a2 vit bonde · b2 vit bonde · g2 vit bonde · h2 vit bonde · a1 vit torn · b1 vit springare · c1 vit löpare · d1 vit drottning · e1 vit kung · f1 vit löpare · g1 vit springare · h1 vit torn | a8 svart torn · b8 svart springare · c8 svart löpare · d8 svart drottning · e8 svart kung · f8 svart löpare · h8 svart torn · a7 svart bonde · b7 svart bonde · c7 svart bonde · e7 svart bonde · f7 svart bonde · g7 svart bonde · h7 svart bonde · b6 svart springare · d6 svart bonde · e5 vit bonde · c4 vit bonde · d4 vit bonde · f4 vit bonde · a2 vit bonde · b2 vit bonde · g2 vit bonde · h2 vit bonde · a1 vit torn · b1 vit springare · c1 vit löpare · d1 vit drottning · e1 vit kung · f1 vit löpare · g1 vit springare · h1 vit torn | a8 svart torn · b8 svart springare · c8 svart löpare · d8 svart drottning · e8 svart kung · f8 svart löpare · h8 svart torn · a7 svart bonde · b7 svart bonde · c7 svart bonde · e7 svart bonde · f7 svart bonde · g7 svart bonde · h7 svart bonde · b6 svart springare · d6 svart bonde · e5 vit bonde · c4 vit bonde · d4 vit bonde · f4 vit bonde · a2 vit bonde · b2 vit bonde · g2 vit bonde · h2 vit bonde · a1 vit torn · b1 vit springare · c1 vit löpare · d1 vit drottning · e1 vit kung · f1 vit löpare · g1 vit springare · h1 vit torn | a8 svart torn · b8 svart springare · c8 svart löpare · d8 svart drottning · e8 svart kung · f8 svart löpare · h8 svart torn · a7 svart bonde · b7 svart bonde · c7 svart bonde · e7 svart bonde · f7 svart bonde · g7 svart bonde · h7 svart bonde · b6 svart springare · d6 svart bonde · e5 vit bonde · c4 vit bonde · d4 vit bonde · f4 vit bonde · a2 vit bonde · b2 vit bonde · g2 vit bonde · h2 vit bonde · a1 vit torn · b1 vit springare · c1 vit löpare · d1 vit drottning · e1 vit kung · f1 vit löpare · g1 vit springare · h1 vit torn | a8 svart torn · b8 svart springare · c8 svart löpare · d8 svart drottning · e8 svart kung · f8 svart löpare · h8 svart torn · a7 svart bonde · b7 svart bonde · c7 svart bonde · e7 svart bonde · f7 svart bonde · g7 svart bonde · h7 svart bonde · b6 svart springare · d6 svart bonde · e5 vit bonde · c4 vit bonde · d4 vit bonde · f4 vit bonde · a2 vit bonde · b2 vit bonde · g2 vit bonde · h2 vit bonde · a1 vit torn · b1 vit springare · c1 vit löpare · d1 vit drottning · e1 vit kung · f1 vit löpare · g1 vit springare · h1 vit torn | 4 |
| 3 | a8 svart torn · b8 svart springare · c8 svart löpare · d8 svart drottning · e8 svart kung · f8 svart löpare · h8 svart torn · a7 svart bonde · b7 svart bonde · c7 svart bonde · e7 svart bonde · f7 svart bonde · g7 svart bonde · h7 svart bonde · b6 svart springare · d6 svart bonde · e5 vit bonde · c4 vit bonde · d4 vit bonde · f4 vit bonde · a2 vit bonde · b2 vit bonde · g2 vit bonde · h2 vit bonde · a1 vit torn · b1 vit springare · c1 vit löpare · d1 vit drottning · e1 vit kung · f1 vit löpare · g1 vit springare · h1 vit torn | a8 svart torn · b8 svart springare · c8 svart löpare · d8 svart drottning · e8 svart kung · f8 svart löpare · h8 svart torn · a7 svart bonde · b7 svart bonde · c7 svart bonde · e7 svart bonde · f7 svart bonde · g7 svart bonde · h7 svart bonde · b6 svart springare · d6 svart bonde · e5 vit bonde · c4 vit bonde · d4 vit bonde · f4 vit bonde · a2 vit bonde · b2 vit bonde · g2 vit bonde · h2 vit bonde · a1 vit torn · b1 vit springare · c1 vit löpare · d1 vit drottning · e1 vit kung · f1 vit löpare · g1 vit springare · h1 vit torn | a8 svart torn · b8 svart springare · c8 svart löpare · d8 svart drottning · e8 svart kung · f8 svart löpare · h8 svart torn · a7 svart bonde · b7 svart bonde · c7 svart bonde · e7 svart bonde · f7 svart bonde · g7 svart bonde · h7 svart bonde · b6 svart springare · d6 svart bonde · e5 vit bonde · c4 vit bonde · d4 vit bonde · f4 vit bonde · a2 vit bonde · b2 vit bonde · g2 vit bonde · h2 vit bonde · a1 vit torn · b1 vit springare · c1 vit löpare · d1 vit drottning · e1 vit kung · f1 vit löpare · g1 vit springare · h1 vit torn | a8 svart torn · b8 svart springare · c8 svart löpare · d8 svart drottning · e8 svart kung · f8 svart löpare · h8 svart torn · a7 svart bonde · b7 svart bonde · c7 svart bonde · e7 svart bonde · f7 svart bonde · g7 svart bonde · h7 svart bonde · b6 svart springare · d6 svart bonde · e5 vit bonde · c4 vit bonde · d4 vit bonde · f4 vit bonde · a2 vit bonde · b2 vit bonde · g2 vit bonde · h2 vit bonde · a1 vit torn · b1 vit springare · c1 vit löpare · d1 vit drottning · e1 vit kung · f1 vit löpare · g1 vit springare · h1 vit torn | a8 svart torn · b8 svart springare · c8 svart löpare · d8 svart drottning · e8 svart kung · f8 svart löpare · h8 svart torn · a7 svart bonde · b7 svart bonde · c7 svart bonde · e7 svart bonde · f7 svart bonde · g7 svart bonde · h7 svart bonde · b6 svart springare · d6 svart bonde · e5 vit bonde · c4 vit bonde · d4 vit bonde · f4 vit bonde · a2 vit bonde · b2 vit bonde · g2 vit bonde · h2 vit bonde · a1 vit torn · b1 vit springare · c1 vit löpare · d1 vit drottning · e1 vit kung · f1 vit löpare · g1 vit springare · h1 vit torn | a8 svart torn · b8 svart springare · c8 svart löpare · d8 svart drottning · e8 svart kung · f8 svart löpare · h8 svart torn · a7 svart bonde · b7 svart bonde · c7 svart bonde · e7 svart bonde · f7 svart bonde · g7 svart bonde · h7 svart bonde · b6 svart springare · d6 svart bonde · e5 vit bonde · c4 vit bonde · d4 vit bonde · f4 vit bonde · a2 vit bonde · b2 vit bonde · g2 vit bonde · h2 vit bonde · a1 vit torn · b1 vit springare · c1 vit löpare · d1 vit drottning · e1 vit kung · f1 vit löpare · g1 vit springare · h1 vit torn | a8 svart torn · b8 svart springare · c8 svart löpare · d8 svart drottning · e8 svart kung · f8 svart löpare · h8 svart torn · a7 svart bonde · b7 svart bonde · c7 svart bonde · e7 svart bonde · f7 svart bonde · g7 svart bonde · h7 svart bonde · b6 svart springare · d6 svart bonde · e5 vit bonde · c4 vit bonde · d4 vit bonde · f4 vit bonde · a2 vit bonde · b2 vit bonde · g2 vit bonde · h2 vit bonde · a1 vit torn · b1 vit springare · c1 vit löpare · d1 vit drottning · e1 vit kung · f1 vit löpare · g1 vit springare · h1 vit torn | a8 svart torn · b8 svart springare · c8 svart löpare · d8 svart drottning · e8 svart kung · f8 svart löpare · h8 svart torn · a7 svart bonde · b7 svart bonde · c7 svart bonde · e7 svart bonde · f7 svart bonde · g7 svart bonde · h7 svart bonde · b6 svart springare · d6 svart bonde · e5 vit bonde · c4 vit bonde · d4 vit bonde · f4 vit bonde · a2 vit bonde · b2 vit bonde · g2 vit bonde · h2 vit bonde · a1 vit torn · b1 vit springare · c1 vit löpare · d1 vit drottning · e1 vit kung · f1 vit löpare · g1 vit springare · h1 vit torn | 3 |
| 2 | a8 svart torn · b8 svart springare · c8 svart löpare · d8 svart drottning · e8 svart kung · f8 svart löpare · h8 svart torn · a7 svart bonde · b7 svart bonde · c7 svart bonde · e7 svart bonde · f7 svart bonde · g7 svart bonde · h7 svart bonde · b6 svart springare · d6 svart bonde · e5 vit bonde · c4 vit bonde · d4 vit bonde · f4 vit bonde · a2 vit bonde · b2 vit bonde · g2 vit bonde · h2 vit bonde · a1 vit torn · b1 vit springare · c1 vit löpare · d1 vit drottning · e1 vit kung · f1 vit löpare · g1 vit springare · h1 vit torn | a8 svart torn · b8 svart springare · c8 svart löpare · d8 svart drottning · e8 svart kung · f8 svart löpare · h8 svart torn · a7 svart bonde · b7 svart bonde · c7 svart bonde · e7 svart bonde · f7 svart bonde · g7 svart bonde · h7 svart bonde · b6 svart springare · d6 svart bonde · e5 vit bonde · c4 vit bonde · d4 vit bonde · f4 vit bonde · a2 vit bonde · b2 vit bonde · g2 vit bonde · h2 vit bonde · a1 vit torn · b1 vit springare · c1 vit löpare · d1 vit drottning · e1 vit kung · f1 vit löpare · g1 vit springare · h1 vit torn | a8 svart torn · b8 svart springare · c8 svart löpare · d8 svart drottning · e8 svart kung · f8 svart löpare · h8 svart torn · a7 svart bonde · b7 svart bonde · c7 svart bonde · e7 svart bonde · f7 svart bonde · g7 svart bonde · h7 svart bonde · b6 svart springare · d6 svart bonde · e5 vit bonde · c4 vit bonde · d4 vit bonde · f4 vit bonde · a2 vit bonde · b2 vit bonde · g2 vit bonde · h2 vit bonde · a1 vit torn · b1 vit springare · c1 vit löpare · d1 vit drottning · e1 vit kung · f1 vit löpare · g1 vit springare · h1 vit torn | a8 svart torn · b8 svart springare · c8 svart löpare · d8 svart drottning · e8 svart kung · f8 svart löpare · h8 svart torn · a7 svart bonde · b7 svart bonde · c7 svart bonde · e7 svart bonde · f7 svart bonde · g7 svart bonde · h7 svart bonde · b6 svart springare · d6 svart bonde · e5 vit bonde · c4 vit bonde · d4 vit bonde · f4 vit bonde · a2 vit bonde · b2 vit bonde · g2 vit bonde · h2 vit bonde · a1 vit torn · b1 vit springare · c1 vit löpare · d1 vit drottning · e1 vit kung · f1 vit löpare · g1 vit springare · h1 vit torn | a8 svart torn · b8 svart springare · c8 svart löpare · d8 svart drottning · e8 svart kung · f8 svart löpare · h8 svart torn · a7 svart bonde · b7 svart bonde · c7 svart bonde · e7 svart bonde · f7 svart bonde · g7 svart bonde · h7 svart bonde · b6 svart springare · d6 svart bonde · e5 vit bonde · c4 vit bonde · d4 vit bonde · f4 vit bonde · a2 vit bonde · b2 vit bonde · g2 vit bonde · h2 vit bonde · a1 vit torn · b1 vit springare · c1 vit löpare · d1 vit drottning · e1 vit kung · f1 vit löpare · g1 vit springare · h1 vit torn | a8 svart torn · b8 svart springare · c8 svart löpare · d8 svart drottning · e8 svart kung · f8 svart löpare · h8 svart torn · a7 svart bonde · b7 svart bonde · c7 svart bonde · e7 svart bonde · f7 svart bonde · g7 svart bonde · h7 svart bonde · b6 svart springare · d6 svart bonde · e5 vit bonde · c4 vit bonde · d4 vit bonde · f4 vit bonde · a2 vit bonde · b2 vit bonde · g2 vit bonde · h2 vit bonde · a1 vit torn · b1 vit springare · c1 vit löpare · d1 vit drottning · e1 vit kung · f1 vit löpare · g1 vit springare · h1 vit torn | a8 svart torn · b8 svart springare · c8 svart löpare · d8 svart drottning · e8 svart kung · f8 svart löpare · h8 svart torn · a7 svart bonde · b7 svart bonde · c7 svart bonde · e7 svart bonde · f7 svart bonde · g7 svart bonde · h7 svart bonde · b6 svart springare · d6 svart bonde · e5 vit bonde · c4 vit bonde · d4 vit bonde · f4 vit bonde · a2 vit bonde · b2 vit bonde · g2 vit bonde · h2 vit bonde · a1 vit torn · b1 vit springare · c1 vit löpare · d1 vit drottning · e1 vit kung · f1 vit löpare · g1 vit springare · h1 vit torn | a8 svart torn · b8 svart springare · c8 svart löpare · d8 svart drottning · e8 svart kung · f8 svart löpare · h8 svart torn · a7 svart bonde · b7 svart bonde · c7 svart bonde · e7 svart bonde · f7 svart bonde · g7 svart bonde · h7 svart bonde · b6 svart springare · d6 svart bonde · e5 vit bonde · c4 vit bonde · d4 vit bonde · f4 vit bonde · a2 vit bonde · b2 vit bonde · g2 vit bonde · h2 vit bonde · a1 vit torn · b1 vit springare · c1 vit löpare · d1 vit drottning · e1 vit kung · f1 vit löpare · g1 vit springare · h1 vit torn | 2 |
| 1 | a8 svart torn · b8 svart springare · c8 svart löpare · d8 svart drottning · e8 svart kung · f8 svart löpare · h8 svart torn · a7 svart bonde · b7 svart bonde · c7 svart bonde · e7 svart bonde · f7 svart bonde · g7 svart bonde · h7 svart bonde · b6 svart springare · d6 svart bonde · e5 vit bonde · c4 vit bonde · d4 vit bonde · f4 vit bonde · a2 vit bonde · b2 vit bonde · g2 vit bonde · h2 vit bonde · a1 vit torn · b1 vit springare · c1 vit löpare · d1 vit drottning · e1 vit kung · f1 vit löpare · g1 vit springare · h1 vit torn | a8 svart torn · b8 svart springare · c8 svart löpare · d8 svart drottning · e8 svart kung · f8 svart löpare · h8 svart torn · a7 svart bonde · b7 svart bonde · c7 svart bonde · e7 svart bonde · f7 svart bonde · g7 svart bonde · h7 svart bonde · b6 svart springare · d6 svart bonde · e5 vit bonde · c4 vit bonde · d4 vit bonde · f4 vit bonde · a2 vit bonde · b2 vit bonde · g2 vit bonde · h2 vit bonde · a1 vit torn · b1 vit springare · c1 vit löpare · d1 vit drottning · e1 vit kung · f1 vit löpare · g1 vit springare · h1 vit torn | a8 svart torn · b8 svart springare · c8 svart löpare · d8 svart drottning · e8 svart kung · f8 svart löpare · h8 svart torn · a7 svart bonde · b7 svart bonde · c7 svart bonde · e7 svart bonde · f7 svart bonde · g7 svart bonde · h7 svart bonde · b6 svart springare · d6 svart bonde · e5 vit bonde · c4 vit bonde · d4 vit bonde · f4 vit bonde · a2 vit bonde · b2 vit bonde · g2 vit bonde · h2 vit bonde · a1 vit torn · b1 vit springare · c1 vit löpare · d1 vit drottning · e1 vit kung · f1 vit löpare · g1 vit springare · h1 vit torn | a8 svart torn · b8 svart springare · c8 svart löpare · d8 svart drottning · e8 svart kung · f8 svart löpare · h8 svart torn · a7 svart bonde · b7 svart bonde · c7 svart bonde · e7 svart bonde · f7 svart bonde · g7 svart bonde · h7 svart bonde · b6 svart springare · d6 svart bonde · e5 vit bonde · c4 vit bonde · d4 vit bonde · f4 vit bonde · a2 vit bonde · b2 vit bonde · g2 vit bonde · h2 vit bonde · a1 vit torn · b1 vit springare · c1 vit löpare · d1 vit drottning · e1 vit kung · f1 vit löpare · g1 vit springare · h1 vit torn | a8 svart torn · b8 svart springare · c8 svart löpare · d8 svart drottning · e8 svart kung · f8 svart löpare · h8 svart torn · a7 svart bonde · b7 svart bonde · c7 svart bonde · e7 svart bonde · f7 svart bonde · g7 svart bonde · h7 svart bonde · b6 svart springare · d6 svart bonde · e5 vit bonde · c4 vit bonde · d4 vit bonde · f4 vit bonde · a2 vit bonde · b2 vit bonde · g2 vit bonde · h2 vit bonde · a1 vit torn · b1 vit springare · c1 vit löpare · d1 vit drottning · e1 vit kung · f1 vit löpare · g1 vit springare · h1 vit torn | a8 svart torn · b8 svart springare · c8 svart löpare · d8 svart drottning · e8 svart kung · f8 svart löpare · h8 svart torn · a7 svart bonde · b7 svart bonde · c7 svart bonde · e7 svart bonde · f7 svart bonde · g7 svart bonde · h7 svart bonde · b6 svart springare · d6 svart bonde · e5 vit bonde · c4 vit bonde · d4 vit bonde · f4 vit bonde · a2 vit bonde · b2 vit bonde · g2 vit bonde · h2 vit bonde · a1 vit torn · b1 vit springare · c1 vit löpare · d1 vit drottning · e1 vit kung · f1 vit löpare · g1 vit springare · h1 vit torn | a8 svart torn · b8 svart springare · c8 svart löpare · d8 svart drottning · e8 svart kung · f8 svart löpare · h8 svart torn · a7 svart bonde · b7 svart bonde · c7 svart bonde · e7 svart bonde · f7 svart bonde · g7 svart bonde · h7 svart bonde · b6 svart springare · d6 svart bonde · e5 vit bonde · c4 vit bonde · d4 vit bonde · f4 vit bonde · a2 vit bonde · b2 vit bonde · g2 vit bonde · h2 vit bonde · a1 vit torn · b1 vit springare · c1 vit löpare · d1 vit drottning · e1 vit kung · f1 vit löpare · g1 vit springare · h1 vit torn | a8 svart torn · b8 svart springare · c8 svart löpare · d8 svart drottning · e8 svart kung · f8 svart löpare · h8 svart torn · a7 svart bonde · b7 svart bonde · c7 svart bonde · e7 svart bonde · f7 svart bonde · g7 svart bonde · h7 svart bonde · b6 svart springare · d6 svart bonde · e5 vit bonde · c4 vit bonde · d4 vit bonde · f4 vit bonde · a2 vit bonde · b2 vit bonde · g2 vit bonde · h2 vit bonde · a1 vit torn · b1 vit springare · c1 vit löpare · d1 vit drottning · e1 vit kung · f1 vit löpare · g1 vit springare · h1 vit torn | 1 |
|   | a | b | c | d | e | f | g | h |   |

Varianterna är fortfarande spelbara men i dag spelar vit oftare mer konservativt, till exempel klassiska varianten i kungsindiskt eller moderna varianten i Aljechins försvar. Dessa varianter ger vit en bättre balans mellan bondedrag i centrum och pjäsutveckling.
|   | a | b | c | d | e | f | g | h |   |
| 8 | a8 svart torn · b8 svart springare · c8 svart löpare · d8 svart drottning · e8 svart kung · h8 svart torn · a7 svart bonde · b7 svart bonde · c7 svart bonde · e7 svart bonde · f7 svart bonde · g7 svart löpare · h7 svart bonde · d6 svart bonde · f6 svart springare · g6 svart bonde · c4 vit bonde · d4 vit bonde · e4 vit bonde · c3 vit springare · f3 vit springare · a2 vit bonde · b2 vit bonde · f2 vit bonde · g2 vit bonde · h2 vit bonde · a1 vit torn · c1 vit löpare · d1 vit drottning · e1 vit kung · f1 vit löpare · h1 vit torn | a8 svart torn · b8 svart springare · c8 svart löpare · d8 svart drottning · e8 svart kung · h8 svart torn · a7 svart bonde · b7 svart bonde · c7 svart bonde · e7 svart bonde · f7 svart bonde · g7 svart löpare · h7 svart bonde · d6 svart bonde · f6 svart springare · g6 svart bonde · c4 vit bonde · d4 vit bonde · e4 vit bonde · c3 vit springare · f3 vit springare · a2 vit bonde · b2 vit bonde · f2 vit bonde · g2 vit bonde · h2 vit bonde · a1 vit torn · c1 vit löpare · d1 vit drottning · e1 vit kung · f1 vit löpare · h1 vit torn | a8 svart torn · b8 svart springare · c8 svart löpare · d8 svart drottning · e8 svart kung · h8 svart torn · a7 svart bonde · b7 svart bonde · c7 svart bonde · e7 svart bonde · f7 svart bonde · g7 svart löpare · h7 svart bonde · d6 svart bonde · f6 svart springare · g6 svart bonde · c4 vit bonde · d4 vit bonde · e4 vit bonde · c3 vit springare · f3 vit springare · a2 vit bonde · b2 vit bonde · f2 vit bonde · g2 vit bonde · h2 vit bonde · a1 vit torn · c1 vit löpare · d1 vit drottning · e1 vit kung · f1 vit löpare · h1 vit torn | a8 svart torn · b8 svart springare · c8 svart löpare · d8 svart drottning · e8 svart kung · h8 svart torn · a7 svart bonde · b7 svart bonde · c7 svart bonde · e7 svart bonde · f7 svart bonde · g7 svart löpare · h7 svart bonde · d6 svart bonde · f6 svart springare · g6 svart bonde · c4 vit bonde · d4 vit bonde · e4 vit bonde · c3 vit springare · f3 vit springare · a2 vit bonde · b2 vit bonde · f2 vit bonde · g2 vit bonde · h2 vit bonde · a1 vit torn · c1 vit löpare · d1 vit drottning · e1 vit kung · f1 vit löpare · h1 vit torn | a8 svart torn · b8 svart springare · c8 svart löpare · d8 svart drottning · e8 svart kung · h8 svart torn · a7 svart bonde · b7 svart bonde · c7 svart bonde · e7 svart bonde · f7 svart bonde · g7 svart löpare · h7 svart bonde · d6 svart bonde · f6 svart springare · g6 svart bonde · c4 vit bonde · d4 vit bonde · e4 vit bonde · c3 vit springare · f3 vit springare · a2 vit bonde · b2 vit bonde · f2 vit bonde · g2 vit bonde · h2 vit bonde · a1 vit torn · c1 vit löpare · d1 vit drottning · e1 vit kung · f1 vit löpare · h1 vit torn | a8 svart torn · b8 svart springare · c8 svart löpare · d8 svart drottning · e8 svart kung · h8 svart torn · a7 svart bonde · b7 svart bonde · c7 svart bonde · e7 svart bonde · f7 svart bonde · g7 svart löpare · h7 svart bonde · d6 svart bonde · f6 svart springare · g6 svart bonde · c4 vit bonde · d4 vit bonde · e4 vit bonde · c3 vit springare · f3 vit springare · a2 vit bonde · b2 vit bonde · f2 vit bonde · g2 vit bonde · h2 vit bonde · a1 vit torn · c1 vit löpare · d1 vit drottning · e1 vit kung · f1 vit löpare · h1 vit torn | a8 svart torn · b8 svart springare · c8 svart löpare · d8 svart drottning · e8 svart kung · h8 svart torn · a7 svart bonde · b7 svart bonde · c7 svart bonde · e7 svart bonde · f7 svart bonde · g7 svart löpare · h7 svart bonde · d6 svart bonde · f6 svart springare · g6 svart bonde · c4 vit bonde · d4 vit bonde · e4 vit bonde · c3 vit springare · f3 vit springare · a2 vit bonde · b2 vit bonde · f2 vit bonde · g2 vit bonde · h2 vit bonde · a1 vit torn · c1 vit löpare · d1 vit drottning · e1 vit kung · f1 vit löpare · h1 vit torn | a8 svart torn · b8 svart springare · c8 svart löpare · d8 svart drottning · e8 svart kung · h8 svart torn · a7 svart bonde · b7 svart bonde · c7 svart bonde · e7 svart bonde · f7 svart bonde · g7 svart löpare · h7 svart bonde · d6 svart bonde · f6 svart springare · g6 svart bonde · c4 vit bonde · d4 vit bonde · e4 vit bonde · c3 vit springare · f3 vit springare · a2 vit bonde · b2 vit bonde · f2 vit bonde · g2 vit bonde · h2 vit bonde · a1 vit torn · c1 vit löpare · d1 vit drottning · e1 vit kung · f1 vit löpare · h1 vit torn | 8 |
| 7 | a8 svart torn · b8 svart springare · c8 svart löpare · d8 svart drottning · e8 svart kung · h8 svart torn · a7 svart bonde · b7 svart bonde · c7 svart bonde · e7 svart bonde · f7 svart bonde · g7 svart löpare · h7 svart bonde · d6 svart bonde · f6 svart springare · g6 svart bonde · c4 vit bonde · d4 vit bonde · e4 vit bonde · c3 vit springare · f3 vit springare · a2 vit bonde · b2 vit bonde · f2 vit bonde · g2 vit bonde · h2 vit bonde · a1 vit torn · c1 vit löpare · d1 vit drottning · e1 vit kung · f1 vit löpare · h1 vit torn | a8 svart torn · b8 svart springare · c8 svart löpare · d8 svart drottning · e8 svart kung · h8 svart torn · a7 svart bonde · b7 svart bonde · c7 svart bonde · e7 svart bonde · f7 svart bonde · g7 svart löpare · h7 svart bonde · d6 svart bonde · f6 svart springare · g6 svart bonde · c4 vit bonde · d4 vit bonde · e4 vit bonde · c3 vit springare · f3 vit springare · a2 vit bonde · b2 vit bonde · f2 vit bonde · g2 vit bonde · h2 vit bonde · a1 vit torn · c1 vit löpare · d1 vit drottning · e1 vit kung · f1 vit löpare · h1 vit torn | a8 svart torn · b8 svart springare · c8 svart löpare · d8 svart drottning · e8 svart kung · h8 svart torn · a7 svart bonde · b7 svart bonde · c7 svart bonde · e7 svart bonde · f7 svart bonde · g7 svart löpare · h7 svart bonde · d6 svart bonde · f6 svart springare · g6 svart bonde · c4 vit bonde · d4 vit bonde · e4 vit bonde · c3 vit springare · f3 vit springare · a2 vit bonde · b2 vit bonde · f2 vit bonde · g2 vit bonde · h2 vit bonde · a1 vit torn · c1 vit löpare · d1 vit drottning · e1 vit kung · f1 vit löpare · h1 vit torn | a8 svart torn · b8 svart springare · c8 svart löpare · d8 svart drottning · e8 svart kung · h8 svart torn · a7 svart bonde · b7 svart bonde · c7 svart bonde · e7 svart bonde · f7 svart bonde · g7 svart löpare · h7 svart bonde · d6 svart bonde · f6 svart springare · g6 svart bonde · c4 vit bonde · d4 vit bonde · e4 vit bonde · c3 vit springare · f3 vit springare · a2 vit bonde · b2 vit bonde · f2 vit bonde · g2 vit bonde · h2 vit bonde · a1 vit torn · c1 vit löpare · d1 vit drottning · e1 vit kung · f1 vit löpare · h1 vit torn | a8 svart torn · b8 svart springare · c8 svart löpare · d8 svart drottning · e8 svart kung · h8 svart torn · a7 svart bonde · b7 svart bonde · c7 svart bonde · e7 svart bonde · f7 svart bonde · g7 svart löpare · h7 svart bonde · d6 svart bonde · f6 svart springare · g6 svart bonde · c4 vit bonde · d4 vit bonde · e4 vit bonde · c3 vit springare · f3 vit springare · a2 vit bonde · b2 vit bonde · f2 vit bonde · g2 vit bonde · h2 vit bonde · a1 vit torn · c1 vit löpare · d1 vit drottning · e1 vit kung · f1 vit löpare · h1 vit torn | a8 svart torn · b8 svart springare · c8 svart löpare · d8 svart drottning · e8 svart kung · h8 svart torn · a7 svart bonde · b7 svart bonde · c7 svart bonde · e7 svart bonde · f7 svart bonde · g7 svart löpare · h7 svart bonde · d6 svart bonde · f6 svart springare · g6 svart bonde · c4 vit bonde · d4 vit bonde · e4 vit bonde · c3 vit springare · f3 vit springare · a2 vit bonde · b2 vit bonde · f2 vit bonde · g2 vit bonde · h2 vit bonde · a1 vit torn · c1 vit löpare · d1 vit drottning · e1 vit kung · f1 vit löpare · h1 vit torn | a8 svart torn · b8 svart springare · c8 svart löpare · d8 svart drottning · e8 svart kung · h8 svart torn · a7 svart bonde · b7 svart bonde · c7 svart bonde · e7 svart bonde · f7 svart bonde · g7 svart löpare · h7 svart bonde · d6 svart bonde · f6 svart springare · g6 svart bonde · c4 vit bonde · d4 vit bonde · e4 vit bonde · c3 vit springare · f3 vit springare · a2 vit bonde · b2 vit bonde · f2 vit bonde · g2 vit bonde · h2 vit bonde · a1 vit torn · c1 vit löpare · d1 vit drottning · e1 vit kung · f1 vit löpare · h1 vit torn | a8 svart torn · b8 svart springare · c8 svart löpare · d8 svart drottning · e8 svart kung · h8 svart torn · a7 svart bonde · b7 svart bonde · c7 svart bonde · e7 svart bonde · f7 svart bonde · g7 svart löpare · h7 svart bonde · d6 svart bonde · f6 svart springare · g6 svart bonde · c4 vit bonde · d4 vit bonde · e4 vit bonde · c3 vit springare · f3 vit springare · a2 vit bonde · b2 vit bonde · f2 vit bonde · g2 vit bonde · h2 vit bonde · a1 vit torn · c1 vit löpare · d1 vit drottning · e1 vit kung · f1 vit löpare · h1 vit torn | 7 |
| 6 | a8 svart torn · b8 svart springare · c8 svart löpare · d8 svart drottning · e8 svart kung · h8 svart torn · a7 svart bonde · b7 svart bonde · c7 svart bonde · e7 svart bonde · f7 svart bonde · g7 svart löpare · h7 svart bonde · d6 svart bonde · f6 svart springare · g6 svart bonde · c4 vit bonde · d4 vit bonde · e4 vit bonde · c3 vit springare · f3 vit springare · a2 vit bonde · b2 vit bonde · f2 vit bonde · g2 vit bonde · h2 vit bonde · a1 vit torn · c1 vit löpare · d1 vit drottning · e1 vit kung · f1 vit löpare · h1 vit torn | a8 svart torn · b8 svart springare · c8 svart löpare · d8 svart drottning · e8 svart kung · h8 svart torn · a7 svart bonde · b7 svart bonde · c7 svart bonde · e7 svart bonde · f7 svart bonde · g7 svart löpare · h7 svart bonde · d6 svart bonde · f6 svart springare · g6 svart bonde · c4 vit bonde · d4 vit bonde · e4 vit bonde · c3 vit springare · f3 vit springare · a2 vit bonde · b2 vit bonde · f2 vit bonde · g2 vit bonde · h2 vit bonde · a1 vit torn · c1 vit löpare · d1 vit drottning · e1 vit kung · f1 vit löpare · h1 vit torn | a8 svart torn · b8 svart springare · c8 svart löpare · d8 svart drottning · e8 svart kung · h8 svart torn · a7 svart bonde · b7 svart bonde · c7 svart bonde · e7 svart bonde · f7 svart bonde · g7 svart löpare · h7 svart bonde · d6 svart bonde · f6 svart springare · g6 svart bonde · c4 vit bonde · d4 vit bonde · e4 vit bonde · c3 vit springare · f3 vit springare · a2 vit bonde · b2 vit bonde · f2 vit bonde · g2 vit bonde · h2 vit bonde · a1 vit torn · c1 vit löpare · d1 vit drottning · e1 vit kung · f1 vit löpare · h1 vit torn | a8 svart torn · b8 svart springare · c8 svart löpare · d8 svart drottning · e8 svart kung · h8 svart torn · a7 svart bonde · b7 svart bonde · c7 svart bonde · e7 svart bonde · f7 svart bonde · g7 svart löpare · h7 svart bonde · d6 svart bonde · f6 svart springare · g6 svart bonde · c4 vit bonde · d4 vit bonde · e4 vit bonde · c3 vit springare · f3 vit springare · a2 vit bonde · b2 vit bonde · f2 vit bonde · g2 vit bonde · h2 vit bonde · a1 vit torn · c1 vit löpare · d1 vit drottning · e1 vit kung · f1 vit löpare · h1 vit torn | a8 svart torn · b8 svart springare · c8 svart löpare · d8 svart drottning · e8 svart kung · h8 svart torn · a7 svart bonde · b7 svart bonde · c7 svart bonde · e7 svart bonde · f7 svart bonde · g7 svart löpare · h7 svart bonde · d6 svart bonde · f6 svart springare · g6 svart bonde · c4 vit bonde · d4 vit bonde · e4 vit bonde · c3 vit springare · f3 vit springare · a2 vit bonde · b2 vit bonde · f2 vit bonde · g2 vit bonde · h2 vit bonde · a1 vit torn · c1 vit löpare · d1 vit drottning · e1 vit kung · f1 vit löpare · h1 vit torn | a8 svart torn · b8 svart springare · c8 svart löpare · d8 svart drottning · e8 svart kung · h8 svart torn · a7 svart bonde · b7 svart bonde · c7 svart bonde · e7 svart bonde · f7 svart bonde · g7 svart löpare · h7 svart bonde · d6 svart bonde · f6 svart springare · g6 svart bonde · c4 vit bonde · d4 vit bonde · e4 vit bonde · c3 vit springare · f3 vit springare · a2 vit bonde · b2 vit bonde · f2 vit bonde · g2 vit bonde · h2 vit bonde · a1 vit torn · c1 vit löpare · d1 vit drottning · e1 vit kung · f1 vit löpare · h1 vit torn | a8 svart torn · b8 svart springare · c8 svart löpare · d8 svart drottning · e8 svart kung · h8 svart torn · a7 svart bonde · b7 svart bonde · c7 svart bonde · e7 svart bonde · f7 svart bonde · g7 svart löpare · h7 svart bonde · d6 svart bonde · f6 svart springare · g6 svart bonde · c4 vit bonde · d4 vit bonde · e4 vit bonde · c3 vit springare · f3 vit springare · a2 vit bonde · b2 vit bonde · f2 vit bonde · g2 vit bonde · h2 vit bonde · a1 vit torn · c1 vit löpare · d1 vit drottning · e1 vit kung · f1 vit löpare · h1 vit torn | a8 svart torn · b8 svart springare · c8 svart löpare · d8 svart drottning · e8 svart kung · h8 svart torn · a7 svart bonde · b7 svart bonde · c7 svart bonde · e7 svart bonde · f7 svart bonde · g7 svart löpare · h7 svart bonde · d6 svart bonde · f6 svart springare · g6 svart bonde · c4 vit bonde · d4 vit bonde · e4 vit bonde · c3 vit springare · f3 vit springare · a2 vit bonde · b2 vit bonde · f2 vit bonde · g2 vit bonde · h2 vit bonde · a1 vit torn · c1 vit löpare · d1 vit drottning · e1 vit kung · f1 vit löpare · h1 vit torn | 6 |
| 5 | a8 svart torn · b8 svart springare · c8 svart löpare · d8 svart drottning · e8 svart kung · h8 svart torn · a7 svart bonde · b7 svart bonde · c7 svart bonde · e7 svart bonde · f7 svart bonde · g7 svart löpare · h7 svart bonde · d6 svart bonde · f6 svart springare · g6 svart bonde · c4 vit bonde · d4 vit bonde · e4 vit bonde · c3 vit springare · f3 vit springare · a2 vit bonde · b2 vit bonde · f2 vit bonde · g2 vit bonde · h2 vit bonde · a1 vit torn · c1 vit löpare · d1 vit drottning · e1 vit kung · f1 vit löpare · h1 vit torn | a8 svart torn · b8 svart springare · c8 svart löpare · d8 svart drottning · e8 svart kung · h8 svart torn · a7 svart bonde · b7 svart bonde · c7 svart bonde · e7 svart bonde · f7 svart bonde · g7 svart löpare · h7 svart bonde · d6 svart bonde · f6 svart springare · g6 svart bonde · c4 vit bonde · d4 vit bonde · e4 vit bonde · c3 vit springare · f3 vit springare · a2 vit bonde · b2 vit bonde · f2 vit bonde · g2 vit bonde · h2 vit bonde · a1 vit torn · c1 vit löpare · d1 vit drottning · e1 vit kung · f1 vit löpare · h1 vit torn | a8 svart torn · b8 svart springare · c8 svart löpare · d8 svart drottning · e8 svart kung · h8 svart torn · a7 svart bonde · b7 svart bonde · c7 svart bonde · e7 svart bonde · f7 svart bonde · g7 svart löpare · h7 svart bonde · d6 svart bonde · f6 svart springare · g6 svart bonde · c4 vit bonde · d4 vit bonde · e4 vit bonde · c3 vit springare · f3 vit springare · a2 vit bonde · b2 vit bonde · f2 vit bonde · g2 vit bonde · h2 vit bonde · a1 vit torn · c1 vit löpare · d1 vit drottning · e1 vit kung · f1 vit löpare · h1 vit torn | a8 svart torn · b8 svart springare · c8 svart löpare · d8 svart drottning · e8 svart kung · h8 svart torn · a7 svart bonde · b7 svart bonde · c7 svart bonde · e7 svart bonde · f7 svart bonde · g7 svart löpare · h7 svart bonde · d6 svart bonde · f6 svart springare · g6 svart bonde · c4 vit bonde · d4 vit bonde · e4 vit bonde · c3 vit springare · f3 vit springare · a2 vit bonde · b2 vit bonde · f2 vit bonde · g2 vit bonde · h2 vit bonde · a1 vit torn · c1 vit löpare · d1 vit drottning · e1 vit kung · f1 vit löpare · h1 vit torn | a8 svart torn · b8 svart springare · c8 svart löpare · d8 svart drottning · e8 svart kung · h8 svart torn · a7 svart bonde · b7 svart bonde · c7 svart bonde · e7 svart bonde · f7 svart bonde · g7 svart löpare · h7 svart bonde · d6 svart bonde · f6 svart springare · g6 svart bonde · c4 vit bonde · d4 vit bonde · e4 vit bonde · c3 vit springare · f3 vit springare · a2 vit bonde · b2 vit bonde · f2 vit bonde · g2 vit bonde · h2 vit bonde · a1 vit torn · c1 vit löpare · d1 vit drottning · e1 vit kung · f1 vit löpare · h1 vit torn | a8 svart torn · b8 svart springare · c8 svart löpare · d8 svart drottning · e8 svart kung · h8 svart torn · a7 svart bonde · b7 svart bonde · c7 svart bonde · e7 svart bonde · f7 svart bonde · g7 svart löpare · h7 svart bonde · d6 svart bonde · f6 svart springare · g6 svart bonde · c4 vit bonde · d4 vit bonde · e4 vit bonde · c3 vit springare · f3 vit springare · a2 vit bonde · b2 vit bonde · f2 vit bonde · g2 vit bonde · h2 vit bonde · a1 vit torn · c1 vit löpare · d1 vit drottning · e1 vit kung · f1 vit löpare · h1 vit torn | a8 svart torn · b8 svart springare · c8 svart löpare · d8 svart drottning · e8 svart kung · h8 svart torn · a7 svart bonde · b7 svart bonde · c7 svart bonde · e7 svart bonde · f7 svart bonde · g7 svart löpare · h7 svart bonde · d6 svart bonde · f6 svart springare · g6 svart bonde · c4 vit bonde · d4 vit bonde · e4 vit bonde · c3 vit springare · f3 vit springare · a2 vit bonde · b2 vit bonde · f2 vit bonde · g2 vit bonde · h2 vit bonde · a1 vit torn · c1 vit löpare · d1 vit drottning · e1 vit kung · f1 vit löpare · h1 vit torn | a8 svart torn · b8 svart springare · c8 svart löpare · d8 svart drottning · e8 svart kung · h8 svart torn · a7 svart bonde · b7 svart bonde · c7 svart bonde · e7 svart bonde · f7 svart bonde · g7 svart löpare · h7 svart bonde · d6 svart bonde · f6 svart springare · g6 svart bonde · c4 vit bonde · d4 vit bonde · e4 vit bonde · c3 vit springare · f3 vit springare · a2 vit bonde · b2 vit bonde · f2 vit bonde · g2 vit bonde · h2 vit bonde · a1 vit torn · c1 vit löpare · d1 vit drottning · e1 vit kung · f1 vit löpare · h1 vit torn | 5 |
| 4 | a8 svart torn · b8 svart springare · c8 svart löpare · d8 svart drottning · e8 svart kung · h8 svart torn · a7 svart bonde · b7 svart bonde · c7 svart bonde · e7 svart bonde · f7 svart bonde · g7 svart löpare · h7 svart bonde · d6 svart bonde · f6 svart springare · g6 svart bonde · c4 vit bonde · d4 vit bonde · e4 vit bonde · c3 vit springare · f3 vit springare · a2 vit bonde · b2 vit bonde · f2 vit bonde · g2 vit bonde · h2 vit bonde · a1 vit torn · c1 vit löpare · d1 vit drottning · e1 vit kung · f1 vit löpare · h1 vit torn | a8 svart torn · b8 svart springare · c8 svart löpare · d8 svart drottning · e8 svart kung · h8 svart torn · a7 svart bonde · b7 svart bonde · c7 svart bonde · e7 svart bonde · f7 svart bonde · g7 svart löpare · h7 svart bonde · d6 svart bonde · f6 svart springare · g6 svart bonde · c4 vit bonde · d4 vit bonde · e4 vit bonde · c3 vit springare · f3 vit springare · a2 vit bonde · b2 vit bonde · f2 vit bonde · g2 vit bonde · h2 vit bonde · a1 vit torn · c1 vit löpare · d1 vit drottning · e1 vit kung · f1 vit löpare · h1 vit torn | a8 svart torn · b8 svart springare · c8 svart löpare · d8 svart drottning · e8 svart kung · h8 svart torn · a7 svart bonde · b7 svart bonde · c7 svart bonde · e7 svart bonde · f7 svart bonde · g7 svart löpare · h7 svart bonde · d6 svart bonde · f6 svart springare · g6 svart bonde · c4 vit bonde · d4 vit bonde · e4 vit bonde · c3 vit springare · f3 vit springare · a2 vit bonde · b2 vit bonde · f2 vit bonde · g2 vit bonde · h2 vit bonde · a1 vit torn · c1 vit löpare · d1 vit drottning · e1 vit kung · f1 vit löpare · h1 vit torn | a8 svart torn · b8 svart springare · c8 svart löpare · d8 svart drottning · e8 svart kung · h8 svart torn · a7 svart bonde · b7 svart bonde · c7 svart bonde · e7 svart bonde · f7 svart bonde · g7 svart löpare · h7 svart bonde · d6 svart bonde · f6 svart springare · g6 svart bonde · c4 vit bonde · d4 vit bonde · e4 vit bonde · c3 vit springare · f3 vit springare · a2 vit bonde · b2 vit bonde · f2 vit bonde · g2 vit bonde · h2 vit bonde · a1 vit torn · c1 vit löpare · d1 vit drottning · e1 vit kung · f1 vit löpare · h1 vit torn | a8 svart torn · b8 svart springare · c8 svart löpare · d8 svart drottning · e8 svart kung · h8 svart torn · a7 svart bonde · b7 svart bonde · c7 svart bonde · e7 svart bonde · f7 svart bonde · g7 svart löpare · h7 svart bonde · d6 svart bonde · f6 svart springare · g6 svart bonde · c4 vit bonde · d4 vit bonde · e4 vit bonde · c3 vit springare · f3 vit springare · a2 vit bonde · b2 vit bonde · f2 vit bonde · g2 vit bonde · h2 vit bonde · a1 vit torn · c1 vit löpare · d1 vit drottning · e1 vit kung · f1 vit löpare · h1 vit torn | a8 svart torn · b8 svart springare · c8 svart löpare · d8 svart drottning · e8 svart kung · h8 svart torn · a7 svart bonde · b7 svart bonde · c7 svart bonde · e7 svart bonde · f7 svart bonde · g7 svart löpare · h7 svart bonde · d6 svart bonde · f6 svart springare · g6 svart bonde · c4 vit bonde · d4 vit bonde · e4 vit bonde · c3 vit springare · f3 vit springare · a2 vit bonde · b2 vit bonde · f2 vit bonde · g2 vit bonde · h2 vit bonde · a1 vit torn · c1 vit löpare · d1 vit drottning · e1 vit kung · f1 vit löpare · h1 vit torn | a8 svart torn · b8 svart springare · c8 svart löpare · d8 svart drottning · e8 svart kung · h8 svart torn · a7 svart bonde · b7 svart bonde · c7 svart bonde · e7 svart bonde · f7 svart bonde · g7 svart löpare · h7 svart bonde · d6 svart bonde · f6 svart springare · g6 svart bonde · c4 vit bonde · d4 vit bonde · e4 vit bonde · c3 vit springare · f3 vit springare · a2 vit bonde · b2 vit bonde · f2 vit bonde · g2 vit bonde · h2 vit bonde · a1 vit torn · c1 vit löpare · d1 vit drottning · e1 vit kung · f1 vit löpare · h1 vit torn | a8 svart torn · b8 svart springare · c8 svart löpare · d8 svart drottning · e8 svart kung · h8 svart torn · a7 svart bonde · b7 svart bonde · c7 svart bonde · e7 svart bonde · f7 svart bonde · g7 svart löpare · h7 svart bonde · d6 svart bonde · f6 svart springare · g6 svart bonde · c4 vit bonde · d4 vit bonde · e4 vit bonde · c3 vit springare · f3 vit springare · a2 vit bonde · b2 vit bonde · f2 vit bonde · g2 vit bonde · h2 vit bonde · a1 vit torn · c1 vit löpare · d1 vit drottning · e1 vit kung · f1 vit löpare · h1 vit torn | 4 |
| 3 | a8 svart torn · b8 svart springare · c8 svart löpare · d8 svart drottning · e8 svart kung · h8 svart torn · a7 svart bonde · b7 svart bonde · c7 svart bonde · e7 svart bonde · f7 svart bonde · g7 svart löpare · h7 svart bonde · d6 svart bonde · f6 svart springare · g6 svart bonde · c4 vit bonde · d4 vit bonde · e4 vit bonde · c3 vit springare · f3 vit springare · a2 vit bonde · b2 vit bonde · f2 vit bonde · g2 vit bonde · h2 vit bonde · a1 vit torn · c1 vit löpare · d1 vit drottning · e1 vit kung · f1 vit löpare · h1 vit torn | a8 svart torn · b8 svart springare · c8 svart löpare · d8 svart drottning · e8 svart kung · h8 svart torn · a7 svart bonde · b7 svart bonde · c7 svart bonde · e7 svart bonde · f7 svart bonde · g7 svart löpare · h7 svart bonde · d6 svart bonde · f6 svart springare · g6 svart bonde · c4 vit bonde · d4 vit bonde · e4 vit bonde · c3 vit springare · f3 vit springare · a2 vit bonde · b2 vit bonde · f2 vit bonde · g2 vit bonde · h2 vit bonde · a1 vit torn · c1 vit löpare · d1 vit drottning · e1 vit kung · f1 vit löpare · h1 vit torn | a8 svart torn · b8 svart springare · c8 svart löpare · d8 svart drottning · e8 svart kung · h8 svart torn · a7 svart bonde · b7 svart bonde · c7 svart bonde · e7 svart bonde · f7 svart bonde · g7 svart löpare · h7 svart bonde · d6 svart bonde · f6 svart springare · g6 svart bonde · c4 vit bonde · d4 vit bonde · e4 vit bonde · c3 vit springare · f3 vit springare · a2 vit bonde · b2 vit bonde · f2 vit bonde · g2 vit bonde · h2 vit bonde · a1 vit torn · c1 vit löpare · d1 vit drottning · e1 vit kung · f1 vit löpare · h1 vit torn | a8 svart torn · b8 svart springare · c8 svart löpare · d8 svart drottning · e8 svart kung · h8 svart torn · a7 svart bonde · b7 svart bonde · c7 svart bonde · e7 svart bonde · f7 svart bonde · g7 svart löpare · h7 svart bonde · d6 svart bonde · f6 svart springare · g6 svart bonde · c4 vit bonde · d4 vit bonde · e4 vit bonde · c3 vit springare · f3 vit springare · a2 vit bonde · b2 vit bonde · f2 vit bonde · g2 vit bonde · h2 vit bonde · a1 vit torn · c1 vit löpare · d1 vit drottning · e1 vit kung · f1 vit löpare · h1 vit torn | a8 svart torn · b8 svart springare · c8 svart löpare · d8 svart drottning · e8 svart kung · h8 svart torn · a7 svart bonde · b7 svart bonde · c7 svart bonde · e7 svart bonde · f7 svart bonde · g7 svart löpare · h7 svart bonde · d6 svart bonde · f6 svart springare · g6 svart bonde · c4 vit bonde · d4 vit bonde · e4 vit bonde · c3 vit springare · f3 vit springare · a2 vit bonde · b2 vit bonde · f2 vit bonde · g2 vit bonde · h2 vit bonde · a1 vit torn · c1 vit löpare · d1 vit drottning · e1 vit kung · f1 vit löpare · h1 vit torn | a8 svart torn · b8 svart springare · c8 svart löpare · d8 svart drottning · e8 svart kung · h8 svart torn · a7 svart bonde · b7 svart bonde · c7 svart bonde · e7 svart bonde · f7 svart bonde · g7 svart löpare · h7 svart bonde · d6 svart bonde · f6 svart springare · g6 svart bonde · c4 vit bonde · d4 vit bonde · e4 vit bonde · c3 vit springare · f3 vit springare · a2 vit bonde · b2 vit bonde · f2 vit bonde · g2 vit bonde · h2 vit bonde · a1 vit torn · c1 vit löpare · d1 vit drottning · e1 vit kung · f1 vit löpare · h1 vit torn | a8 svart torn · b8 svart springare · c8 svart löpare · d8 svart drottning · e8 svart kung · h8 svart torn · a7 svart bonde · b7 svart bonde · c7 svart bonde · e7 svart bonde · f7 svart bonde · g7 svart löpare · h7 svart bonde · d6 svart bonde · f6 svart springare · g6 svart bonde · c4 vit bonde · d4 vit bonde · e4 vit bonde · c3 vit springare · f3 vit springare · a2 vit bonde · b2 vit bonde · f2 vit bonde · g2 vit bonde · h2 vit bonde · a1 vit torn · c1 vit löpare · d1 vit drottning · e1 vit kung · f1 vit löpare · h1 vit torn | a8 svart torn · b8 svart springare · c8 svart löpare · d8 svart drottning · e8 svart kung · h8 svart torn · a7 svart bonde · b7 svart bonde · c7 svart bonde · e7 svart bonde · f7 svart bonde · g7 svart löpare · h7 svart bonde · d6 svart bonde · f6 svart springare · g6 svart bonde · c4 vit bonde · d4 vit bonde · e4 vit bonde · c3 vit springare · f3 vit springare · a2 vit bonde · b2 vit bonde · f2 vit bonde · g2 vit bonde · h2 vit bonde · a1 vit torn · c1 vit löpare · d1 vit drottning · e1 vit kung · f1 vit löpare · h1 vit torn | 3 |
| 2 | a8 svart torn · b8 svart springare · c8 svart löpare · d8 svart drottning · e8 svart kung · h8 svart torn · a7 svart bonde · b7 svart bonde · c7 svart bonde · e7 svart bonde · f7 svart bonde · g7 svart löpare · h7 svart bonde · d6 svart bonde · f6 svart springare · g6 svart bonde · c4 vit bonde · d4 vit bonde · e4 vit bonde · c3 vit springare · f3 vit springare · a2 vit bonde · b2 vit bonde · f2 vit bonde · g2 vit bonde · h2 vit bonde · a1 vit torn · c1 vit löpare · d1 vit drottning · e1 vit kung · f1 vit löpare · h1 vit torn | a8 svart torn · b8 svart springare · c8 svart löpare · d8 svart drottning · e8 svart kung · h8 svart torn · a7 svart bonde · b7 svart bonde · c7 svart bonde · e7 svart bonde · f7 svart bonde · g7 svart löpare · h7 svart bonde · d6 svart bonde · f6 svart springare · g6 svart bonde · c4 vit bonde · d4 vit bonde · e4 vit bonde · c3 vit springare · f3 vit springare · a2 vit bonde · b2 vit bonde · f2 vit bonde · g2 vit bonde · h2 vit bonde · a1 vit torn · c1 vit löpare · d1 vit drottning · e1 vit kung · f1 vit löpare · h1 vit torn | a8 svart torn · b8 svart springare · c8 svart löpare · d8 svart drottning · e8 svart kung · h8 svart torn · a7 svart bonde · b7 svart bonde · c7 svart bonde · e7 svart bonde · f7 svart bonde · g7 svart löpare · h7 svart bonde · d6 svart bonde · f6 svart springare · g6 svart bonde · c4 vit bonde · d4 vit bonde · e4 vit bonde · c3 vit springare · f3 vit springare · a2 vit bonde · b2 vit bonde · f2 vit bonde · g2 vit bonde · h2 vit bonde · a1 vit torn · c1 vit löpare · d1 vit drottning · e1 vit kung · f1 vit löpare · h1 vit torn | a8 svart torn · b8 svart springare · c8 svart löpare · d8 svart drottning · e8 svart kung · h8 svart torn · a7 svart bonde · b7 svart bonde · c7 svart bonde · e7 svart bonde · f7 svart bonde · g7 svart löpare · h7 svart bonde · d6 svart bonde · f6 svart springare · g6 svart bonde · c4 vit bonde · d4 vit bonde · e4 vit bonde · c3 vit springare · f3 vit springare · a2 vit bonde · b2 vit bonde · f2 vit bonde · g2 vit bonde · h2 vit bonde · a1 vit torn · c1 vit löpare · d1 vit drottning · e1 vit kung · f1 vit löpare · h1 vit torn | a8 svart torn · b8 svart springare · c8 svart löpare · d8 svart drottning · e8 svart kung · h8 svart torn · a7 svart bonde · b7 svart bonde · c7 svart bonde · e7 svart bonde · f7 svart bonde · g7 svart löpare · h7 svart bonde · d6 svart bonde · f6 svart springare · g6 svart bonde · c4 vit bonde · d4 vit bonde · e4 vit bonde · c3 vit springare · f3 vit springare · a2 vit bonde · b2 vit bonde · f2 vit bonde · g2 vit bonde · h2 vit bonde · a1 vit torn · c1 vit löpare · d1 vit drottning · e1 vit kung · f1 vit löpare · h1 vit torn | a8 svart torn · b8 svart springare · c8 svart löpare · d8 svart drottning · e8 svart kung · h8 svart torn · a7 svart bonde · b7 svart bonde · c7 svart bonde · e7 svart bonde · f7 svart bonde · g7 svart löpare · h7 svart bonde · d6 svart bonde · f6 svart springare · g6 svart bonde · c4 vit bonde · d4 vit bonde · e4 vit bonde · c3 vit springare · f3 vit springare · a2 vit bonde · b2 vit bonde · f2 vit bonde · g2 vit bonde · h2 vit bonde · a1 vit torn · c1 vit löpare · d1 vit drottning · e1 vit kung · f1 vit löpare · h1 vit torn | a8 svart torn · b8 svart springare · c8 svart löpare · d8 svart drottning · e8 svart kung · h8 svart torn · a7 svart bonde · b7 svart bonde · c7 svart bonde · e7 svart bonde · f7 svart bonde · g7 svart löpare · h7 svart bonde · d6 svart bonde · f6 svart springare · g6 svart bonde · c4 vit bonde · d4 vit bonde · e4 vit bonde · c3 vit springare · f3 vit springare · a2 vit bonde · b2 vit bonde · f2 vit bonde · g2 vit bonde · h2 vit bonde · a1 vit torn · c1 vit löpare · d1 vit drottning · e1 vit kung · f1 vit löpare · h1 vit torn | a8 svart torn · b8 svart springare · c8 svart löpare · d8 svart drottning · e8 svart kung · h8 svart torn · a7 svart bonde · b7 svart bonde · c7 svart bonde · e7 svart bonde · f7 svart bonde · g7 svart löpare · h7 svart bonde · d6 svart bonde · f6 svart springare · g6 svart bonde · c4 vit bonde · d4 vit bonde · e4 vit bonde · c3 vit springare · f3 vit springare · a2 vit bonde · b2 vit bonde · f2 vit bonde · g2 vit bonde · h2 vit bonde · a1 vit torn · c1 vit löpare · d1 vit drottning · e1 vit kung · f1 vit löpare · h1 vit torn | 2 |
| 1 | a8 svart torn · b8 svart springare · c8 svart löpare · d8 svart drottning · e8 svart kung · h8 svart torn · a7 svart bonde · b7 svart bonde · c7 svart bonde · e7 svart bonde · f7 svart bonde · g7 svart löpare · h7 svart bonde · d6 svart bonde · f6 svart springare · g6 svart bonde · c4 vit bonde · d4 vit bonde · e4 vit bonde · c3 vit springare · f3 vit springare · a2 vit bonde · b2 vit bonde · f2 vit bonde · g2 vit bonde · h2 vit bonde · a1 vit torn · c1 vit löpare · d1 vit drottning · e1 vit kung · f1 vit löpare · h1 vit torn | a8 svart torn · b8 svart springare · c8 svart löpare · d8 svart drottning · e8 svart kung · h8 svart torn · a7 svart bonde · b7 svart bonde · c7 svart bonde · e7 svart bonde · f7 svart bonde · g7 svart löpare · h7 svart bonde · d6 svart bonde · f6 svart springare · g6 svart bonde · c4 vit bonde · d4 vit bonde · e4 vit bonde · c3 vit springare · f3 vit springare · a2 vit bonde · b2 vit bonde · f2 vit bonde · g2 vit bonde · h2 vit bonde · a1 vit torn · c1 vit löpare · d1 vit drottning · e1 vit kung · f1 vit löpare · h1 vit torn | a8 svart torn · b8 svart springare · c8 svart löpare · d8 svart drottning · e8 svart kung · h8 svart torn · a7 svart bonde · b7 svart bonde · c7 svart bonde · e7 svart bonde · f7 svart bonde · g7 svart löpare · h7 svart bonde · d6 svart bonde · f6 svart springare · g6 svart bonde · c4 vit bonde · d4 vit bonde · e4 vit bonde · c3 vit springare · f3 vit springare · a2 vit bonde · b2 vit bonde · f2 vit bonde · g2 vit bonde · h2 vit bonde · a1 vit torn · c1 vit löpare · d1 vit drottning · e1 vit kung · f1 vit löpare · h1 vit torn | a8 svart torn · b8 svart springare · c8 svart löpare · d8 svart drottning · e8 svart kung · h8 svart torn · a7 svart bonde · b7 svart bonde · c7 svart bonde · e7 svart bonde · f7 svart bonde · g7 svart löpare · h7 svart bonde · d6 svart bonde · f6 svart springare · g6 svart bonde · c4 vit bonde · d4 vit bonde · e4 vit bonde · c3 vit springare · f3 vit springare · a2 vit bonde · b2 vit bonde · f2 vit bonde · g2 vit bonde · h2 vit bonde · a1 vit torn · c1 vit löpare · d1 vit drottning · e1 vit kung · f1 vit löpare · h1 vit torn | a8 svart torn · b8 svart springare · c8 svart löpare · d8 svart drottning · e8 svart kung · h8 svart torn · a7 svart bonde · b7 svart bonde · c7 svart bonde · e7 svart bonde · f7 svart bonde · g7 svart löpare · h7 svart bonde · d6 svart bonde · f6 svart springare · g6 svart bonde · c4 vit bonde · d4 vit bonde · e4 vit bonde · c3 vit springare · f3 vit springare · a2 vit bonde · b2 vit bonde · f2 vit bonde · g2 vit bonde · h2 vit bonde · a1 vit torn · c1 vit löpare · d1 vit drottning · e1 vit kung · f1 vit löpare · h1 vit torn | a8 svart torn · b8 svart springare · c8 svart löpare · d8 svart drottning · e8 svart kung · h8 svart torn · a7 svart bonde · b7 svart bonde · c7 svart bonde · e7 svart bonde · f7 svart bonde · g7 svart löpare · h7 svart bonde · d6 svart bonde · f6 svart springare · g6 svart bonde · c4 vit bonde · d4 vit bonde · e4 vit bonde · c3 vit springare · f3 vit springare · a2 vit bonde · b2 vit bonde · f2 vit bonde · g2 vit bonde · h2 vit bonde · a1 vit torn · c1 vit löpare · d1 vit drottning · e1 vit kung · f1 vit löpare · h1 vit torn | a8 svart torn · b8 svart springare · c8 svart löpare · d8 svart drottning · e8 svart kung · h8 svart torn · a7 svart bonde · b7 svart bonde · c7 svart bonde · e7 svart bonde · f7 svart bonde · g7 svart löpare · h7 svart bonde · d6 svart bonde · f6 svart springare · g6 svart bonde · c4 vit bonde · d4 vit bonde · e4 vit bonde · c3 vit springare · f3 vit springare · a2 vit bonde · b2 vit bonde · f2 vit bonde · g2 vit bonde · h2 vit bonde · a1 vit torn · c1 vit löpare · d1 vit drottning · e1 vit kung · f1 vit löpare · h1 vit torn | a8 svart torn · b8 svart springare · c8 svart löpare · d8 svart drottning · e8 svart kung · h8 svart torn · a7 svart bonde · b7 svart bonde · c7 svart bonde · e7 svart bonde · f7 svart bonde · g7 svart löpare · h7 svart bonde · d6 svart bonde · f6 svart springare · g6 svart bonde · c4 vit bonde · d4 vit bonde · e4 vit bonde · c3 vit springare · f3 vit springare · a2 vit bonde · b2 vit bonde · f2 vit bonde · g2 vit bonde · h2 vit bonde · a1 vit torn · c1 vit löpare · d1 vit drottning · e1 vit kung · f1 vit löpare · h1 vit torn | 1 |
|   | a | b | c | d | e | f | g | h |   |

|   | a | b | c | d | e | f | g | h |   |
| 8 | a8 svart torn · b8 svart springare · c8 svart löpare · d8 svart drottning · e8 svart kung · f8 svart löpare · h8 svart torn · a7 svart bonde · b7 svart bonde · c7 svart bonde · e7 svart bonde · f7 svart bonde · g7 svart bonde · h7 svart bonde · d6 svart bonde · d5 svart springare · e5 vit bonde · d4 vit bonde · f3 vit springare · a2 vit bonde · b2 vit bonde · c2 vit bonde · f2 vit bonde · g2 vit bonde · h2 vit bonde · a1 vit torn · b1 vit springare · c1 vit löpare · d1 vit drottning · e1 vit kung · f1 vit löpare · h1 vit torn | a8 svart torn · b8 svart springare · c8 svart löpare · d8 svart drottning · e8 svart kung · f8 svart löpare · h8 svart torn · a7 svart bonde · b7 svart bonde · c7 svart bonde · e7 svart bonde · f7 svart bonde · g7 svart bonde · h7 svart bonde · d6 svart bonde · d5 svart springare · e5 vit bonde · d4 vit bonde · f3 vit springare · a2 vit bonde · b2 vit bonde · c2 vit bonde · f2 vit bonde · g2 vit bonde · h2 vit bonde · a1 vit torn · b1 vit springare · c1 vit löpare · d1 vit drottning · e1 vit kung · f1 vit löpare · h1 vit torn | a8 svart torn · b8 svart springare · c8 svart löpare · d8 svart drottning · e8 svart kung · f8 svart löpare · h8 svart torn · a7 svart bonde · b7 svart bonde · c7 svart bonde · e7 svart bonde · f7 svart bonde · g7 svart bonde · h7 svart bonde · d6 svart bonde · d5 svart springare · e5 vit bonde · d4 vit bonde · f3 vit springare · a2 vit bonde · b2 vit bonde · c2 vit bonde · f2 vit bonde · g2 vit bonde · h2 vit bonde · a1 vit torn · b1 vit springare · c1 vit löpare · d1 vit drottning · e1 vit kung · f1 vit löpare · h1 vit torn | a8 svart torn · b8 svart springare · c8 svart löpare · d8 svart drottning · e8 svart kung · f8 svart löpare · h8 svart torn · a7 svart bonde · b7 svart bonde · c7 svart bonde · e7 svart bonde · f7 svart bonde · g7 svart bonde · h7 svart bonde · d6 svart bonde · d5 svart springare · e5 vit bonde · d4 vit bonde · f3 vit springare · a2 vit bonde · b2 vit bonde · c2 vit bonde · f2 vit bonde · g2 vit bonde · h2 vit bonde · a1 vit torn · b1 vit springare · c1 vit löpare · d1 vit drottning · e1 vit kung · f1 vit löpare · h1 vit torn | a8 svart torn · b8 svart springare · c8 svart löpare · d8 svart drottning · e8 svart kung · f8 svart löpare · h8 svart torn · a7 svart bonde · b7 svart bonde · c7 svart bonde · e7 svart bonde · f7 svart bonde · g7 svart bonde · h7 svart bonde · d6 svart bonde · d5 svart springare · e5 vit bonde · d4 vit bonde · f3 vit springare · a2 vit bonde · b2 vit bonde · c2 vit bonde · f2 vit bonde · g2 vit bonde · h2 vit bonde · a1 vit torn · b1 vit springare · c1 vit löpare · d1 vit drottning · e1 vit kung · f1 vit löpare · h1 vit torn | a8 svart torn · b8 svart springare · c8 svart löpare · d8 svart drottning · e8 svart kung · f8 svart löpare · h8 svart torn · a7 svart bonde · b7 svart bonde · c7 svart bonde · e7 svart bonde · f7 svart bonde · g7 svart bonde · h7 svart bonde · d6 svart bonde · d5 svart springare · e5 vit bonde · d4 vit bonde · f3 vit springare · a2 vit bonde · b2 vit bonde · c2 vit bonde · f2 vit bonde · g2 vit bonde · h2 vit bonde · a1 vit torn · b1 vit springare · c1 vit löpare · d1 vit drottning · e1 vit kung · f1 vit löpare · h1 vit torn | a8 svart torn · b8 svart springare · c8 svart löpare · d8 svart drottning · e8 svart kung · f8 svart löpare · h8 svart torn · a7 svart bonde · b7 svart bonde · c7 svart bonde · e7 svart bonde · f7 svart bonde · g7 svart bonde · h7 svart bonde · d6 svart bonde · d5 svart springare · e5 vit bonde · d4 vit bonde · f3 vit springare · a2 vit bonde · b2 vit bonde · c2 vit bonde · f2 vit bonde · g2 vit bonde · h2 vit bonde · a1 vit torn · b1 vit springare · c1 vit löpare · d1 vit drottning · e1 vit kung · f1 vit löpare · h1 vit torn | a8 svart torn · b8 svart springare · c8 svart löpare · d8 svart drottning · e8 svart kung · f8 svart löpare · h8 svart torn · a7 svart bonde · b7 svart bonde · c7 svart bonde · e7 svart bonde · f7 svart bonde · g7 svart bonde · h7 svart bonde · d6 svart bonde · d5 svart springare · e5 vit bonde · d4 vit bonde · f3 vit springare · a2 vit bonde · b2 vit bonde · c2 vit bonde · f2 vit bonde · g2 vit bonde · h2 vit bonde · a1 vit torn · b1 vit springare · c1 vit löpare · d1 vit drottning · e1 vit kung · f1 vit löpare · h1 vit torn | 8 |
| 7 | a8 svart torn · b8 svart springare · c8 svart löpare · d8 svart drottning · e8 svart kung · f8 svart löpare · h8 svart torn · a7 svart bonde · b7 svart bonde · c7 svart bonde · e7 svart bonde · f7 svart bonde · g7 svart bonde · h7 svart bonde · d6 svart bonde · d5 svart springare · e5 vit bonde · d4 vit bonde · f3 vit springare · a2 vit bonde · b2 vit bonde · c2 vit bonde · f2 vit bonde · g2 vit bonde · h2 vit bonde · a1 vit torn · b1 vit springare · c1 vit löpare · d1 vit drottning · e1 vit kung · f1 vit löpare · h1 vit torn | a8 svart torn · b8 svart springare · c8 svart löpare · d8 svart drottning · e8 svart kung · f8 svart löpare · h8 svart torn · a7 svart bonde · b7 svart bonde · c7 svart bonde · e7 svart bonde · f7 svart bonde · g7 svart bonde · h7 svart bonde · d6 svart bonde · d5 svart springare · e5 vit bonde · d4 vit bonde · f3 vit springare · a2 vit bonde · b2 vit bonde · c2 vit bonde · f2 vit bonde · g2 vit bonde · h2 vit bonde · a1 vit torn · b1 vit springare · c1 vit löpare · d1 vit drottning · e1 vit kung · f1 vit löpare · h1 vit torn | a8 svart torn · b8 svart springare · c8 svart löpare · d8 svart drottning · e8 svart kung · f8 svart löpare · h8 svart torn · a7 svart bonde · b7 svart bonde · c7 svart bonde · e7 svart bonde · f7 svart bonde · g7 svart bonde · h7 svart bonde · d6 svart bonde · d5 svart springare · e5 vit bonde · d4 vit bonde · f3 vit springare · a2 vit bonde · b2 vit bonde · c2 vit bonde · f2 vit bonde · g2 vit bonde · h2 vit bonde · a1 vit torn · b1 vit springare · c1 vit löpare · d1 vit drottning · e1 vit kung · f1 vit löpare · h1 vit torn | a8 svart torn · b8 svart springare · c8 svart löpare · d8 svart drottning · e8 svart kung · f8 svart löpare · h8 svart torn · a7 svart bonde · b7 svart bonde · c7 svart bonde · e7 svart bonde · f7 svart bonde · g7 svart bonde · h7 svart bonde · d6 svart bonde · d5 svart springare · e5 vit bonde · d4 vit bonde · f3 vit springare · a2 vit bonde · b2 vit bonde · c2 vit bonde · f2 vit bonde · g2 vit bonde · h2 vit bonde · a1 vit torn · b1 vit springare · c1 vit löpare · d1 vit drottning · e1 vit kung · f1 vit löpare · h1 vit torn | a8 svart torn · b8 svart springare · c8 svart löpare · d8 svart drottning · e8 svart kung · f8 svart löpare · h8 svart torn · a7 svart bonde · b7 svart bonde · c7 svart bonde · e7 svart bonde · f7 svart bonde · g7 svart bonde · h7 svart bonde · d6 svart bonde · d5 svart springare · e5 vit bonde · d4 vit bonde · f3 vit springare · a2 vit bonde · b2 vit bonde · c2 vit bonde · f2 vit bonde · g2 vit bonde · h2 vit bonde · a1 vit torn · b1 vit springare · c1 vit löpare · d1 vit drottning · e1 vit kung · f1 vit löpare · h1 vit torn | a8 svart torn · b8 svart springare · c8 svart löpare · d8 svart drottning · e8 svart kung · f8 svart löpare · h8 svart torn · a7 svart bonde · b7 svart bonde · c7 svart bonde · e7 svart bonde · f7 svart bonde · g7 svart bonde · h7 svart bonde · d6 svart bonde · d5 svart springare · e5 vit bonde · d4 vit bonde · f3 vit springare · a2 vit bonde · b2 vit bonde · c2 vit bonde · f2 vit bonde · g2 vit bonde · h2 vit bonde · a1 vit torn · b1 vit springare · c1 vit löpare · d1 vit drottning · e1 vit kung · f1 vit löpare · h1 vit torn | a8 svart torn · b8 svart springare · c8 svart löpare · d8 svart drottning · e8 svart kung · f8 svart löpare · h8 svart torn · a7 svart bonde · b7 svart bonde · c7 svart bonde · e7 svart bonde · f7 svart bonde · g7 svart bonde · h7 svart bonde · d6 svart bonde · d5 svart springare · e5 vit bonde · d4 vit bonde · f3 vit springare · a2 vit bonde · b2 vit bonde · c2 vit bonde · f2 vit bonde · g2 vit bonde · h2 vit bonde · a1 vit torn · b1 vit springare · c1 vit löpare · d1 vit drottning · e1 vit kung · f1 vit löpare · h1 vit torn | a8 svart torn · b8 svart springare · c8 svart löpare · d8 svart drottning · e8 svart kung · f8 svart löpare · h8 svart torn · a7 svart bonde · b7 svart bonde · c7 svart bonde · e7 svart bonde · f7 svart bonde · g7 svart bonde · h7 svart bonde · d6 svart bonde · d5 svart springare · e5 vit bonde · d4 vit bonde · f3 vit springare · a2 vit bonde · b2 vit bonde · c2 vit bonde · f2 vit bonde · g2 vit bonde · h2 vit bonde · a1 vit torn · b1 vit springare · c1 vit löpare · d1 vit drottning · e1 vit kung · f1 vit löpare · h1 vit torn | 7 |
| 6 | a8 svart torn · b8 svart springare · c8 svart löpare · d8 svart drottning · e8 svart kung · f8 svart löpare · h8 svart torn · a7 svart bonde · b7 svart bonde · c7 svart bonde · e7 svart bonde · f7 svart bonde · g7 svart bonde · h7 svart bonde · d6 svart bonde · d5 svart springare · e5 vit bonde · d4 vit bonde · f3 vit springare · a2 vit bonde · b2 vit bonde · c2 vit bonde · f2 vit bonde · g2 vit bonde · h2 vit bonde · a1 vit torn · b1 vit springare · c1 vit löpare · d1 vit drottning · e1 vit kung · f1 vit löpare · h1 vit torn | a8 svart torn · b8 svart springare · c8 svart löpare · d8 svart drottning · e8 svart kung · f8 svart löpare · h8 svart torn · a7 svart bonde · b7 svart bonde · c7 svart bonde · e7 svart bonde · f7 svart bonde · g7 svart bonde · h7 svart bonde · d6 svart bonde · d5 svart springare · e5 vit bonde · d4 vit bonde · f3 vit springare · a2 vit bonde · b2 vit bonde · c2 vit bonde · f2 vit bonde · g2 vit bonde · h2 vit bonde · a1 vit torn · b1 vit springare · c1 vit löpare · d1 vit drottning · e1 vit kung · f1 vit löpare · h1 vit torn | a8 svart torn · b8 svart springare · c8 svart löpare · d8 svart drottning · e8 svart kung · f8 svart löpare · h8 svart torn · a7 svart bonde · b7 svart bonde · c7 svart bonde · e7 svart bonde · f7 svart bonde · g7 svart bonde · h7 svart bonde · d6 svart bonde · d5 svart springare · e5 vit bonde · d4 vit bonde · f3 vit springare · a2 vit bonde · b2 vit bonde · c2 vit bonde · f2 vit bonde · g2 vit bonde · h2 vit bonde · a1 vit torn · b1 vit springare · c1 vit löpare · d1 vit drottning · e1 vit kung · f1 vit löpare · h1 vit torn | a8 svart torn · b8 svart springare · c8 svart löpare · d8 svart drottning · e8 svart kung · f8 svart löpare · h8 svart torn · a7 svart bonde · b7 svart bonde · c7 svart bonde · e7 svart bonde · f7 svart bonde · g7 svart bonde · h7 svart bonde · d6 svart bonde · d5 svart springare · e5 vit bonde · d4 vit bonde · f3 vit springare · a2 vit bonde · b2 vit bonde · c2 vit bonde · f2 vit bonde · g2 vit bonde · h2 vit bonde · a1 vit torn · b1 vit springare · c1 vit löpare · d1 vit drottning · e1 vit kung · f1 vit löpare · h1 vit torn | a8 svart torn · b8 svart springare · c8 svart löpare · d8 svart drottning · e8 svart kung · f8 svart löpare · h8 svart torn · a7 svart bonde · b7 svart bonde · c7 svart bonde · e7 svart bonde · f7 svart bonde · g7 svart bonde · h7 svart bonde · d6 svart bonde · d5 svart springare · e5 vit bonde · d4 vit bonde · f3 vit springare · a2 vit bonde · b2 vit bonde · c2 vit bonde · f2 vit bonde · g2 vit bonde · h2 vit bonde · a1 vit torn · b1 vit springare · c1 vit löpare · d1 vit drottning · e1 vit kung · f1 vit löpare · h1 vit torn | a8 svart torn · b8 svart springare · c8 svart löpare · d8 svart drottning · e8 svart kung · f8 svart löpare · h8 svart torn · a7 svart bonde · b7 svart bonde · c7 svart bonde · e7 svart bonde · f7 svart bonde · g7 svart bonde · h7 svart bonde · d6 svart bonde · d5 svart springare · e5 vit bonde · d4 vit bonde · f3 vit springare · a2 vit bonde · b2 vit bonde · c2 vit bonde · f2 vit bonde · g2 vit bonde · h2 vit bonde · a1 vit torn · b1 vit springare · c1 vit löpare · d1 vit drottning · e1 vit kung · f1 vit löpare · h1 vit torn | a8 svart torn · b8 svart springare · c8 svart löpare · d8 svart drottning · e8 svart kung · f8 svart löpare · h8 svart torn · a7 svart bonde · b7 svart bonde · c7 svart bonde · e7 svart bonde · f7 svart bonde · g7 svart bonde · h7 svart bonde · d6 svart bonde · d5 svart springare · e5 vit bonde · d4 vit bonde · f3 vit springare · a2 vit bonde · b2 vit bonde · c2 vit bonde · f2 vit bonde · g2 vit bonde · h2 vit bonde · a1 vit torn · b1 vit springare · c1 vit löpare · d1 vit drottning · e1 vit kung · f1 vit löpare · h1 vit torn | a8 svart torn · b8 svart springare · c8 svart löpare · d8 svart drottning · e8 svart kung · f8 svart löpare · h8 svart torn · a7 svart bonde · b7 svart bonde · c7 svart bonde · e7 svart bonde · f7 svart bonde · g7 svart bonde · h7 svart bonde · d6 svart bonde · d5 svart springare · e5 vit bonde · d4 vit bonde · f3 vit springare · a2 vit bonde · b2 vit bonde · c2 vit bonde · f2 vit bonde · g2 vit bonde · h2 vit bonde · a1 vit torn · b1 vit springare · c1 vit löpare · d1 vit drottning · e1 vit kung · f1 vit löpare · h1 vit torn | 6 |
| 5 | a8 svart torn · b8 svart springare · c8 svart löpare · d8 svart drottning · e8 svart kung · f8 svart löpare · h8 svart torn · a7 svart bonde · b7 svart bonde · c7 svart bonde · e7 svart bonde · f7 svart bonde · g7 svart bonde · h7 svart bonde · d6 svart bonde · d5 svart springare · e5 vit bonde · d4 vit bonde · f3 vit springare · a2 vit bonde · b2 vit bonde · c2 vit bonde · f2 vit bonde · g2 vit bonde · h2 vit bonde · a1 vit torn · b1 vit springare · c1 vit löpare · d1 vit drottning · e1 vit kung · f1 vit löpare · h1 vit torn | a8 svart torn · b8 svart springare · c8 svart löpare · d8 svart drottning · e8 svart kung · f8 svart löpare · h8 svart torn · a7 svart bonde · b7 svart bonde · c7 svart bonde · e7 svart bonde · f7 svart bonde · g7 svart bonde · h7 svart bonde · d6 svart bonde · d5 svart springare · e5 vit bonde · d4 vit bonde · f3 vit springare · a2 vit bonde · b2 vit bonde · c2 vit bonde · f2 vit bonde · g2 vit bonde · h2 vit bonde · a1 vit torn · b1 vit springare · c1 vit löpare · d1 vit drottning · e1 vit kung · f1 vit löpare · h1 vit torn | a8 svart torn · b8 svart springare · c8 svart löpare · d8 svart drottning · e8 svart kung · f8 svart löpare · h8 svart torn · a7 svart bonde · b7 svart bonde · c7 svart bonde · e7 svart bonde · f7 svart bonde · g7 svart bonde · h7 svart bonde · d6 svart bonde · d5 svart springare · e5 vit bonde · d4 vit bonde · f3 vit springare · a2 vit bonde · b2 vit bonde · c2 vit bonde · f2 vit bonde · g2 vit bonde · h2 vit bonde · a1 vit torn · b1 vit springare · c1 vit löpare · d1 vit drottning · e1 vit kung · f1 vit löpare · h1 vit torn | a8 svart torn · b8 svart springare · c8 svart löpare · d8 svart drottning · e8 svart kung · f8 svart löpare · h8 svart torn · a7 svart bonde · b7 svart bonde · c7 svart bonde · e7 svart bonde · f7 svart bonde · g7 svart bonde · h7 svart bonde · d6 svart bonde · d5 svart springare · e5 vit bonde · d4 vit bonde · f3 vit springare · a2 vit bonde · b2 vit bonde · c2 vit bonde · f2 vit bonde · g2 vit bonde · h2 vit bonde · a1 vit torn · b1 vit springare · c1 vit löpare · d1 vit drottning · e1 vit kung · f1 vit löpare · h1 vit torn | a8 svart torn · b8 svart springare · c8 svart löpare · d8 svart drottning · e8 svart kung · f8 svart löpare · h8 svart torn · a7 svart bonde · b7 svart bonde · c7 svart bonde · e7 svart bonde · f7 svart bonde · g7 svart bonde · h7 svart bonde · d6 svart bonde · d5 svart springare · e5 vit bonde · d4 vit bonde · f3 vit springare · a2 vit bonde · b2 vit bonde · c2 vit bonde · f2 vit bonde · g2 vit bonde · h2 vit bonde · a1 vit torn · b1 vit springare · c1 vit löpare · d1 vit drottning · e1 vit kung · f1 vit löpare · h1 vit torn | a8 svart torn · b8 svart springare · c8 svart löpare · d8 svart drottning · e8 svart kung · f8 svart löpare · h8 svart torn · a7 svart bonde · b7 svart bonde · c7 svart bonde · e7 svart bonde · f7 svart bonde · g7 svart bonde · h7 svart bonde · d6 svart bonde · d5 svart springare · e5 vit bonde · d4 vit bonde · f3 vit springare · a2 vit bonde · b2 vit bonde · c2 vit bonde · f2 vit bonde · g2 vit bonde · h2 vit bonde · a1 vit torn · b1 vit springare · c1 vit löpare · d1 vit drottning · e1 vit kung · f1 vit löpare · h1 vit torn | a8 svart torn · b8 svart springare · c8 svart löpare · d8 svart drottning · e8 svart kung · f8 svart löpare · h8 svart torn · a7 svart bonde · b7 svart bonde · c7 svart bonde · e7 svart bonde · f7 svart bonde · g7 svart bonde · h7 svart bonde · d6 svart bonde · d5 svart springare · e5 vit bonde · d4 vit bonde · f3 vit springare · a2 vit bonde · b2 vit bonde · c2 vit bonde · f2 vit bonde · g2 vit bonde · h2 vit bonde · a1 vit torn · b1 vit springare · c1 vit löpare · d1 vit drottning · e1 vit kung · f1 vit löpare · h1 vit torn | a8 svart torn · b8 svart springare · c8 svart löpare · d8 svart drottning · e8 svart kung · f8 svart löpare · h8 svart torn · a7 svart bonde · b7 svart bonde · c7 svart bonde · e7 svart bonde · f7 svart bonde · g7 svart bonde · h7 svart bonde · d6 svart bonde · d5 svart springare · e5 vit bonde · d4 vit bonde · f3 vit springare · a2 vit bonde · b2 vit bonde · c2 vit bonde · f2 vit bonde · g2 vit bonde · h2 vit bonde · a1 vit torn · b1 vit springare · c1 vit löpare · d1 vit drottning · e1 vit kung · f1 vit löpare · h1 vit torn | 5 |
| 4 | a8 svart torn · b8 svart springare · c8 svart löpare · d8 svart drottning · e8 svart kung · f8 svart löpare · h8 svart torn · a7 svart bonde · b7 svart bonde · c7 svart bonde · e7 svart bonde · f7 svart bonde · g7 svart bonde · h7 svart bonde · d6 svart bonde · d5 svart springare · e5 vit bonde · d4 vit bonde · f3 vit springare · a2 vit bonde · b2 vit bonde · c2 vit bonde · f2 vit bonde · g2 vit bonde · h2 vit bonde · a1 vit torn · b1 vit springare · c1 vit löpare · d1 vit drottning · e1 vit kung · f1 vit löpare · h1 vit torn | a8 svart torn · b8 svart springare · c8 svart löpare · d8 svart drottning · e8 svart kung · f8 svart löpare · h8 svart torn · a7 svart bonde · b7 svart bonde · c7 svart bonde · e7 svart bonde · f7 svart bonde · g7 svart bonde · h7 svart bonde · d6 svart bonde · d5 svart springare · e5 vit bonde · d4 vit bonde · f3 vit springare · a2 vit bonde · b2 vit bonde · c2 vit bonde · f2 vit bonde · g2 vit bonde · h2 vit bonde · a1 vit torn · b1 vit springare · c1 vit löpare · d1 vit drottning · e1 vit kung · f1 vit löpare · h1 vit torn | a8 svart torn · b8 svart springare · c8 svart löpare · d8 svart drottning · e8 svart kung · f8 svart löpare · h8 svart torn · a7 svart bonde · b7 svart bonde · c7 svart bonde · e7 svart bonde · f7 svart bonde · g7 svart bonde · h7 svart bonde · d6 svart bonde · d5 svart springare · e5 vit bonde · d4 vit bonde · f3 vit springare · a2 vit bonde · b2 vit bonde · c2 vit bonde · f2 vit bonde · g2 vit bonde · h2 vit bonde · a1 vit torn · b1 vit springare · c1 vit löpare · d1 vit drottning · e1 vit kung · f1 vit löpare · h1 vit torn | a8 svart torn · b8 svart springare · c8 svart löpare · d8 svart drottning · e8 svart kung · f8 svart löpare · h8 svart torn · a7 svart bonde · b7 svart bonde · c7 svart bonde · e7 svart bonde · f7 svart bonde · g7 svart bonde · h7 svart bonde · d6 svart bonde · d5 svart springare · e5 vit bonde · d4 vit bonde · f3 vit springare · a2 vit bonde · b2 vit bonde · c2 vit bonde · f2 vit bonde · g2 vit bonde · h2 vit bonde · a1 vit torn · b1 vit springare · c1 vit löpare · d1 vit drottning · e1 vit kung · f1 vit löpare · h1 vit torn | a8 svart torn · b8 svart springare · c8 svart löpare · d8 svart drottning · e8 svart kung · f8 svart löpare · h8 svart torn · a7 svart bonde · b7 svart bonde · c7 svart bonde · e7 svart bonde · f7 svart bonde · g7 svart bonde · h7 svart bonde · d6 svart bonde · d5 svart springare · e5 vit bonde · d4 vit bonde · f3 vit springare · a2 vit bonde · b2 vit bonde · c2 vit bonde · f2 vit bonde · g2 vit bonde · h2 vit bonde · a1 vit torn · b1 vit springare · c1 vit löpare · d1 vit drottning · e1 vit kung · f1 vit löpare · h1 vit torn | a8 svart torn · b8 svart springare · c8 svart löpare · d8 svart drottning · e8 svart kung · f8 svart löpare · h8 svart torn · a7 svart bonde · b7 svart bonde · c7 svart bonde · e7 svart bonde · f7 svart bonde · g7 svart bonde · h7 svart bonde · d6 svart bonde · d5 svart springare · e5 vit bonde · d4 vit bonde · f3 vit springare · a2 vit bonde · b2 vit bonde · c2 vit bonde · f2 vit bonde · g2 vit bonde · h2 vit bonde · a1 vit torn · b1 vit springare · c1 vit löpare · d1 vit drottning · e1 vit kung · f1 vit löpare · h1 vit torn | a8 svart torn · b8 svart springare · c8 svart löpare · d8 svart drottning · e8 svart kung · f8 svart löpare · h8 svart torn · a7 svart bonde · b7 svart bonde · c7 svart bonde · e7 svart bonde · f7 svart bonde · g7 svart bonde · h7 svart bonde · d6 svart bonde · d5 svart springare · e5 vit bonde · d4 vit bonde · f3 vit springare · a2 vit bonde · b2 vit bonde · c2 vit bonde · f2 vit bonde · g2 vit bonde · h2 vit bonde · a1 vit torn · b1 vit springare · c1 vit löpare · d1 vit drottning · e1 vit kung · f1 vit löpare · h1 vit torn | a8 svart torn · b8 svart springare · c8 svart löpare · d8 svart drottning · e8 svart kung · f8 svart löpare · h8 svart torn · a7 svart bonde · b7 svart bonde · c7 svart bonde · e7 svart bonde · f7 svart bonde · g7 svart bonde · h7 svart bonde · d6 svart bonde · d5 svart springare · e5 vit bonde · d4 vit bonde · f3 vit springare · a2 vit bonde · b2 vit bonde · c2 vit bonde · f2 vit bonde · g2 vit bonde · h2 vit bonde · a1 vit torn · b1 vit springare · c1 vit löpare · d1 vit drottning · e1 vit kung · f1 vit löpare · h1 vit torn | 4 |
| 3 | a8 svart torn · b8 svart springare · c8 svart löpare · d8 svart drottning · e8 svart kung · f8 svart löpare · h8 svart torn · a7 svart bonde · b7 svart bonde · c7 svart bonde · e7 svart bonde · f7 svart bonde · g7 svart bonde · h7 svart bonde · d6 svart bonde · d5 svart springare · e5 vit bonde · d4 vit bonde · f3 vit springare · a2 vit bonde · b2 vit bonde · c2 vit bonde · f2 vit bonde · g2 vit bonde · h2 vit bonde · a1 vit torn · b1 vit springare · c1 vit löpare · d1 vit drottning · e1 vit kung · f1 vit löpare · h1 vit torn | a8 svart torn · b8 svart springare · c8 svart löpare · d8 svart drottning · e8 svart kung · f8 svart löpare · h8 svart torn · a7 svart bonde · b7 svart bonde · c7 svart bonde · e7 svart bonde · f7 svart bonde · g7 svart bonde · h7 svart bonde · d6 svart bonde · d5 svart springare · e5 vit bonde · d4 vit bonde · f3 vit springare · a2 vit bonde · b2 vit bonde · c2 vit bonde · f2 vit bonde · g2 vit bonde · h2 vit bonde · a1 vit torn · b1 vit springare · c1 vit löpare · d1 vit drottning · e1 vit kung · f1 vit löpare · h1 vit torn | a8 svart torn · b8 svart springare · c8 svart löpare · d8 svart drottning · e8 svart kung · f8 svart löpare · h8 svart torn · a7 svart bonde · b7 svart bonde · c7 svart bonde · e7 svart bonde · f7 svart bonde · g7 svart bonde · h7 svart bonde · d6 svart bonde · d5 svart springare · e5 vit bonde · d4 vit bonde · f3 vit springare · a2 vit bonde · b2 vit bonde · c2 vit bonde · f2 vit bonde · g2 vit bonde · h2 vit bonde · a1 vit torn · b1 vit springare · c1 vit löpare · d1 vit drottning · e1 vit kung · f1 vit löpare · h1 vit torn | a8 svart torn · b8 svart springare · c8 svart löpare · d8 svart drottning · e8 svart kung · f8 svart löpare · h8 svart torn · a7 svart bonde · b7 svart bonde · c7 svart bonde · e7 svart bonde · f7 svart bonde · g7 svart bonde · h7 svart bonde · d6 svart bonde · d5 svart springare · e5 vit bonde · d4 vit bonde · f3 vit springare · a2 vit bonde · b2 vit bonde · c2 vit bonde · f2 vit bonde · g2 vit bonde · h2 vit bonde · a1 vit torn · b1 vit springare · c1 vit löpare · d1 vit drottning · e1 vit kung · f1 vit löpare · h1 vit torn | a8 svart torn · b8 svart springare · c8 svart löpare · d8 svart drottning · e8 svart kung · f8 svart löpare · h8 svart torn · a7 svart bonde · b7 svart bonde · c7 svart bonde · e7 svart bonde · f7 svart bonde · g7 svart bonde · h7 svart bonde · d6 svart bonde · d5 svart springare · e5 vit bonde · d4 vit bonde · f3 vit springare · a2 vit bonde · b2 vit bonde · c2 vit bonde · f2 vit bonde · g2 vit bonde · h2 vit bonde · a1 vit torn · b1 vit springare · c1 vit löpare · d1 vit drottning · e1 vit kung · f1 vit löpare · h1 vit torn | a8 svart torn · b8 svart springare · c8 svart löpare · d8 svart drottning · e8 svart kung · f8 svart löpare · h8 svart torn · a7 svart bonde · b7 svart bonde · c7 svart bonde · e7 svart bonde · f7 svart bonde · g7 svart bonde · h7 svart bonde · d6 svart bonde · d5 svart springare · e5 vit bonde · d4 vit bonde · f3 vit springare · a2 vit bonde · b2 vit bonde · c2 vit bonde · f2 vit bonde · g2 vit bonde · h2 vit bonde · a1 vit torn · b1 vit springare · c1 vit löpare · d1 vit drottning · e1 vit kung · f1 vit löpare · h1 vit torn | a8 svart torn · b8 svart springare · c8 svart löpare · d8 svart drottning · e8 svart kung · f8 svart löpare · h8 svart torn · a7 svart bonde · b7 svart bonde · c7 svart bonde · e7 svart bonde · f7 svart bonde · g7 svart bonde · h7 svart bonde · d6 svart bonde · d5 svart springare · e5 vit bonde · d4 vit bonde · f3 vit springare · a2 vit bonde · b2 vit bonde · c2 vit bonde · f2 vit bonde · g2 vit bonde · h2 vit bonde · a1 vit torn · b1 vit springare · c1 vit löpare · d1 vit drottning · e1 vit kung · f1 vit löpare · h1 vit torn | a8 svart torn · b8 svart springare · c8 svart löpare · d8 svart drottning · e8 svart kung · f8 svart löpare · h8 svart torn · a7 svart bonde · b7 svart bonde · c7 svart bonde · e7 svart bonde · f7 svart bonde · g7 svart bonde · h7 svart bonde · d6 svart bonde · d5 svart springare · e5 vit bonde · d4 vit bonde · f3 vit springare · a2 vit bonde · b2 vit bonde · c2 vit bonde · f2 vit bonde · g2 vit bonde · h2 vit bonde · a1 vit torn · b1 vit springare · c1 vit löpare · d1 vit drottning · e1 vit kung · f1 vit löpare · h1 vit torn | 3 |
| 2 | a8 svart torn · b8 svart springare · c8 svart löpare · d8 svart drottning · e8 svart kung · f8 svart löpare · h8 svart torn · a7 svart bonde · b7 svart bonde · c7 svart bonde · e7 svart bonde · f7 svart bonde · g7 svart bonde · h7 svart bonde · d6 svart bonde · d5 svart springare · e5 vit bonde · d4 vit bonde · f3 vit springare · a2 vit bonde · b2 vit bonde · c2 vit bonde · f2 vit bonde · g2 vit bonde · h2 vit bonde · a1 vit torn · b1 vit springare · c1 vit löpare · d1 vit drottning · e1 vit kung · f1 vit löpare · h1 vit torn | a8 svart torn · b8 svart springare · c8 svart löpare · d8 svart drottning · e8 svart kung · f8 svart löpare · h8 svart torn · a7 svart bonde · b7 svart bonde · c7 svart bonde · e7 svart bonde · f7 svart bonde · g7 svart bonde · h7 svart bonde · d6 svart bonde · d5 svart springare · e5 vit bonde · d4 vit bonde · f3 vit springare · a2 vit bonde · b2 vit bonde · c2 vit bonde · f2 vit bonde · g2 vit bonde · h2 vit bonde · a1 vit torn · b1 vit springare · c1 vit löpare · d1 vit drottning · e1 vit kung · f1 vit löpare · h1 vit torn | a8 svart torn · b8 svart springare · c8 svart löpare · d8 svart drottning · e8 svart kung · f8 svart löpare · h8 svart torn · a7 svart bonde · b7 svart bonde · c7 svart bonde · e7 svart bonde · f7 svart bonde · g7 svart bonde · h7 svart bonde · d6 svart bonde · d5 svart springare · e5 vit bonde · d4 vit bonde · f3 vit springare · a2 vit bonde · b2 vit bonde · c2 vit bonde · f2 vit bonde · g2 vit bonde · h2 vit bonde · a1 vit torn · b1 vit springare · c1 vit löpare · d1 vit drottning · e1 vit kung · f1 vit löpare · h1 vit torn | a8 svart torn · b8 svart springare · c8 svart löpare · d8 svart drottning · e8 svart kung · f8 svart löpare · h8 svart torn · a7 svart bonde · b7 svart bonde · c7 svart bonde · e7 svart bonde · f7 svart bonde · g7 svart bonde · h7 svart bonde · d6 svart bonde · d5 svart springare · e5 vit bonde · d4 vit bonde · f3 vit springare · a2 vit bonde · b2 vit bonde · c2 vit bonde · f2 vit bonde · g2 vit bonde · h2 vit bonde · a1 vit torn · b1 vit springare · c1 vit löpare · d1 vit drottning · e1 vit kung · f1 vit löpare · h1 vit torn | a8 svart torn · b8 svart springare · c8 svart löpare · d8 svart drottning · e8 svart kung · f8 svart löpare · h8 svart torn · a7 svart bonde · b7 svart bonde · c7 svart bonde · e7 svart bonde · f7 svart bonde · g7 svart bonde · h7 svart bonde · d6 svart bonde · d5 svart springare · e5 vit bonde · d4 vit bonde · f3 vit springare · a2 vit bonde · b2 vit bonde · c2 vit bonde · f2 vit bonde · g2 vit bonde · h2 vit bonde · a1 vit torn · b1 vit springare · c1 vit löpare · d1 vit drottning · e1 vit kung · f1 vit löpare · h1 vit torn | a8 svart torn · b8 svart springare · c8 svart löpare · d8 svart drottning · e8 svart kung · f8 svart löpare · h8 svart torn · a7 svart bonde · b7 svart bonde · c7 svart bonde · e7 svart bonde · f7 svart bonde · g7 svart bonde · h7 svart bonde · d6 svart bonde · d5 svart springare · e5 vit bonde · d4 vit bonde · f3 vit springare · a2 vit bonde · b2 vit bonde · c2 vit bonde · f2 vit bonde · g2 vit bonde · h2 vit bonde · a1 vit torn · b1 vit springare · c1 vit löpare · d1 vit drottning · e1 vit kung · f1 vit löpare · h1 vit torn | a8 svart torn · b8 svart springare · c8 svart löpare · d8 svart drottning · e8 svart kung · f8 svart löpare · h8 svart torn · a7 svart bonde · b7 svart bonde · c7 svart bonde · e7 svart bonde · f7 svart bonde · g7 svart bonde · h7 svart bonde · d6 svart bonde · d5 svart springare · e5 vit bonde · d4 vit bonde · f3 vit springare · a2 vit bonde · b2 vit bonde · c2 vit bonde · f2 vit bonde · g2 vit bonde · h2 vit bonde · a1 vit torn · b1 vit springare · c1 vit löpare · d1 vit drottning · e1 vit kung · f1 vit löpare · h1 vit torn | a8 svart torn · b8 svart springare · c8 svart löpare · d8 svart drottning · e8 svart kung · f8 svart löpare · h8 svart torn · a7 svart bonde · b7 svart bonde · c7 svart bonde · e7 svart bonde · f7 svart bonde · g7 svart bonde · h7 svart bonde · d6 svart bonde · d5 svart springare · e5 vit bonde · d4 vit bonde · f3 vit springare · a2 vit bonde · b2 vit bonde · c2 vit bonde · f2 vit bonde · g2 vit bonde · h2 vit bonde · a1 vit torn · b1 vit springare · c1 vit löpare · d1 vit drottning · e1 vit kung · f1 vit löpare · h1 vit torn | 2 |
| 1 | a8 svart torn · b8 svart springare · c8 svart löpare · d8 svart drottning · e8 svart kung · f8 svart löpare · h8 svart torn · a7 svart bonde · b7 svart bonde · c7 svart bonde · e7 svart bonde · f7 svart bonde · g7 svart bonde · h7 svart bonde · d6 svart bonde · d5 svart springare · e5 vit bonde · d4 vit bonde · f3 vit springare · a2 vit bonde · b2 vit bonde · c2 vit bonde · f2 vit bonde · g2 vit bonde · h2 vit bonde · a1 vit torn · b1 vit springare · c1 vit löpare · d1 vit drottning · e1 vit kung · f1 vit löpare · h1 vit torn | a8 svart torn · b8 svart springare · c8 svart löpare · d8 svart drottning · e8 svart kung · f8 svart löpare · h8 svart torn · a7 svart bonde · b7 svart bonde · c7 svart bonde · e7 svart bonde · f7 svart bonde · g7 svart bonde · h7 svart bonde · d6 svart bonde · d5 svart springare · e5 vit bonde · d4 vit bonde · f3 vit springare · a2 vit bonde · b2 vit bonde · c2 vit bonde · f2 vit bonde · g2 vit bonde · h2 vit bonde · a1 vit torn · b1 vit springare · c1 vit löpare · d1 vit drottning · e1 vit kung · f1 vit löpare · h1 vit torn | a8 svart torn · b8 svart springare · c8 svart löpare · d8 svart drottning · e8 svart kung · f8 svart löpare · h8 svart torn · a7 svart bonde · b7 svart bonde · c7 svart bonde · e7 svart bonde · f7 svart bonde · g7 svart bonde · h7 svart bonde · d6 svart bonde · d5 svart springare · e5 vit bonde · d4 vit bonde · f3 vit springare · a2 vit bonde · b2 vit bonde · c2 vit bonde · f2 vit bonde · g2 vit bonde · h2 vit bonde · a1 vit torn · b1 vit springare · c1 vit löpare · d1 vit drottning · e1 vit kung · f1 vit löpare · h1 vit torn | a8 svart torn · b8 svart springare · c8 svart löpare · d8 svart drottning · e8 svart kung · f8 svart löpare · h8 svart torn · a7 svart bonde · b7 svart bonde · c7 svart bonde · e7 svart bonde · f7 svart bonde · g7 svart bonde · h7 svart bonde · d6 svart bonde · d5 svart springare · e5 vit bonde · d4 vit bonde · f3 vit springare · a2 vit bonde · b2 vit bonde · c2 vit bonde · f2 vit bonde · g2 vit bonde · h2 vit bonde · a1 vit torn · b1 vit springare · c1 vit löpare · d1 vit drottning · e1 vit kung · f1 vit löpare · h1 vit torn | a8 svart torn · b8 svart springare · c8 svart löpare · d8 svart drottning · e8 svart kung · f8 svart löpare · h8 svart torn · a7 svart bonde · b7 svart bonde · c7 svart bonde · e7 svart bonde · f7 svart bonde · g7 svart bonde · h7 svart bonde · d6 svart bonde · d5 svart springare · e5 vit bonde · d4 vit bonde · f3 vit springare · a2 vit bonde · b2 vit bonde · c2 vit bonde · f2 vit bonde · g2 vit bonde · h2 vit bonde · a1 vit torn · b1 vit springare · c1 vit löpare · d1 vit drottning · e1 vit kung · f1 vit löpare · h1 vit torn | a8 svart torn · b8 svart springare · c8 svart löpare · d8 svart drottning · e8 svart kung · f8 svart löpare · h8 svart torn · a7 svart bonde · b7 svart bonde · c7 svart bonde · e7 svart bonde · f7 svart bonde · g7 svart bonde · h7 svart bonde · d6 svart bonde · d5 svart springare · e5 vit bonde · d4 vit bonde · f3 vit springare · a2 vit bonde · b2 vit bonde · c2 vit bonde · f2 vit bonde · g2 vit bonde · h2 vit bonde · a1 vit torn · b1 vit springare · c1 vit löpare · d1 vit drottning · e1 vit kung · f1 vit löpare · h1 vit torn | a8 svart torn · b8 svart springare · c8 svart löpare · d8 svart drottning · e8 svart kung · f8 svart löpare · h8 svart torn · a7 svart bonde · b7 svart bonde · c7 svart bonde · e7 svart bonde · f7 svart bonde · g7 svart bonde · h7 svart bonde · d6 svart bonde · d5 svart springare · e5 vit bonde · d4 vit bonde · f3 vit springare · a2 vit bonde · b2 vit bonde · c2 vit bonde · f2 vit bonde · g2 vit bonde · h2 vit bonde · a1 vit torn · b1 vit springare · c1 vit löpare · d1 vit drottning · e1 vit kung · f1 vit löpare · h1 vit torn | a8 svart torn · b8 svart springare · c8 svart löpare · d8 svart drottning · e8 svart kung · f8 svart löpare · h8 svart torn · a7 svart bonde · b7 svart bonde · c7 svart bonde · e7 svart bonde · f7 svart bonde · g7 svart bonde · h7 svart bonde · d6 svart bonde · d5 svart springare · e5 vit bonde · d4 vit bonde · f3 vit springare · a2 vit bonde · b2 vit bonde · c2 vit bonde · f2 vit bonde · g2 vit bonde · h2 vit bonde · a1 vit torn · b1 vit springare · c1 vit löpare · d1 vit drottning · e1 vit kung · f1 vit löpare · h1 vit torn | 1 |
|   | a | b | c | d | e | f | g | h |   |